# Santi Michele e Gaetano
Santi Michele e Gaetano, öfter einfach San Gaetano genannt, ist eine katholische Kirche in Florenz, auf der Piazza Antinori in Fortsetzung der Via de’ Tornabuoni und einer der wichtigsten Barockbauten der Stadt.

## Geschichte

### Ursprung

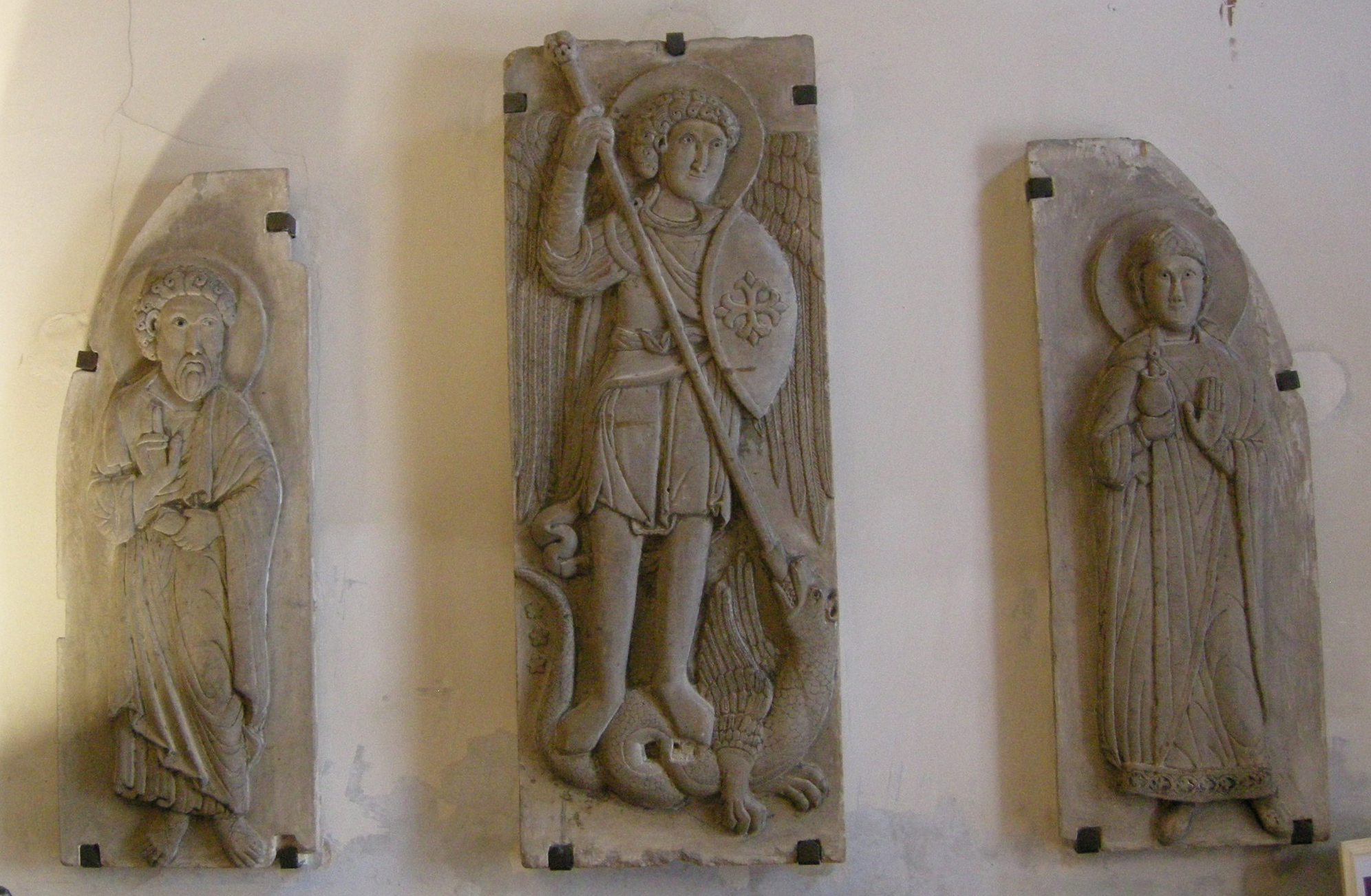
Romanische Reliefs von San Michele Bertelde

Die Ursprung der bereits dem Erzengel Michael geweihten Kirche wurde San Michael Bertelde genannt und geht mindestens auf das 11. Jahrhundert zurück. Michael war ein Schutzpatron der Langobarden. Die erste Dokumentation über die Kirche geht auf das Jahr 1055 zurück, als sie unter den Besitztümern der mächtigen Abtei Nonantola bei Modena angeführt wurde. Das Kloster hatte die Schirmherrschaft über die Kirche und leitete sie durch einen Prior und einige weltliche Kanoniker. Das letzte nonantolanische Dokument, in dem die Gerichtsbarkeit erwähnt wird, stammt aus dem Jahr 1290.
Nachdem sie vom florentinischen Geistlichen betreut wurde, wurde sie von den Olivetanermönchen von San Miniato al Monte benutzt. Damals war die Kirche einschiffig, mit der typisch östlichen Ausrichtung, und hatte eine Wohnung für die Mönche und einen Kreuzgang. Von der einfachen Kirche, die 1640 bei der Fertigstellung des Kirchenschiffs der neuen Kirche endgültig zerstört wurde, sind nur noch wenige Spuren erhalten: drei Marmorreliefs, vielleicht Teil des romanischen Portals, die sich heute in der Antinori-Kapelle befinden und die Heiligen Michael, Petrus und Miniato darstellen.

### Theatiner
Im Jahr 1592 wurde die Kirche dem Theatinerorden, einer der Protagonisten der Gegenreformation, übergeben. Nach der Heiligsprechung ihres Gründers durch Clemens X. am 12. April 1671 wurde die traditionelle Widmung an den Hl. Michael um Kajetan von Thiene ergänzt.
Die neuen Eigentümer des Gebäudes beschlossen, es ex novo nach einem ehrgeizigen Projekt neu zu bauen. Es wurde von den Ordensleuten selbst (wie Pater Anselmo Cangiano und Pater Andrea Castaldo, den Gründern der florentinischen Gemeinschaft) und Don Giovanni de’ Medici konzipiert und von Matteo Nigetti ausgearbeitet, von dem wir nicht wissen, inwieweit er die Vorschläge berücksichtigt hat. Es scheint auch, dass Buontalenti bereits 1597 ein Projekt vorgestellt hatte, das von Dionigi Nigetti, Matteos Vater, in ein (heute verschollenes) Holzmodell aufbereitet wurde.

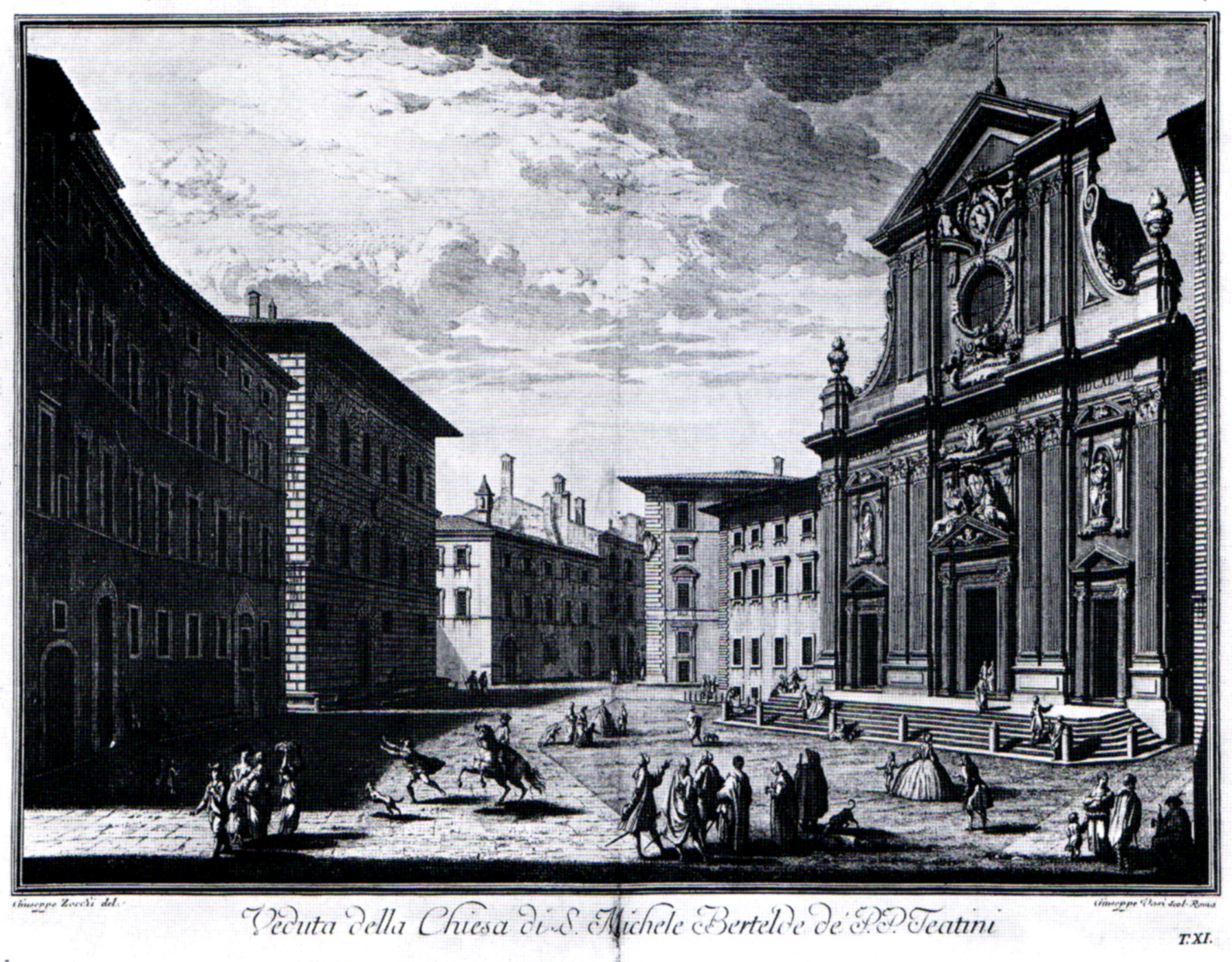
Blick auf die Piazza Antinori, Giuseppe Zocchi, 1744

Die Theatiner hatten bald ausgezeichnete Beziehungen zur Florentiner Aristokratie geknüpft, die Spenden, Vermächtnisse und großzügige Almosen gewährte. Neben dem Segen des florentinischen Papstes Clemens VII. wurden sie von der Familie des Großherzogs selbst subventioniert: Die Großherzogin Christine von Lothringen, Gemahlin Ferdinands I., und ihr Sohn Kardinal Carlo de’ Medici, dessen Name noch heute auf der Fassade zu lesen ist, stellten regelmäßige Mittel für den Bau zur Verfügung. Besonders aktiv waren auch die Antinori, die den Palast vor der Kirche hatten.
Die Adelsfamilien aus dem Gefolge des großherzoglichen Hofes, die rund um die Via Tornabuoni, eine der prächtigsten Gegenden der Stadt, bauten, hofften mit San Gaetano die schönste Barockkirche von Florenz zu errichten.
Tatsächlich kann man in diesem bewundernswerten architektonischen Werk, an dem über ein Jahrhundert, von 1604 bis 1701, gebaut, eingerichtet und dekoriert wurde, die Geschichte der sakralen Kunst des florentinischen 17. Jahrhunderts zurückverfolgen.
Die feierliche Grundsteinlegung fand am 22. August 1604 statt. Matteo Nigetti verfolgte die Arbeiten bis zur Fertigstellung des Querschiffs und des Chors, als ihm 1633 der Hofarchitekt Gherardo Silvani, unterstützt von seinem Sohn Pier Francesco, nachfolgte.
Im Jahr 1631 brachten die Theatiner das Wappen ihres berühmtesten Wohltäters, Carlo de’ Medici, im Inneren der Kirche in der Mitte des Gewölbes des Querschiffs an.
Die Silvani vollendeten den Bau des Kirchenschiffs und der Seitenkapellen und setzten damit das ursprüngliche Projekt fort. Am 29. August 1649 weihte Kardinal Carlo die Kirche, der noch die Fassade fehlte, feierlich ein.
Im Jahr 1701 wurde der Bau mit der bühnenmäßigen Vergrößerung der Treppe auf der Piazza Antinori abgeschlossen.
Nach der Aufhebung der Theatiner wurde die Kirche 1785 zur Pfarrkirche.

## Beschreibung

### Fassade

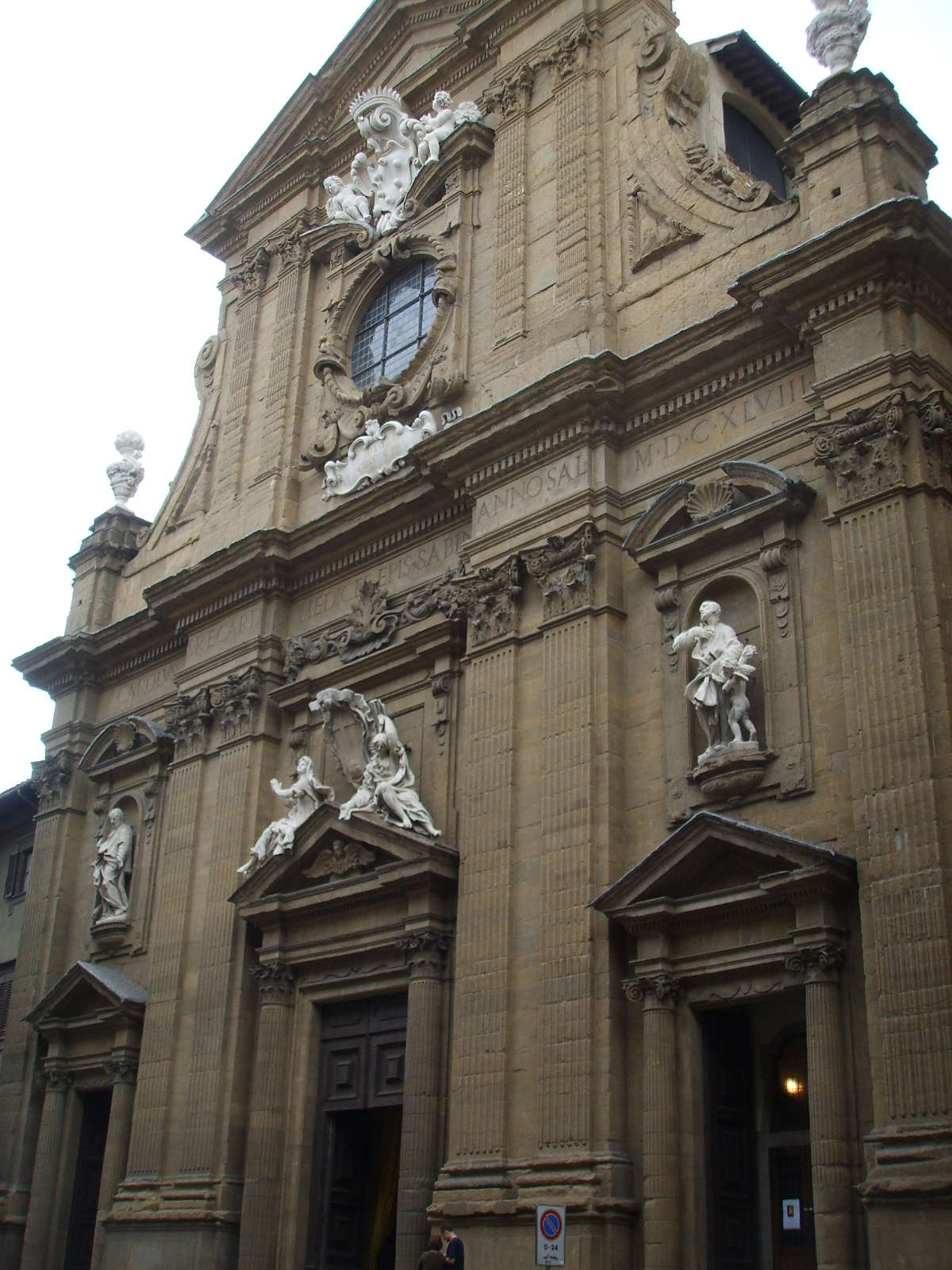
Fassade

Die im typisch florentinischen Pietraforte erbaute Fassade verkörpert einen neuen Stil im Vergleich zu den Formen, die die Florentiner in den Fassaden der Kirchen in Florenz kannten. Tatsächlich gibt sie, ausgehend von der Treppe, einen typisch römischen Geschmack wider. Sie wurde mit weißen Marmorskulpturen verschönert, die sich vom dumpfen havannafarbigen Hintergrund abheben. Sie wurde ab 1648 errichtet und 1683 ohne die Skulpturen fertiggestellt. Der damalige Großherzog Cosimo III. subventionierte die Dekoration der Fassade, indem er zwischen 1688 und 1693 monatlich 40 Scudi zahlte. Der verantwortliche Architekt war Gherardo Silvani, der sich sicherlich die nahe gelegene Fassade von Santa Trinita von Buontalenti zum Vorbild nahm und eine noch triumphalere theatralische Umsetzung entwickelte. Zu dieser Zeit muss er auch durch die beiden Holzmodelle für die Fassade des Doms von Florenz von Buontalenti selbst und Don Giovanni de’ Medici beeinflusst worden sein.
Es wurden zwei Ordnungen entworfen, die durch ein hervorstehendes Gesims geteilt sind, das vertikal von zwei Paaren geriffelter Pilaster mit Kapitellen durchkreuzt wird, die sich auch an den Enden im unteren Teil wiederholen. Im unteren Teil gibt es drei Portale mit dreieckigen Tympanons, die auf eine innere Dreiteilung der Schiffe schließen lassen, die es aber nicht gibt. Über den seitlichen Tympanons befinden sich zwei Nischen mit den Statuen des hl. Kajetan von Thiene von Balthasar Permoser und des hl. Andreas Avellino, einem der wichtigsten Exponenten des Ordens, ausgeführt von Anton Francesco Andreozzi. Beide haben einen theatralischen Ansatz, aber der erste zeigt auch eine psychologische Tiefe in der Geste des Heilien Kajetan, der auf die Menschen hinweist, die Gegenstand der Mission der Theatiner sind, die in der zweiten völlig fehlen.

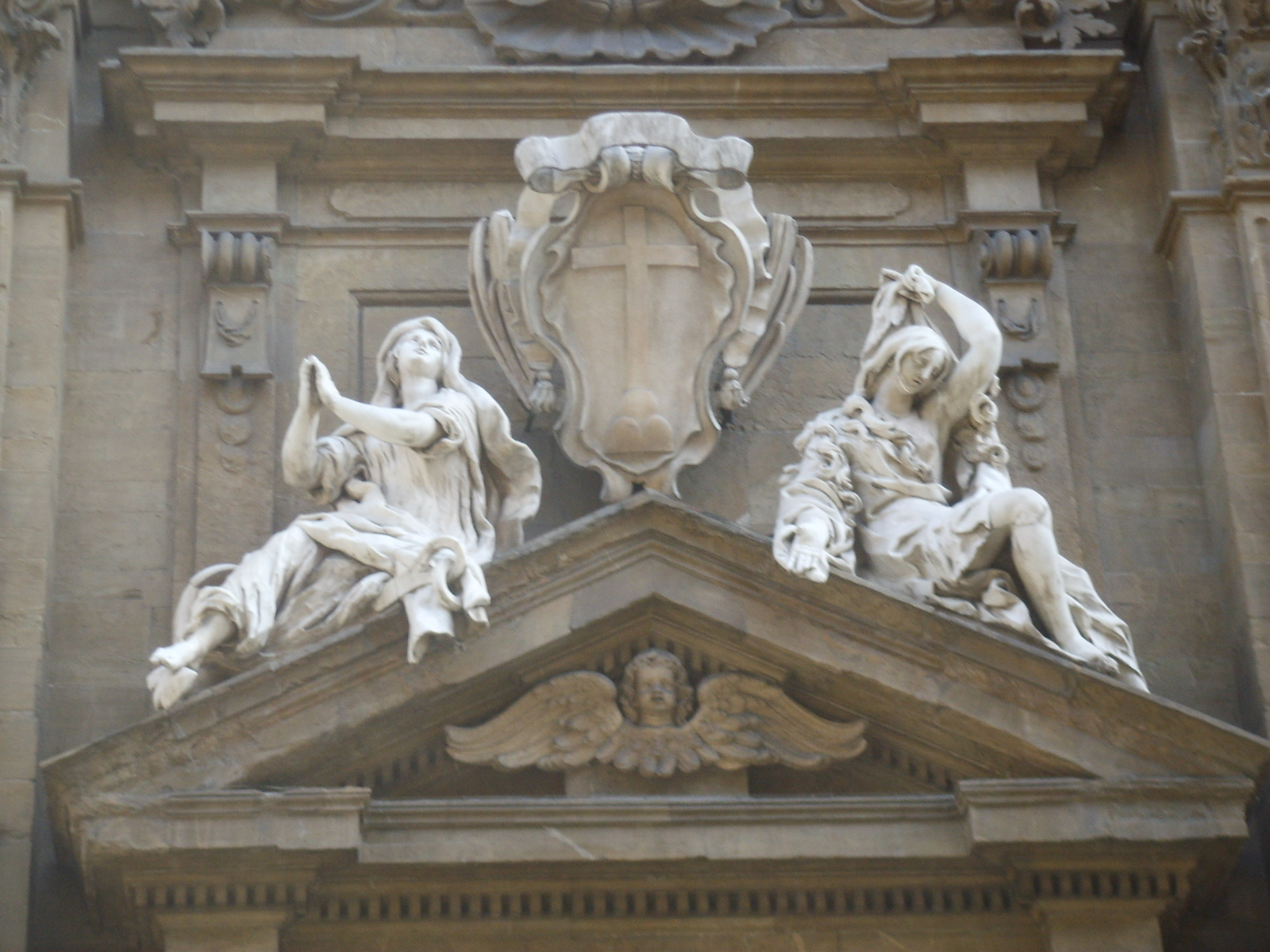
Balthasar Permoser, Hoffnung und Armut neben dem Wappen der Theatiner

Das Mittelportal ist stattdessen mit dem Wappen der Theatiner geschmückt, flankiert von der Personifizierung von Hoffnung und Armut von Permoser, die an die grundlegenden Regeln des Ordens erinnern.
Der Name Carlo de’ Medici kehrt in der Inschrift in kubischen Buchstaben wieder, die entlang des hohen Mittelgesimses verläuft.
Das obere Register wird von der Rosette dominiert, überragt vom Wappen der Medici, das von zwei Marmorputten von Carlo Marcellini (um 1688) getragen wird. Oben weist ein großes Tympanon auf die Giebelform der Basilika hin, während an den Seiten zwei Voluten in den Sockeln zweier Urnen mit dem Feuer des Glaubens enden, die von Pietro Romolo Malavisti nach einem Entwurf von Giovanni Battista Foggini in Marmor gemeißelt wurden. Bemerkenswert ist der Hell-Dunkel-Effekt, der durch Überlappung der Bänder, der Kerben und der tiefen Quadrate erzielt werden.
Die Fassade wurde im 20. Jahrhundert zweimal restauriert um Steinablösungen zu vermeiden.

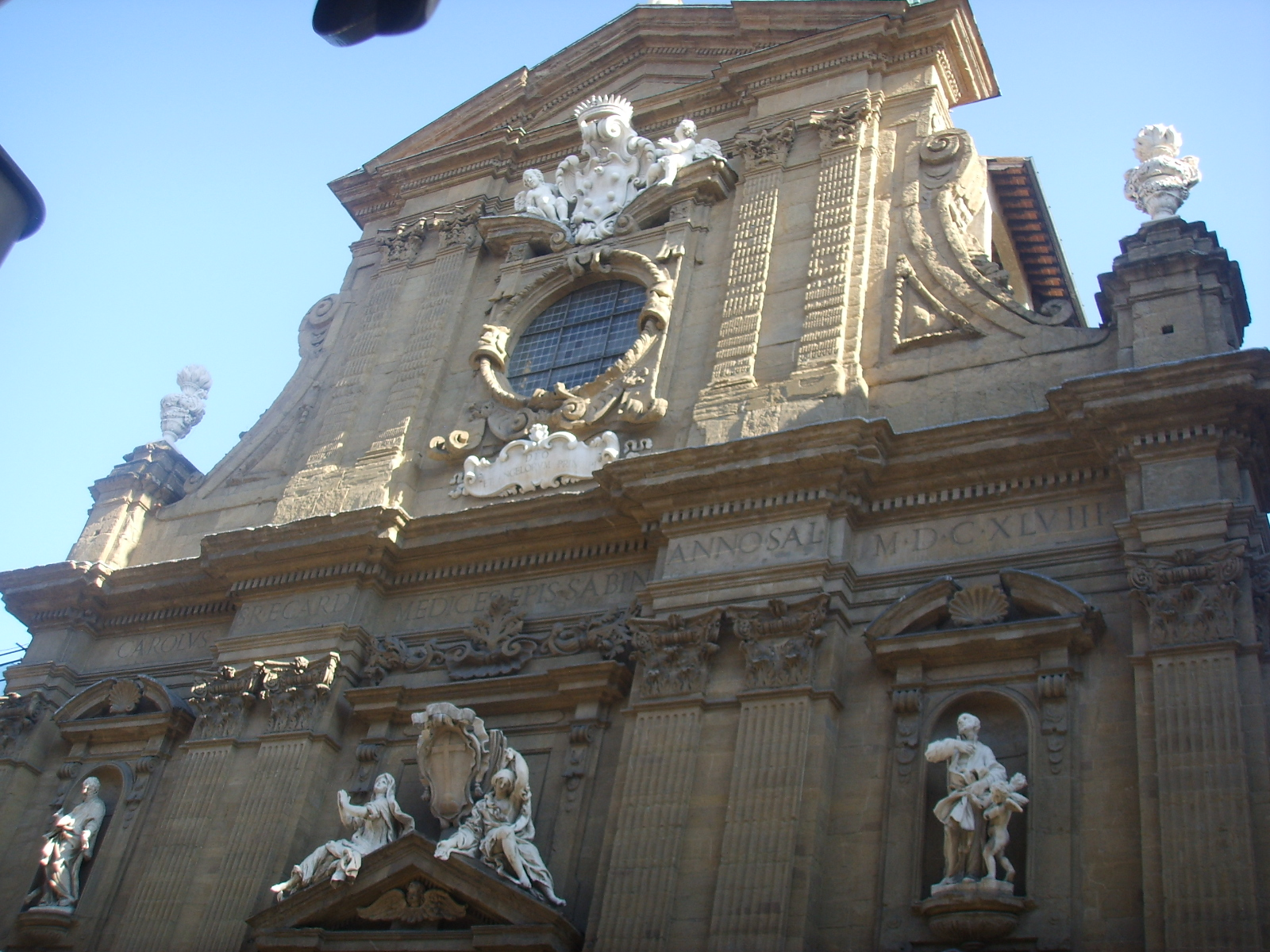
Ansicht von unten
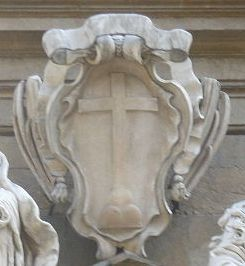
Wappen der Theatiner
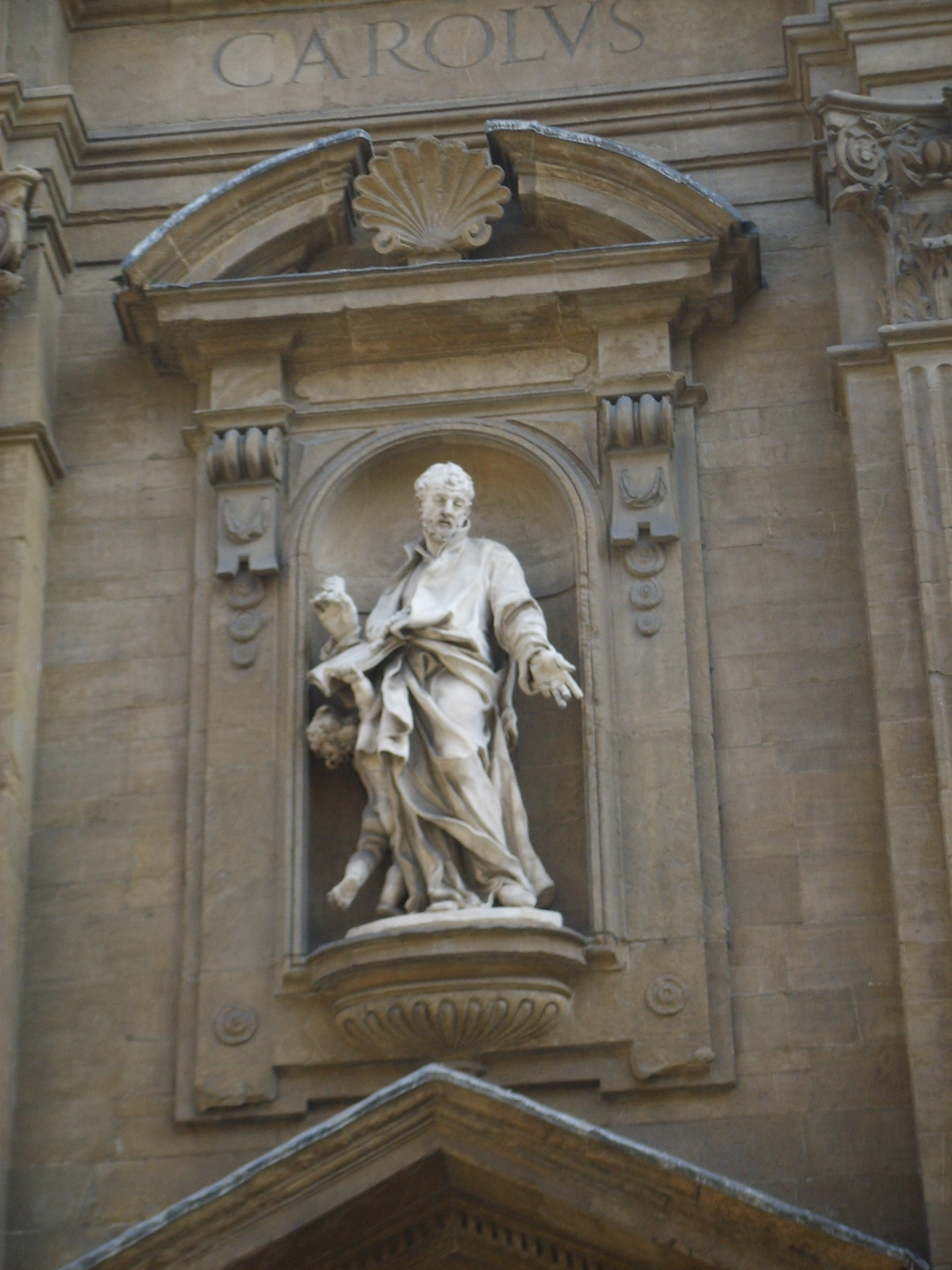
Statue des Hl. Kajetan, von Balthasar Permoser
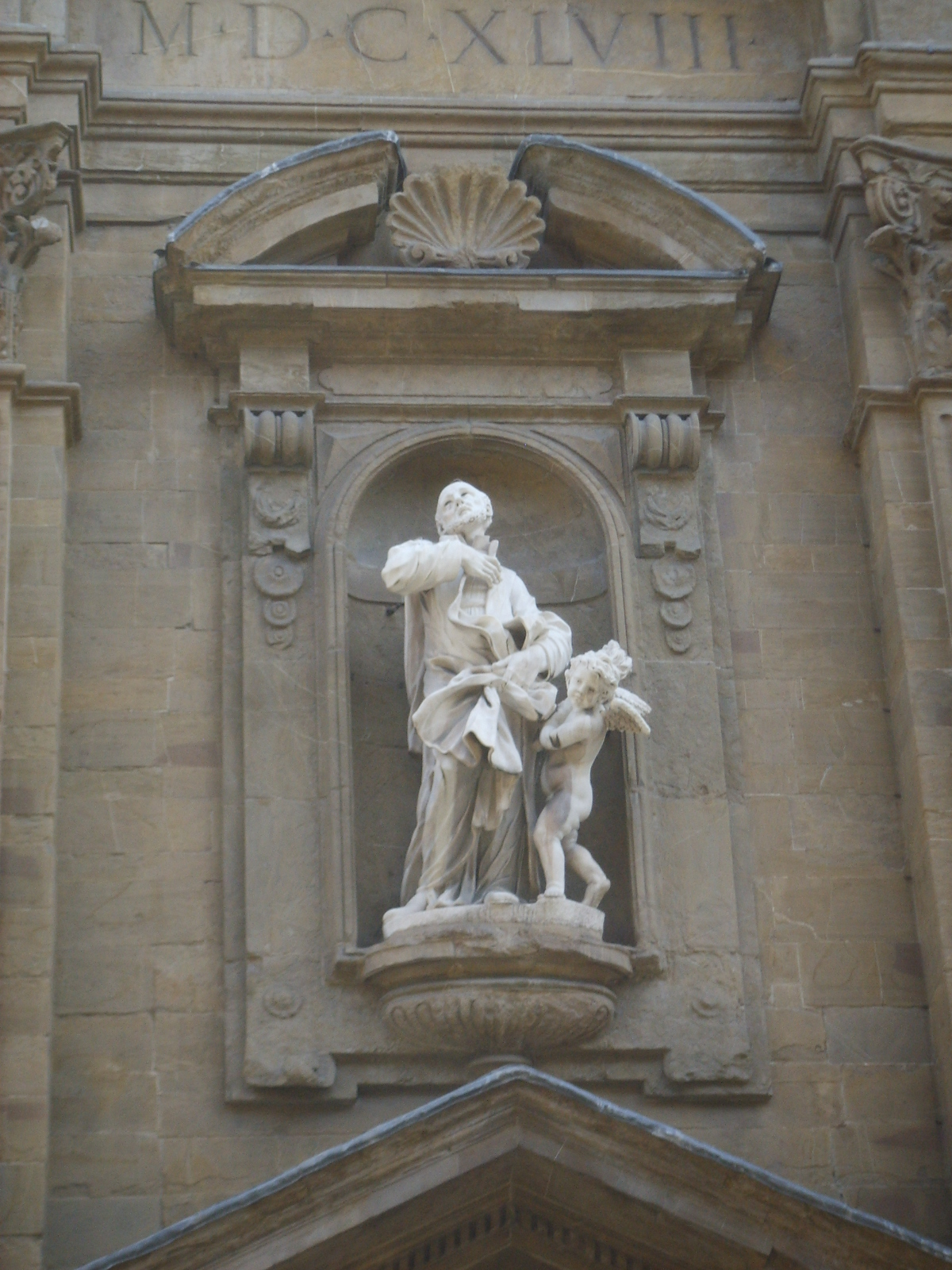
Statue des Hl. Andreas Avellino, von Anton Francesco Andreozzi

### Das Innere

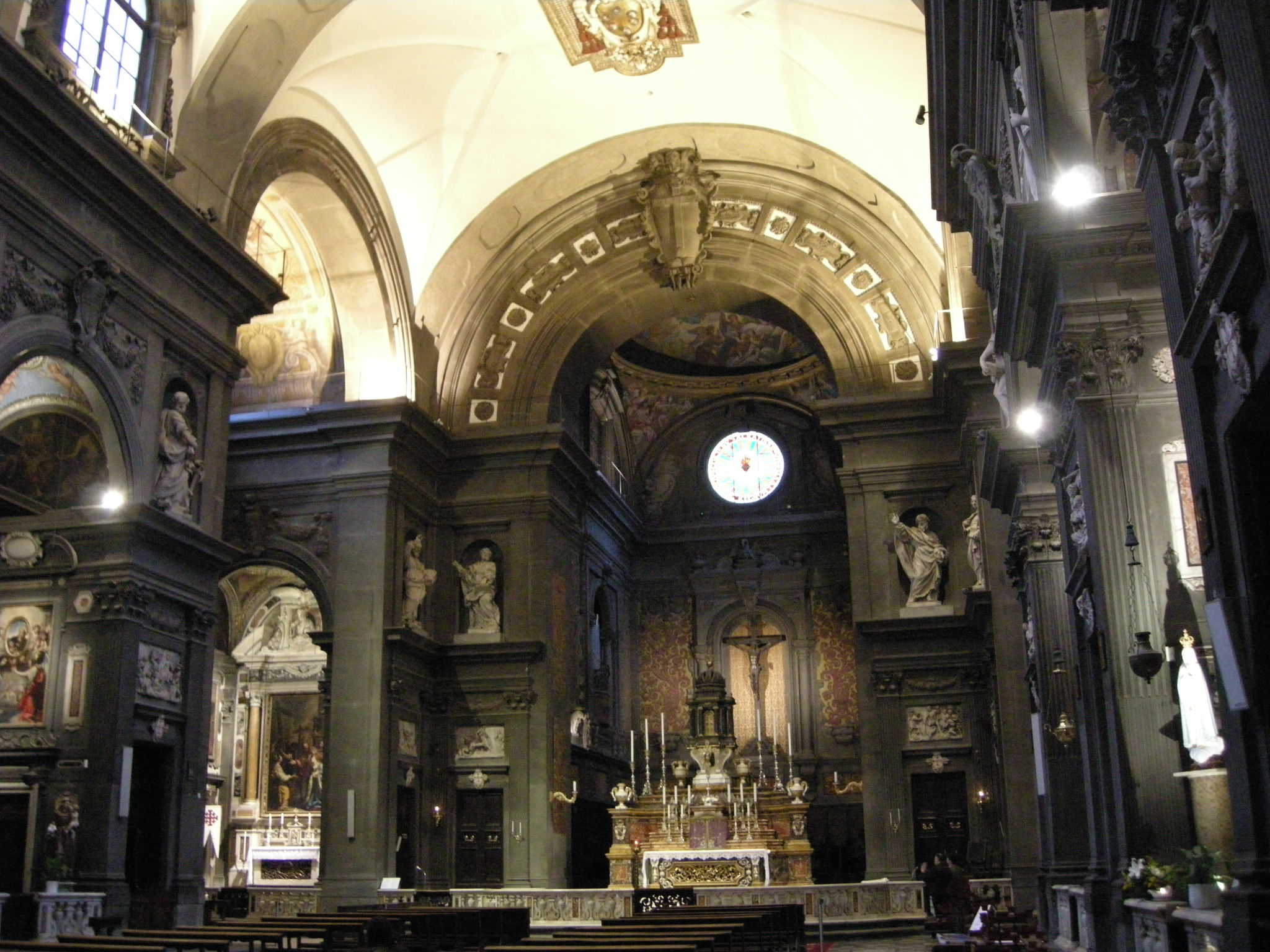
Das Innere

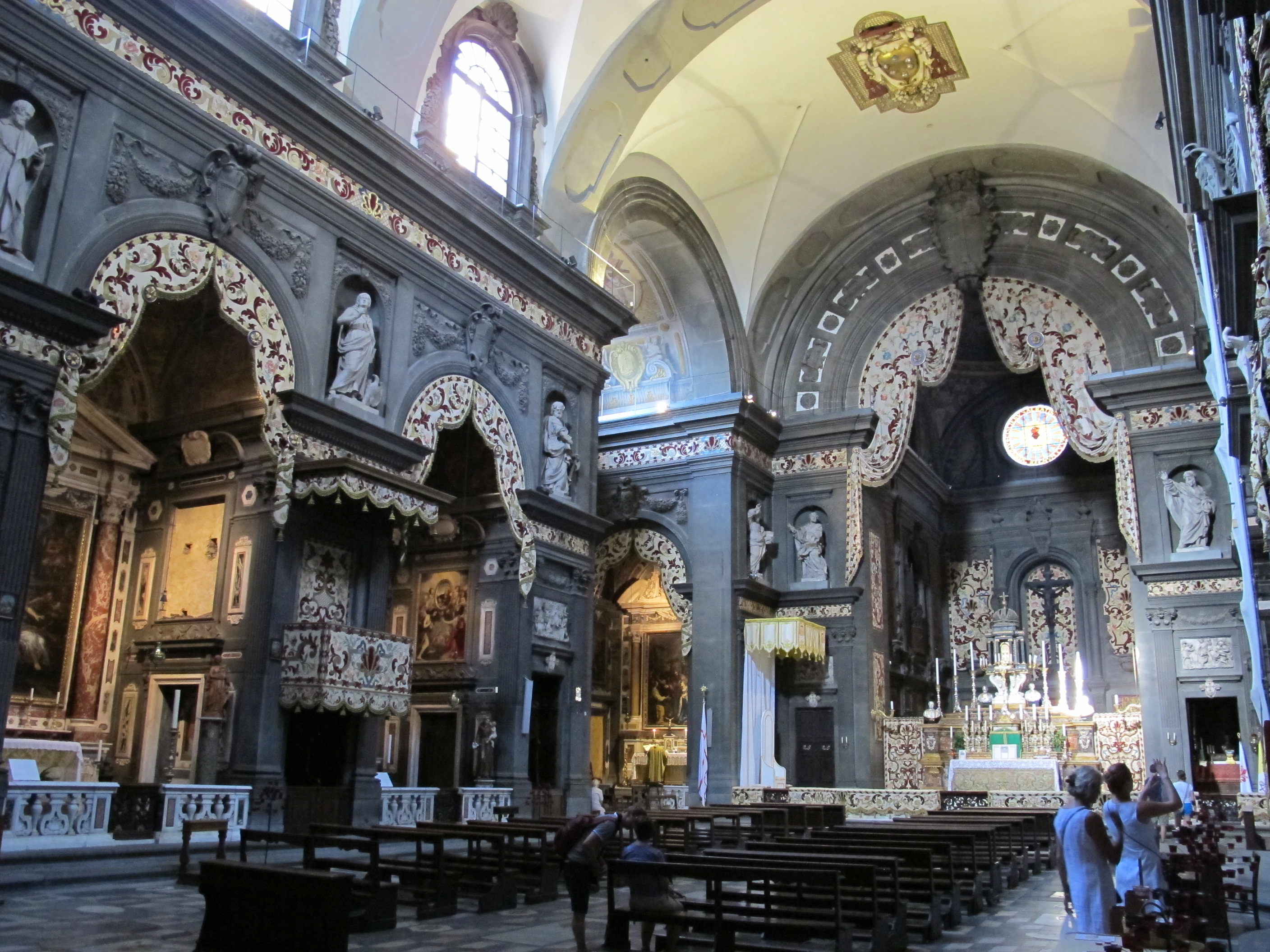
Das Innere mit dem Schmuck dem 17. Jahrhundert (2012)

Das intakt gebliebene harmonische Innere hat die Form eines lateinischen Kreuzes mit einem einzigen Kirchenschiff und auf jeder Seite drei Seitenkapellen mit miteinander kommunizierenden Durchgängen.
Das Kirchenschiff ist mit einem durch Querbögen getrennten Tonnengewölbe mit Lünetten bedeckt und wird durch große Fenster mit Rundbögen beleuchtet, während die beiden Arme des Querschiffs mit einem einfachen Tonnengewölbe bedeckt sind. Die Apsis wird von einem majestätischen Triumphbogen eingerahmt, auf dem sich das gemeißelte, vom Kreuz dominierte Theatiner Wappen befindet und von einer kleinen Kuppel bedeckt ist. An der Kreuzung zwischen dem Kirchenschiff und dem Querschiff befindet sich an der Decke das monumentale Wappen von Kardinal Carlo de’ Medici, ein Werk von Bastiano Pettirosso aus dem Jahr 1631.
Bemerkenswert ist die Wirkung der Vielfarbigkeit zwischen der pietra serena der architektonischen Wände, dem Weiß des Gewölbes der Statuen und Basreliefs, dem vielfarbigen Marmor des Fußbodens und den dekorativen Intarsien. Das Licht dringt durch die großen Fenster im höchsten Teil des Kirchenschiffs ein und erzeugt bemerkenswerte Hell-Dunkel-Effekte im Vergleich zu den im Halbdunkel liegenden Kapellen.
Zwischen der zweiten und der dritten Kapelle links befindet sich die Holzkanzel, die von zwei Konsolen mit Engelsköpfen getragen und mit zwei geflügelten Karyatiden geschmückt ist. Darunter befindet sich das Familiengrab der Cardi, zu dem der als il Cigoli bekannte Maler Ludovico Cardi gehört.
Die Kirche hat eine prächtige mobile Textiltapete aus dem 18. Jahrhundert mit weißem Hintergrund, die zu der festen gelben und roten Tapete aus einer Zeit zwischen dem 16. und 18. Jahrhundert hinzugefügt wurde. Diese Tapete ist außergewöhnlich vollständig und die drittälteste in Florenz, nach der aus dem 15. Jahrhundert von der Badia Fiorentina (in goldenem Samtbrokat) und der in rotem Damast von Santa Maria Novella.

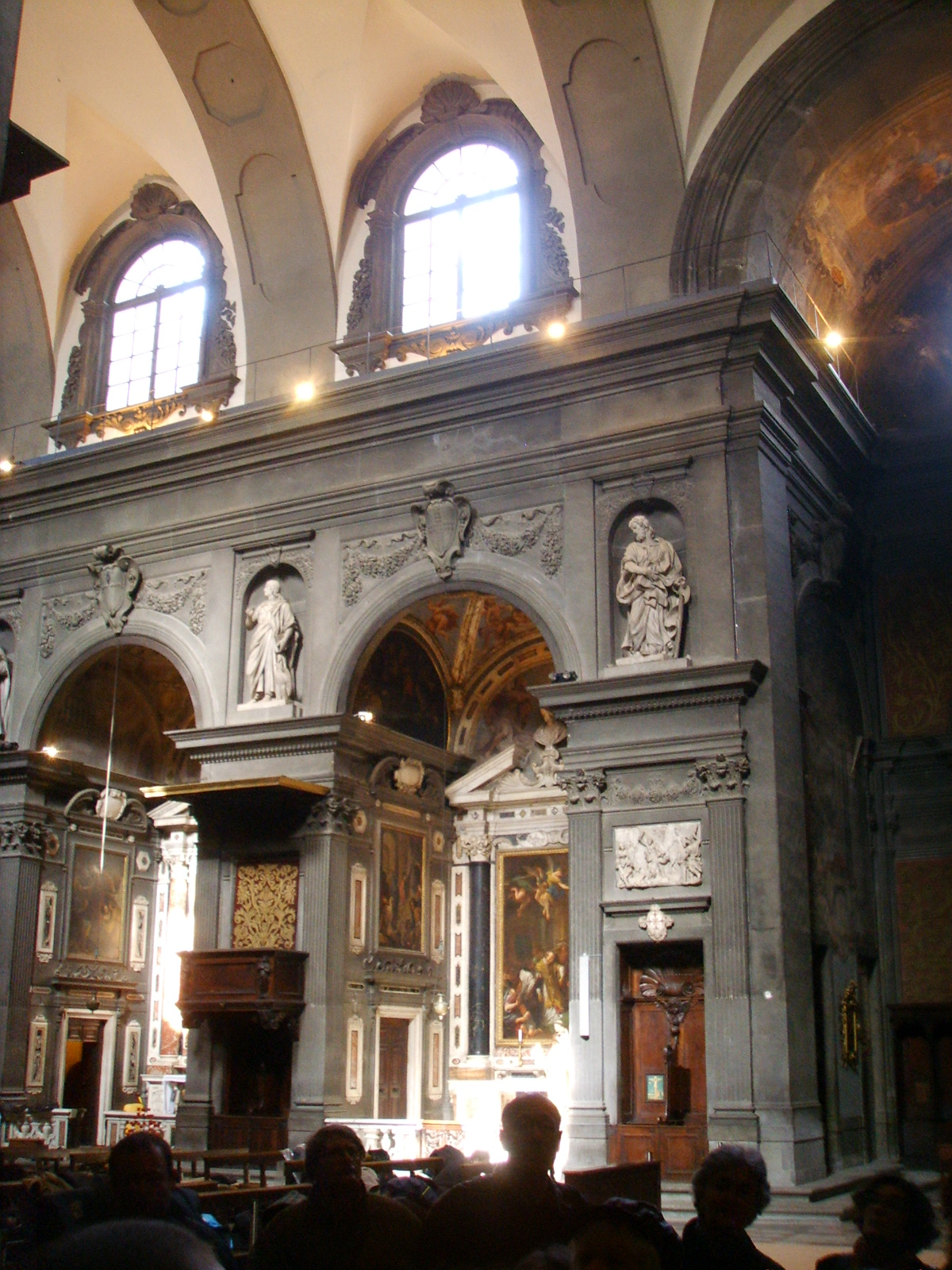
Ansicht des Kirchenschiffs
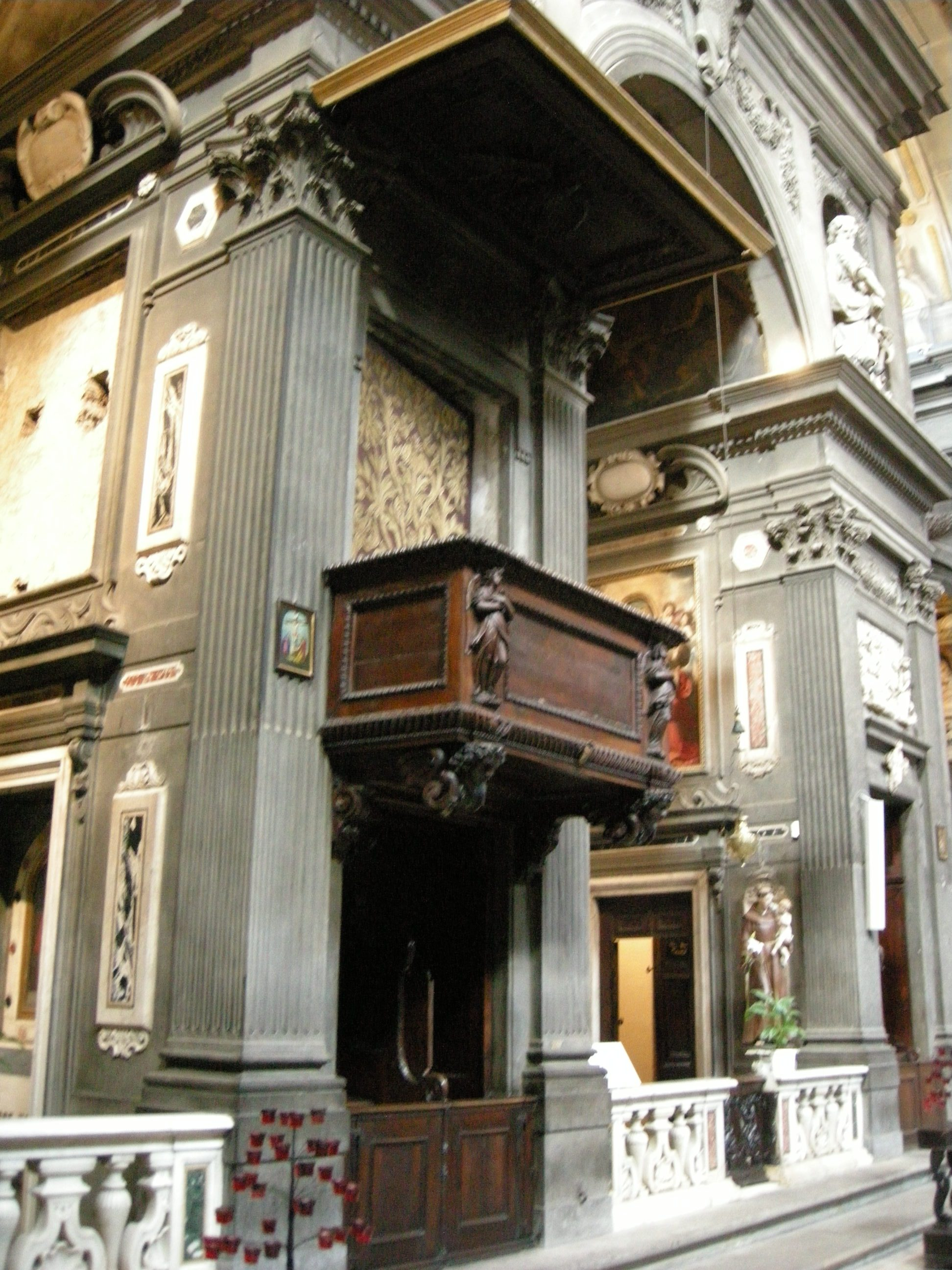
Kanzel
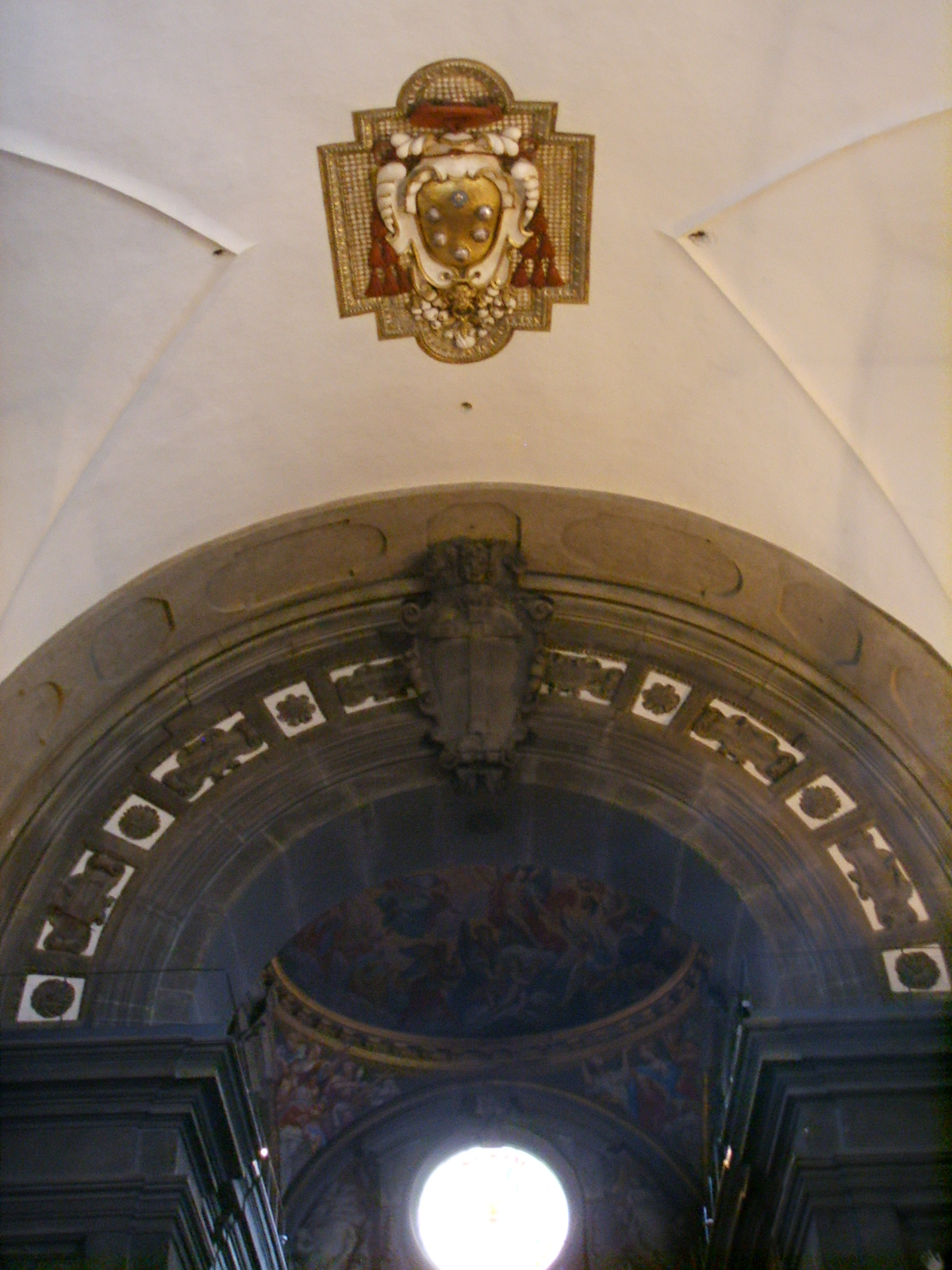
Das Wappen im Gewölbe

#### Zyklus derApostolundEvangelisten
Im oberen Teil des Kirchenschiffs befindet sich einer der wichtigsten florentinischen Skulpturenzyklen des 17. Jahrhunderts mit einer Reihe von übergroßen Marmorstatuen von Aposteln und Evangelisten. Unter jeder Statue befinden sich ein oder zwei Reliefs, die Episoden aus ihrem Leben darstellen und von verschiedenen Künstlern ausgeführt wurden.
Die Statuen-Relief-Kombination war ein neues Motiv für Florenz. Bevor alle Reliefs fertiggestellt wurden, gab es provisorische Reliefs aus weißgekalktem Ton, die später durch Marmorreliefs ersetzt wurden. Davon ist nur noch das Martyrium des heiligen Simon von Giovan Battista Foggini erhalten.
| Ref | Img | Statua                              | Autore                    | Img | Basrelief                                                            | Autor                     | Anno |
| --- | --- | ----------------------------------- | ------------------------- | --- | -------------------------------------------------------------------- | ------------------------- | ---- |
| 1   |     | Hl. Petrus                          | Giovanni Battista Foggini |     | Martyrium des hl. Petrus                                             | Giovanni Battista Foggini | 1683 |
| 2   |     | Hl. Judas Thaddäus                  | Giuseppe Piamontini       |     | Martyrium des Judas Thaddäus und hl. Simon                           | Giuseppe Piamontini       | 1698 |
| 3   |     | Hl. Matthias                        | Giovacchino Fortini       |     | Martyrium des hl. Matthias                                           | Giovacchino Fortini       | 1696 |
| 4   |     | Hl. Johannes Apostel und Evangelist | Antonio Novelli           |     | (keine wegen der Kanzel)                                             |                           | 1640 |
| 5   |     | Hl. Matthäus Evangelist             | Antonio Novelli           |     | Martyrium des hl. Matthäus                                           | Kreis um Foggini          | 1640 |
| 6   |     | Hl. Bartholomäus                    | Giovan Camillo Cateni     |     | Martyrium des hl. Bartholomäus                                       | Giuseppe Piamontini       | 1698 |
| 7   |     | Hl. Lukas Evangelist                | Giovan Camillo Cateni     |     | Der hl. Lukas porträtiert die Madonna mit Kind Predigt des hl. Lukas | Giovan Camillo Cateni     | 1693 |

| Ref | Img | Statua                  | Autore                  | Img | Basrelief                                       | Autor                             | Anno |
| --- | --- | ----------------------- | ----------------------- | --- | ----------------------------------------------- | --------------------------------- | ---- |
| 1   |     | Hl. Paulus              | Giovan Battista Foggini |     | Martyrium des Hl.Paulus                         | Giovan Battista Foggini           | 1683 |
| 2   |     | Hl. Thomas              | Giovanni Baratta        |     | Martyrium des Hl. Thomas                        | Florentiner Bildhauer des 17. Jh. | 1700 |
| 3   |     | Hl. Philipp             | Bartolomeo Cennini      |     | Martyrium des Hl. Philip                        | Toskanischer Bildhauer            | 1658 |
| 4   |     | Hl. Jakobus der Jüngere | Lodovico Salvetti       |     | Martyrium des Hl. Jakobus                       | Toskanischer Bildhauer            | 1658 |
| 5   |     | Hl. Andreas             | Antonio Novelli         |     | Martyrium des Hl. Andreas (1774)                | Giovan Battista Capezzoli         | 1640 |
| 6   |     | Hl. Simon               | Antonio Novelli         |     | Martyrium des Hl. Simon                         | Antonio Novelli                   | 1640 |
| 7   |     | Hl. Markus Evangelist   | Giuseppe Piamontini     |     | Predigt des Hl. Markus Martyrium des Hl. Markus | Giuseppe Piamontini               | 1693 |

#### Gegenfassade
Auf der Gegenfassade befindet sich ein Triumphbogen, der den des Hochaltars ähnelt. Der sich darüber befindliche ovale Oculus ähnelt nur teilweise an den an der Fassade. Im oberen Register befindet sich eine majestätische Orgel, die 1820 von Benedetto Tronci aus Pistoia gebaut wurde, der die Struktur der Orgel aus dem 17. Jahrhundert von Antonio Colonna übernahm. Die auffällige Anordnung mit den Pilastern und dem falschen Steingiebelfeld ist Teil des Resonanzbodens der Orgel und gehört zu der Ausstattung des 19. Jahrhunderts. Aus der gleichen Zeit stammt auch die hölzerne Balustrade aus Marmorimitat.
Der untere Teil zeigt um das von Säulen eingerahmte Mittelportal herum vier ummauerte Schränke und zwei Skulpturen aus dem Jahr 1640, ein Werk von Domenico Pieratti, die zwei lächelnde Putten darstellen, die Becken aus einer Marmorwolke stützen.

#### Hauptaltar

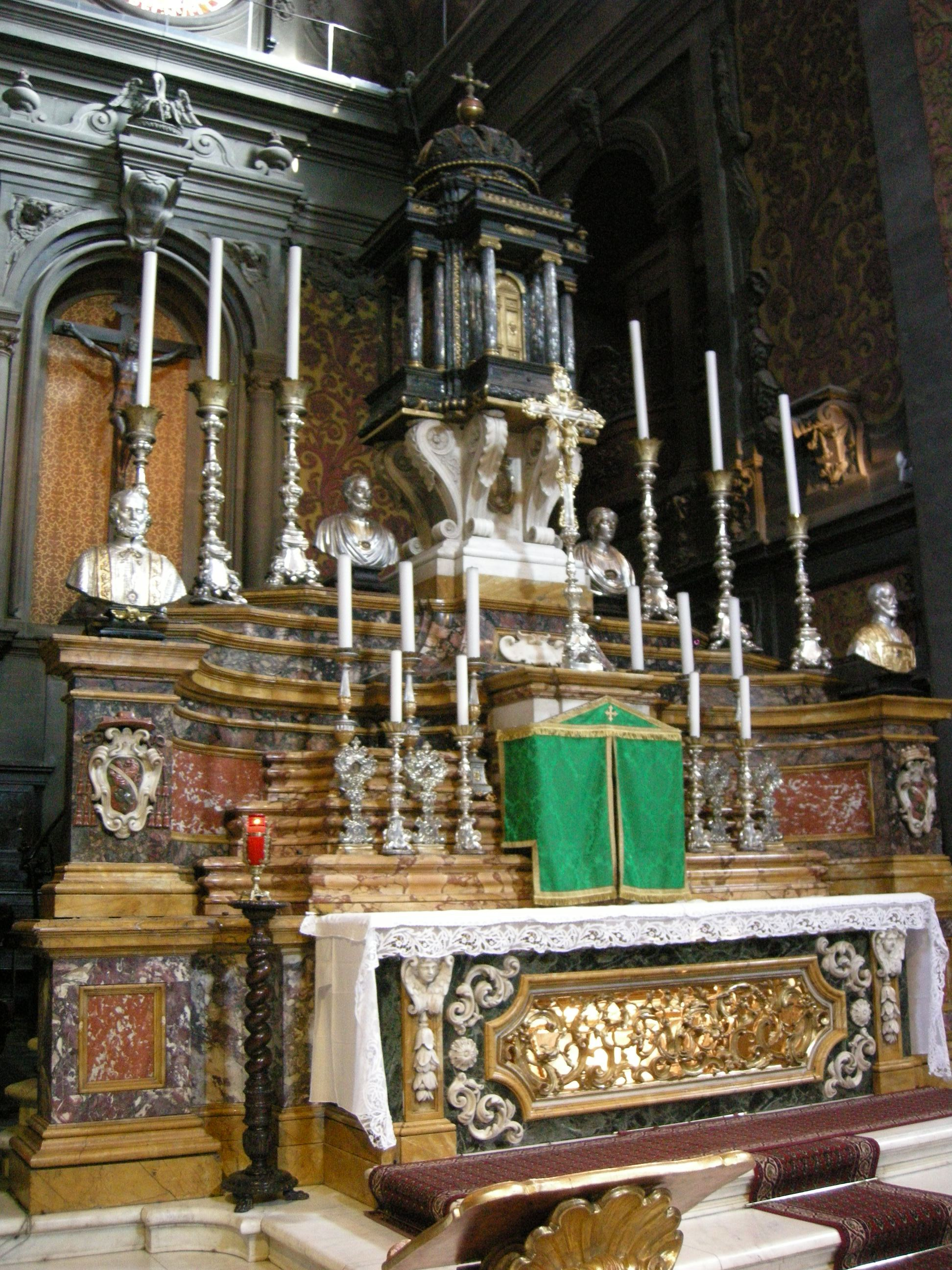
Hauptaltar

Der Hochaltar befindet sich auf einem erhöhten Boden mit wenigen Stufen und ist durch eine Balustrade (1669) vom Kirchenschiff getrennt. Er wurde am 29. August 1649 in Anwesenheit von Kardinal Carlo de’ Medici geweiht. Sein heutiges Aussehen geht auf die Renovierung von 1675 zurück. Er besteht aus einer erstaunlichen Kombination kostbaren Marmors und wurde von Pierfrancesco Silvani entworfen: Eine konkave Kulisse gipfelt in einem imposanten silbernen Ziborium, dem einzigen Überbleibsel des monumentalen Werkes der Familie Torrigiani anlässlich der Heiligsprechung von San Gaetano und dem Werk des florentinischen Goldschmieds Benedetto Petrucci. Unter den verwendeten Marmoren befinden sich der rote aus Frankreich, der Lapislazuli, der griechische Grüne, der gelbe aus Siena, der antike gelbe aus Numidien usw. An den Seiten des Altars befinden sich die Wappen von Kardinal Domenico Maria Corsi und Marchese Giovanni Corsi (die Corsi waren eine weitere Adelsfamilie mit einem Palast in der Via de’ Tornabuoni).
Am Fuß des Altars befinden sich unter dem prächtigen vergoldeten Holzgitter die Reliquien der Heiligen Mario und Maria, dunkle Figuren, die 1615 auf Initiative der Großherzogin Christine von Lothringen aus den Katakomben von San Callisto überführt wurden.

#### Chor

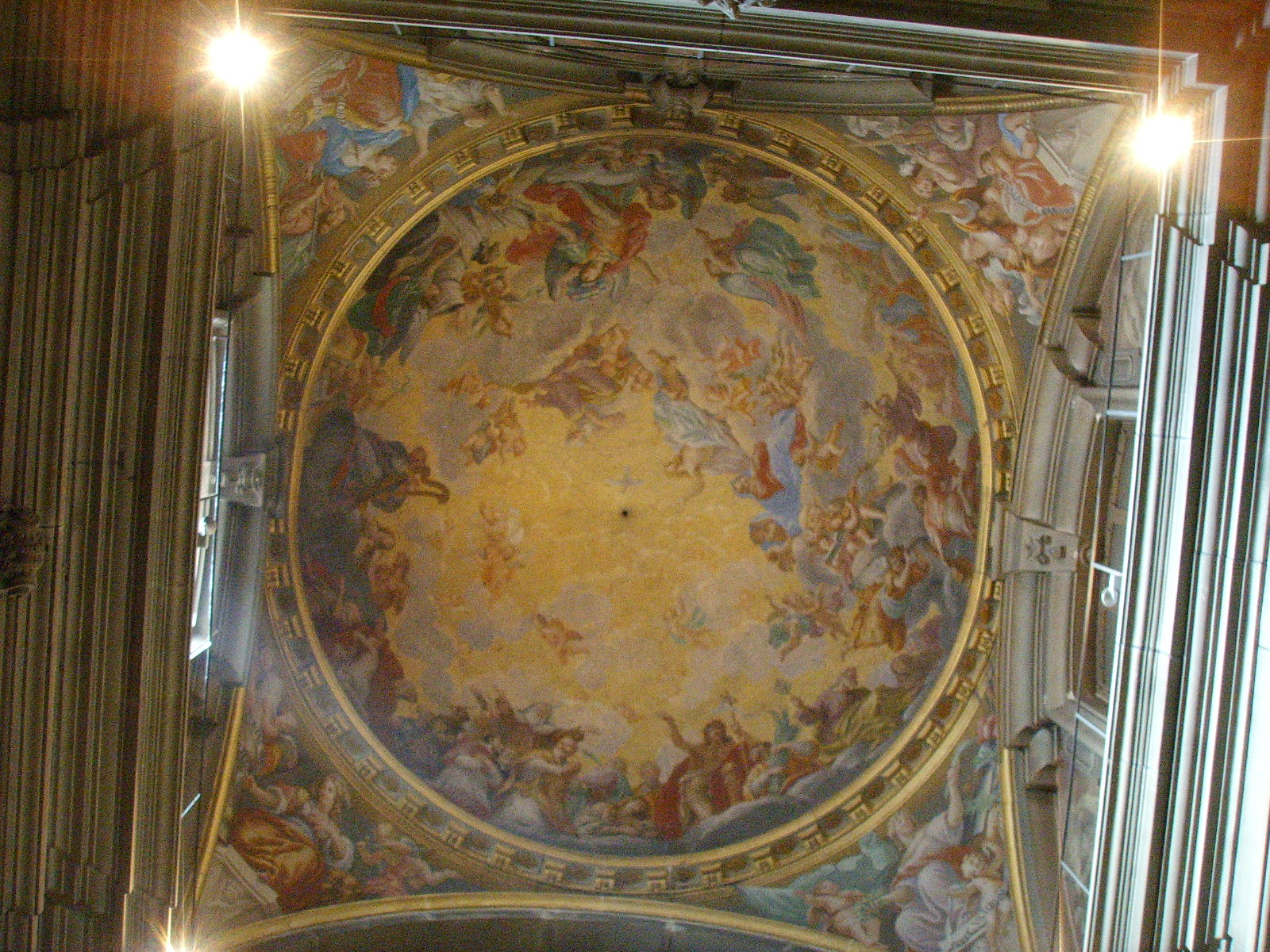
Mit Fresken bemalte Kuppel im Chor

Der Chor befindet sich hinter dem Hochaltar und besteht aus einem mit einer Kuppel überdachten Raum mit quadratischem Grundriss. Es wurde 1630 fertiggestellt. Das zweifarbige Schwarz/Weiß wird hier durch die prächtigen Wände (zwischen Ende des 17. und Anfang des 18. Jahrhunderts entstanden) und die Fresken gedämpft. Die dem Atelier von Jacopo Sani zugeschriebenen Holzstühle (in Nussbaumholz) sind in zwei Reihen auf Treppenhöhe verteilt und mit Engelsköpfen verziert.
An der Mittelwand befindet sich das große Kruzifix aus Bronze, ein Meisterwerk von Francesco Susini, ein Geschenk von Don Lorenzo de' Medici. Merkwürdigerweise stellt es Christus in einer Spirantpose dar (vor dem Sterben, also mit vier Wunden, ohne die Wunde an der Seite). Diese Ikonographie wurde vom Mitbegründer der Teatiner Paul IV. Carafa verboten, war jedoch ein Jahrhundert später in Vergessenheit geraten. Das Kruzifix steht in einer Nische, über der ein symbolischer Pelikan steht, von dem man glaubte, dass er, wie Christus, seine Brust zerreißt, um sein Fleisch als Nahrung für die Brut darzubringen.
Die Kuppel wurde von Filippo Maria Galletti mit der Glorie des Heiligen Kajetan, die der Erzengel Michael der Dreifaltigkeit präsentiert freskiert, während die Hängezwickel vier Allegorien enthalten: Überfluss, Nächstenliebe, Tapferkeit und Sieg.
Auf den beiden Seiten des Chores, innerhalb von zwei Venezianisches Fenster die ursprünglich als Chorräume dienten, befindet sich die 1933 erbaute Pfeifenorgel Mascioni Opus 457.

#### Seitenkapellen

##### Rechte Seitenkapellen
Beginnend mit der Gegenfassade:
Rosso-Kapelle

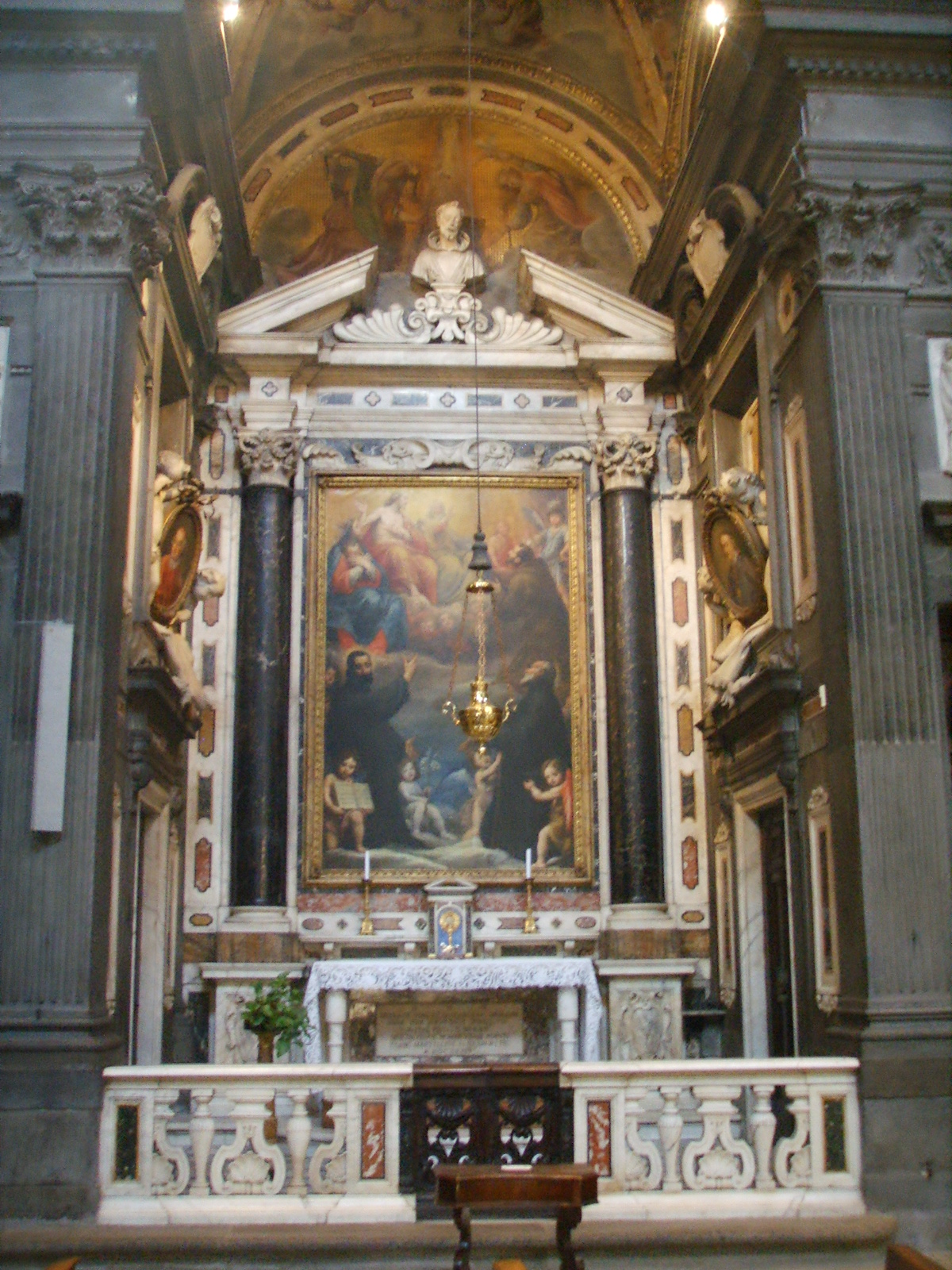
Martelli-Kapelle

Sie ist dem heiligen Apostel Andreas gewidmet und wurde von Ottavio Vannini dekoriert. Im Gewölbe freskierte er zwischen den goldenen Stuckarbeiten einen Christus in Glorie und er hatte auch den Auftrag erhalten, die Gemälde an den Seiten zu malen (Johannes, der den Heiligen Andreas auf Christus hinweist, und die Berufung der Heiligen Andreas und Petrus), aber er starb 1643, so dass diese von seinem Schüler Antonio Ruggieri vollendet wurden. Letzterem ist auch das alte Altarbild mit dem Martyrium des heiligen Andreas zu verdanken, das sich jetzt in der Antinori-Kapelle befindet und aus der alten Kirche stammte, weil es von Andrea della Robbia (1470–1480), durch die Madonna mit Kind ersetzt wurde. Im Tympanon des Altars befindet sich die Büste der Jungfrau Maria von Antonio Novelli (1642). Bemerkenswert sind auch die Holztüren der Balustrade mit geschnitzten Pflanzentrauben, die die Initialen des Apostels Andreas beinhalten.

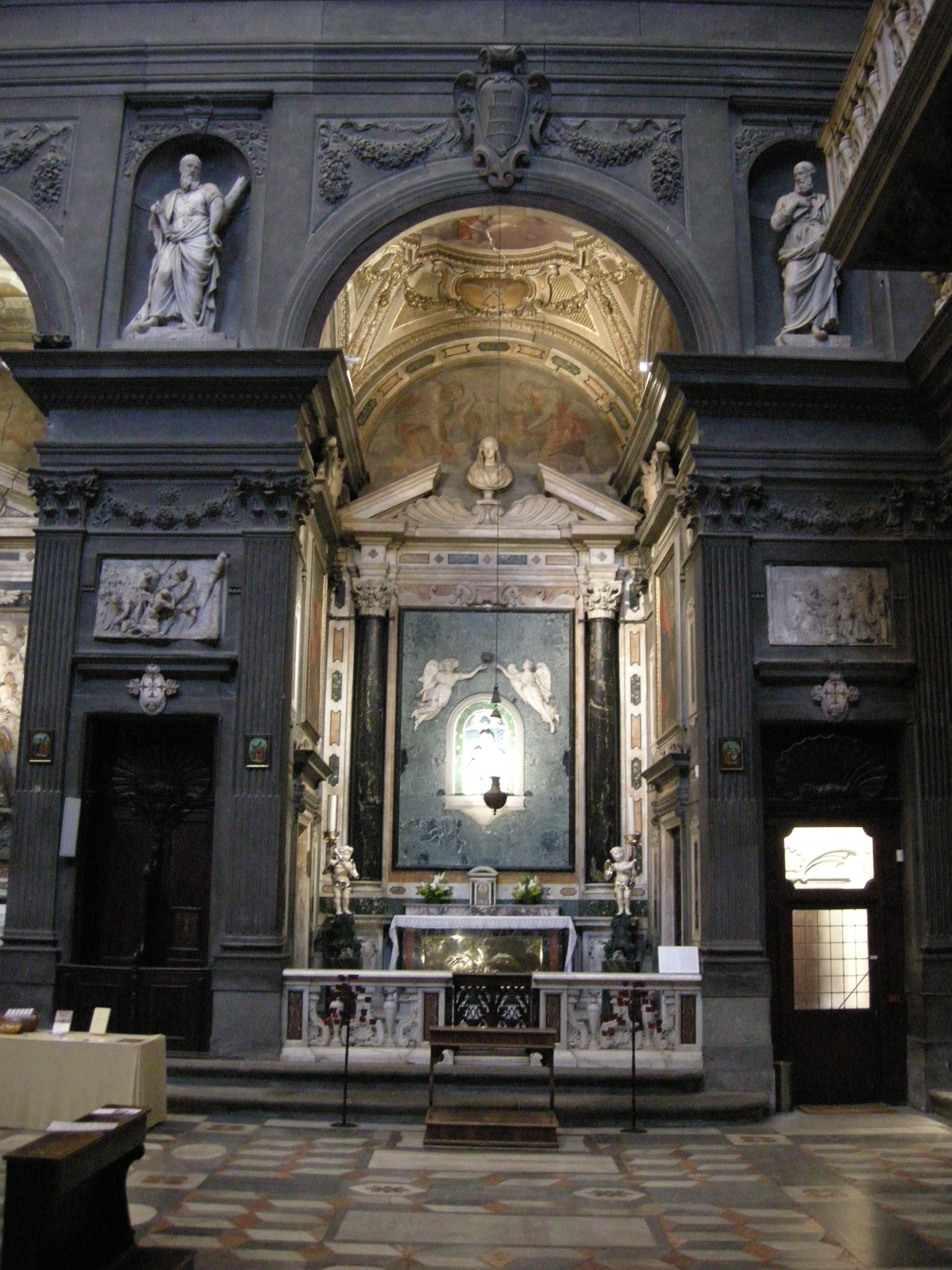
Rosso-Kapelle
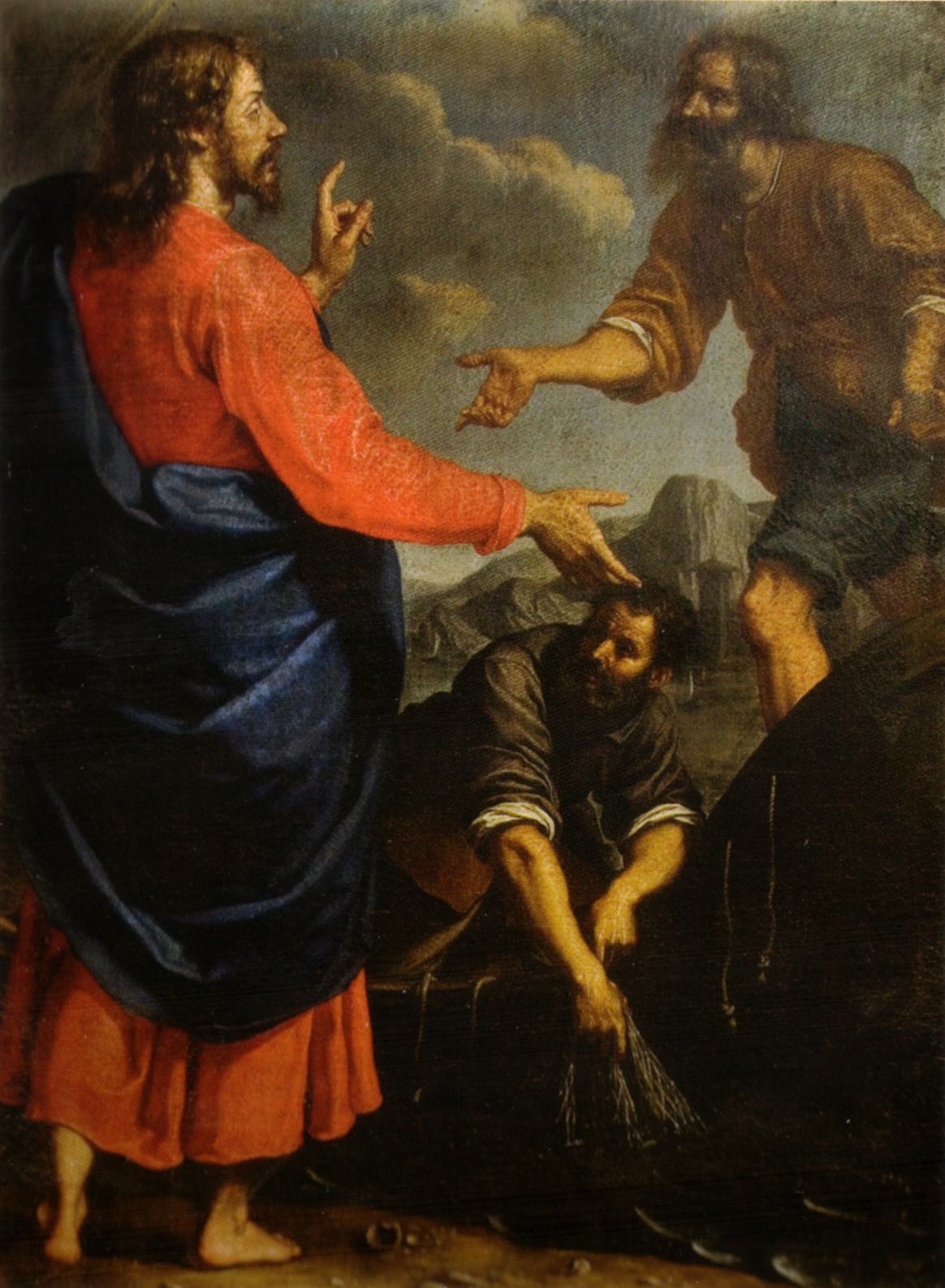
Ottavio Vannini, Berufung der Heiligen Andreas und Petrus
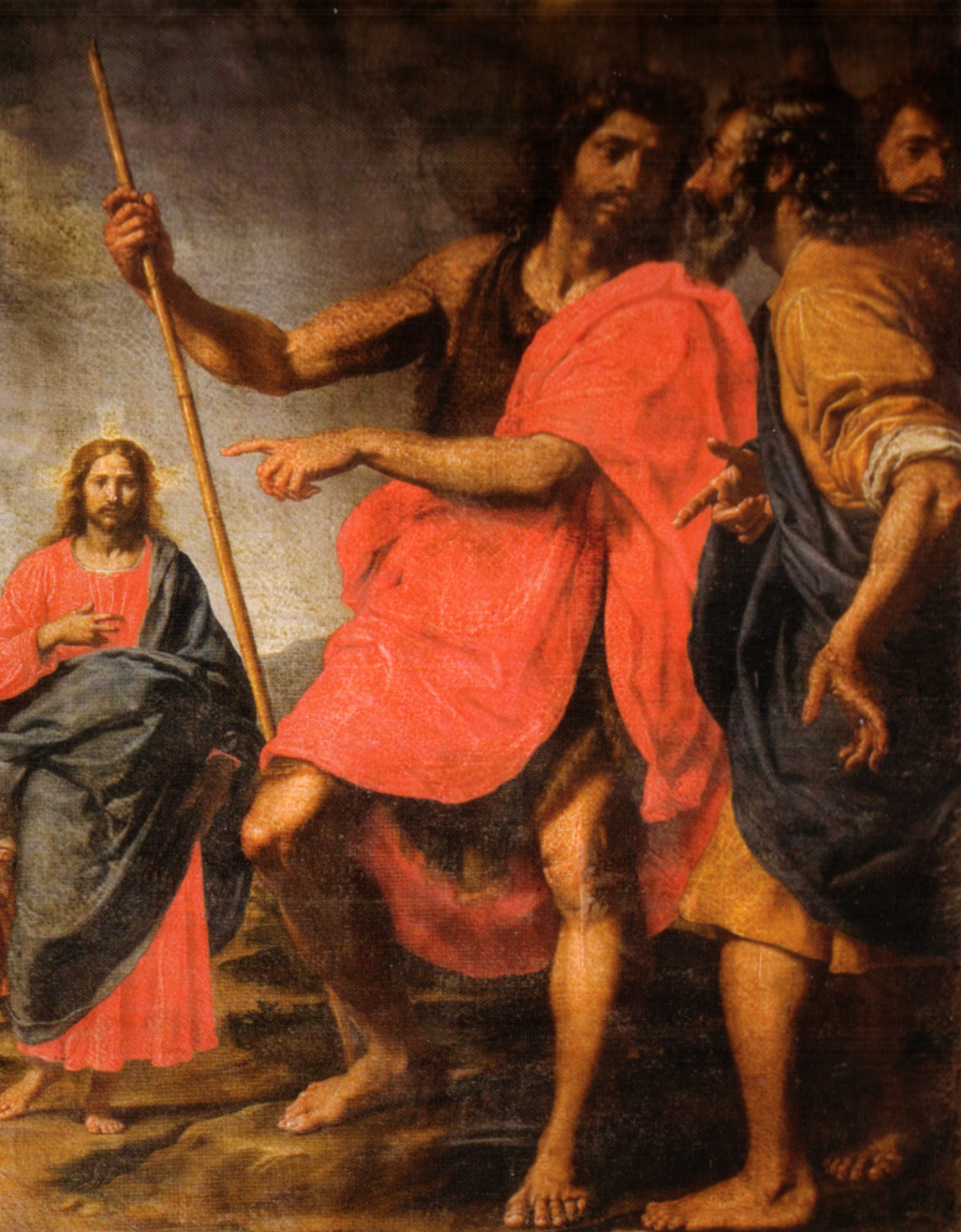
Ottavio Vannini, Johannes, der den Heiligen Andreas auf Christus hinweist
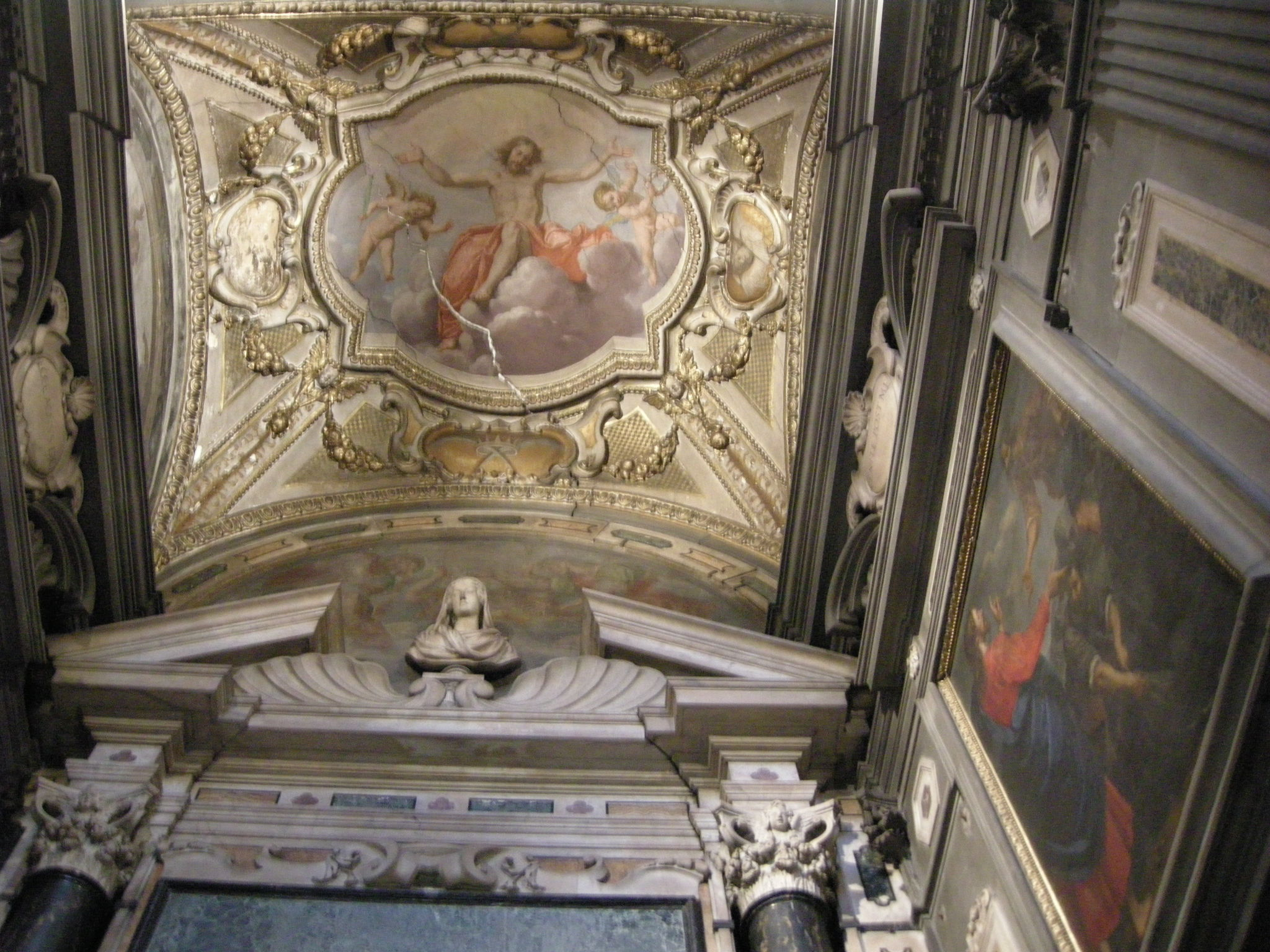
Die Decke

Mazzei-Kapelle
Sie ist dem Erzengel Michael gewidmet und wurde ab 1634 dekoriert. Angelo Michele Colonna malte in der Kuppel – mit illusionistischen Effekten – die Fresken der Dreifaltigkeit in Glorie, Engel in den seitlichen Lünetten und Verkündigung in der mittleren. Jacopo Vignali malte stattdessen das Triptychon der Befreiung des Hl. Petrus, der Erscheinung eines Engels dem Evangelisten Johannes in Patmos und Hl. Michael, der die Seelen vom Fegefeuer befreit. Letzterer wurde 1928 in die Tornaquinci-Kapelle verlegt und durch eine mehrfarbige Terrakotta aus dem 20. Jahrhundert mit Der Hl. Margherita Maria Alacoque erscheint das Heilige Herz ersetzt.

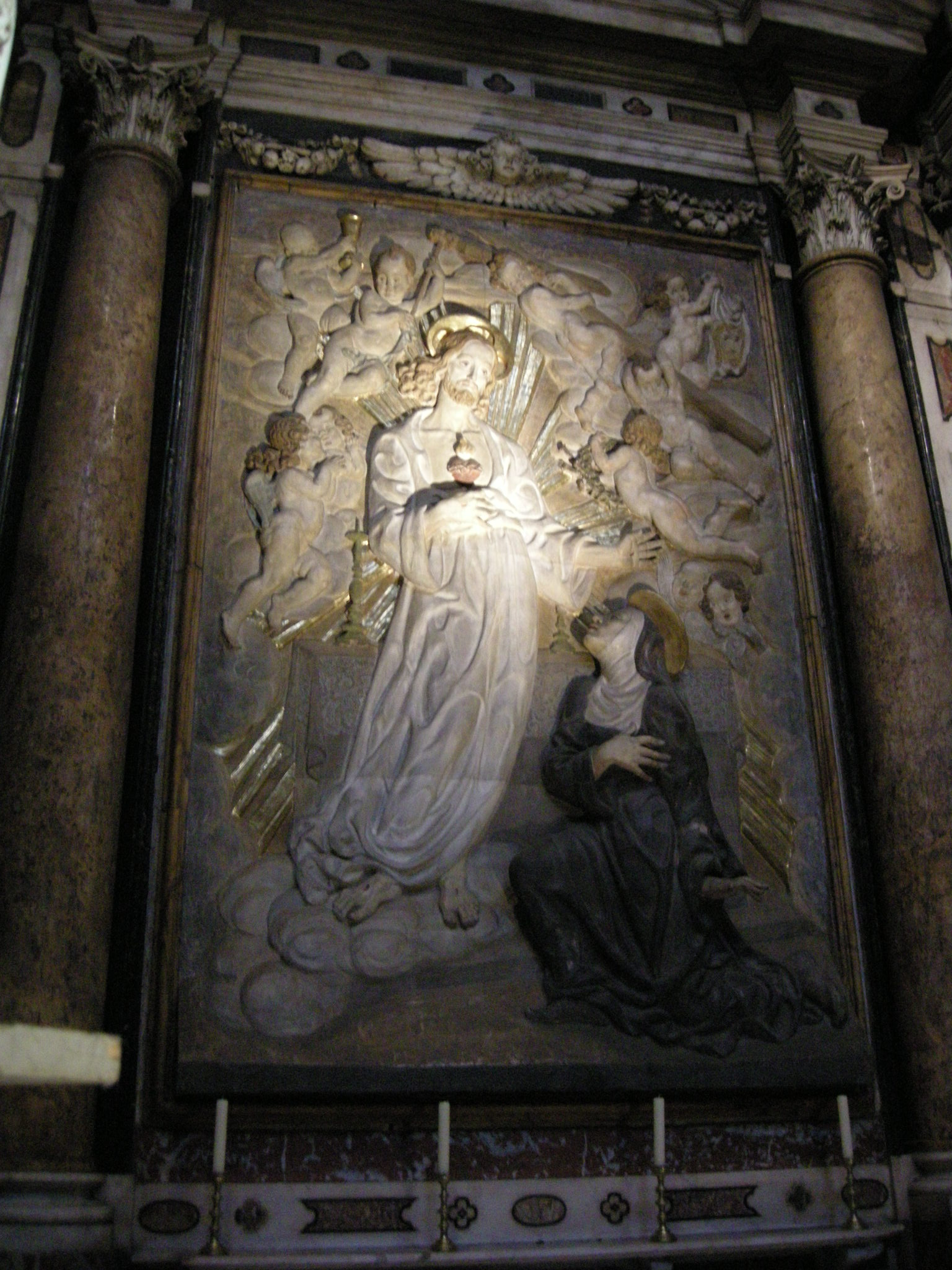
Der Hl. Margherita Maria Alacoque erscheint das Heilige Herz
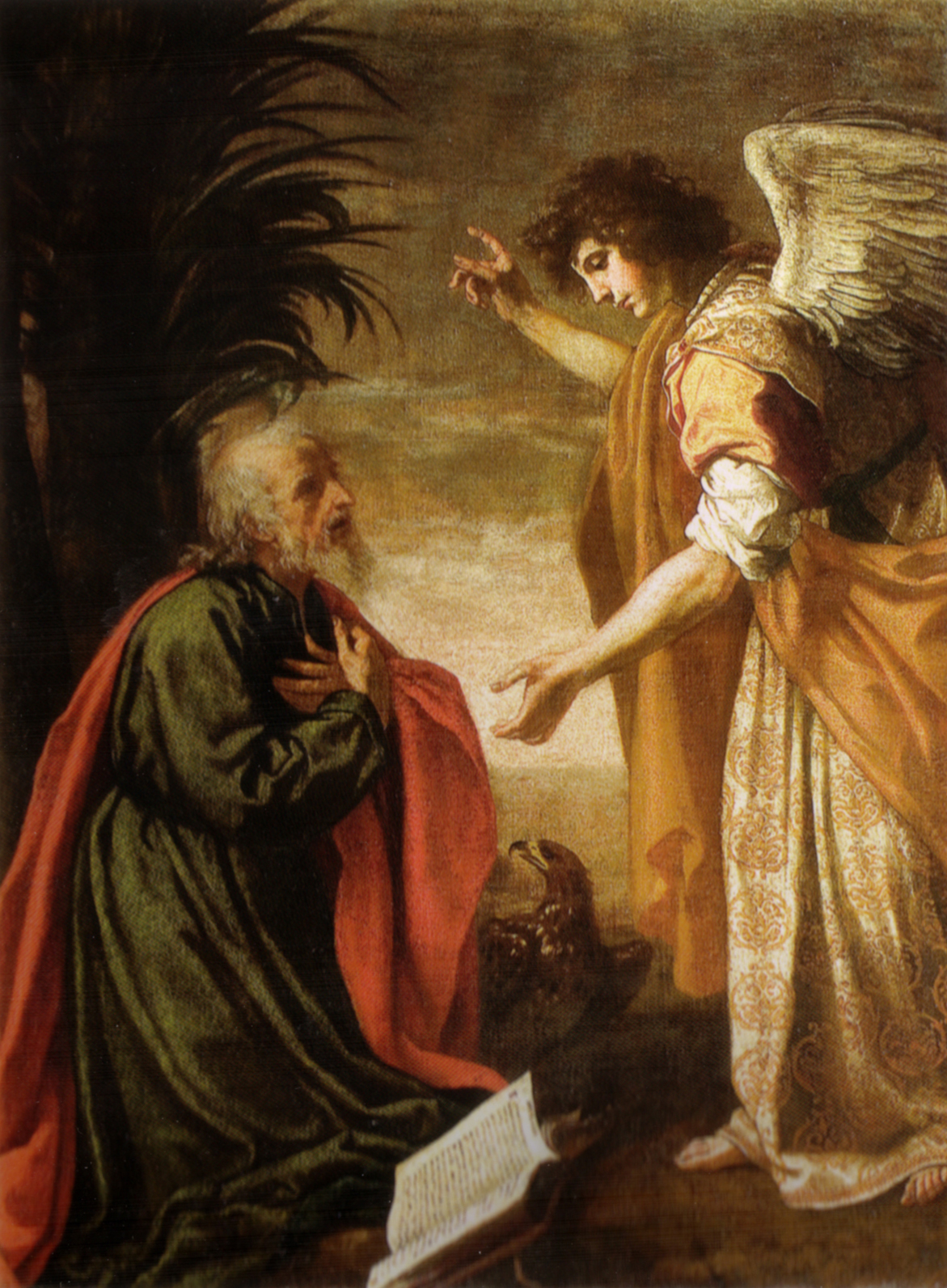
Jacopo Vignali, Evangelist Johannes auf Patmos
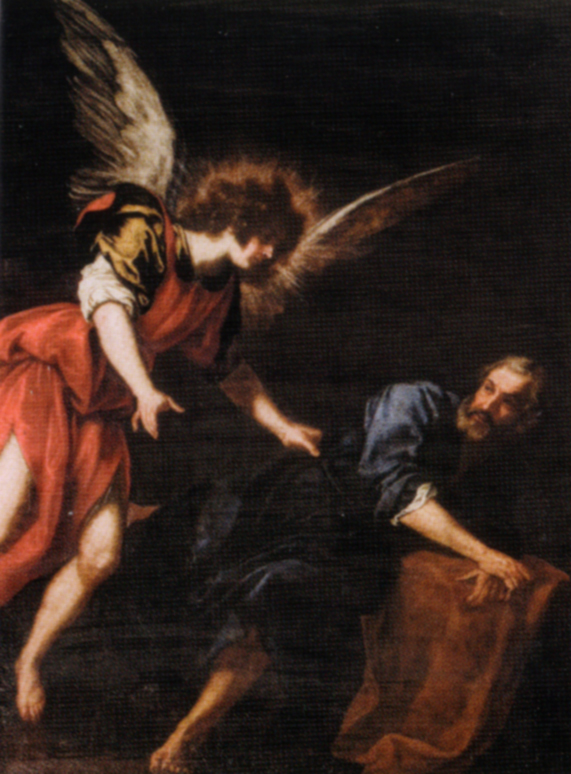
Jacopo Vignali, Befreiung des Hl. Petrus
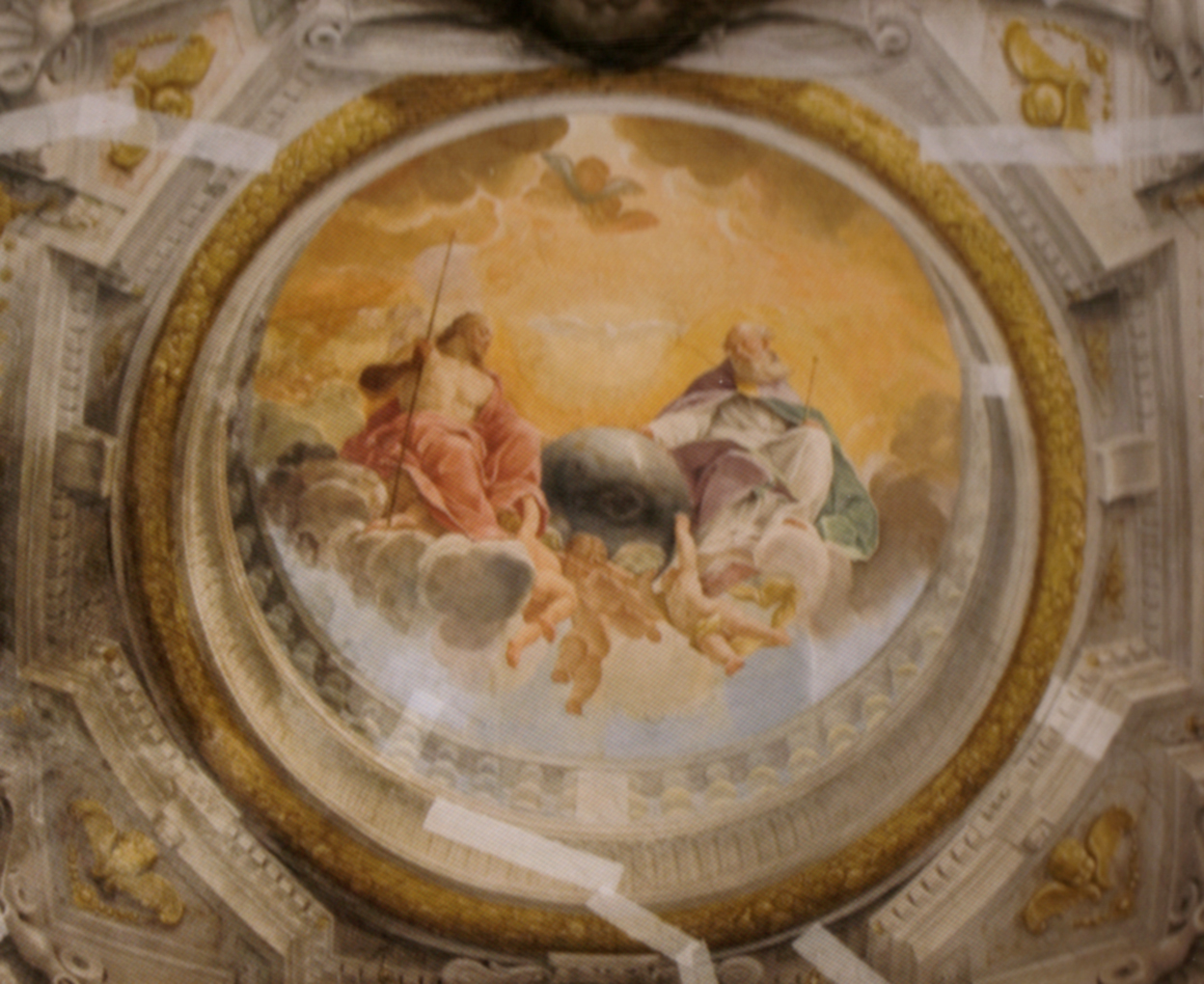
Angelo Michele Colonna, Dreieinigkeit in Glorie

Martelli-Kapelle

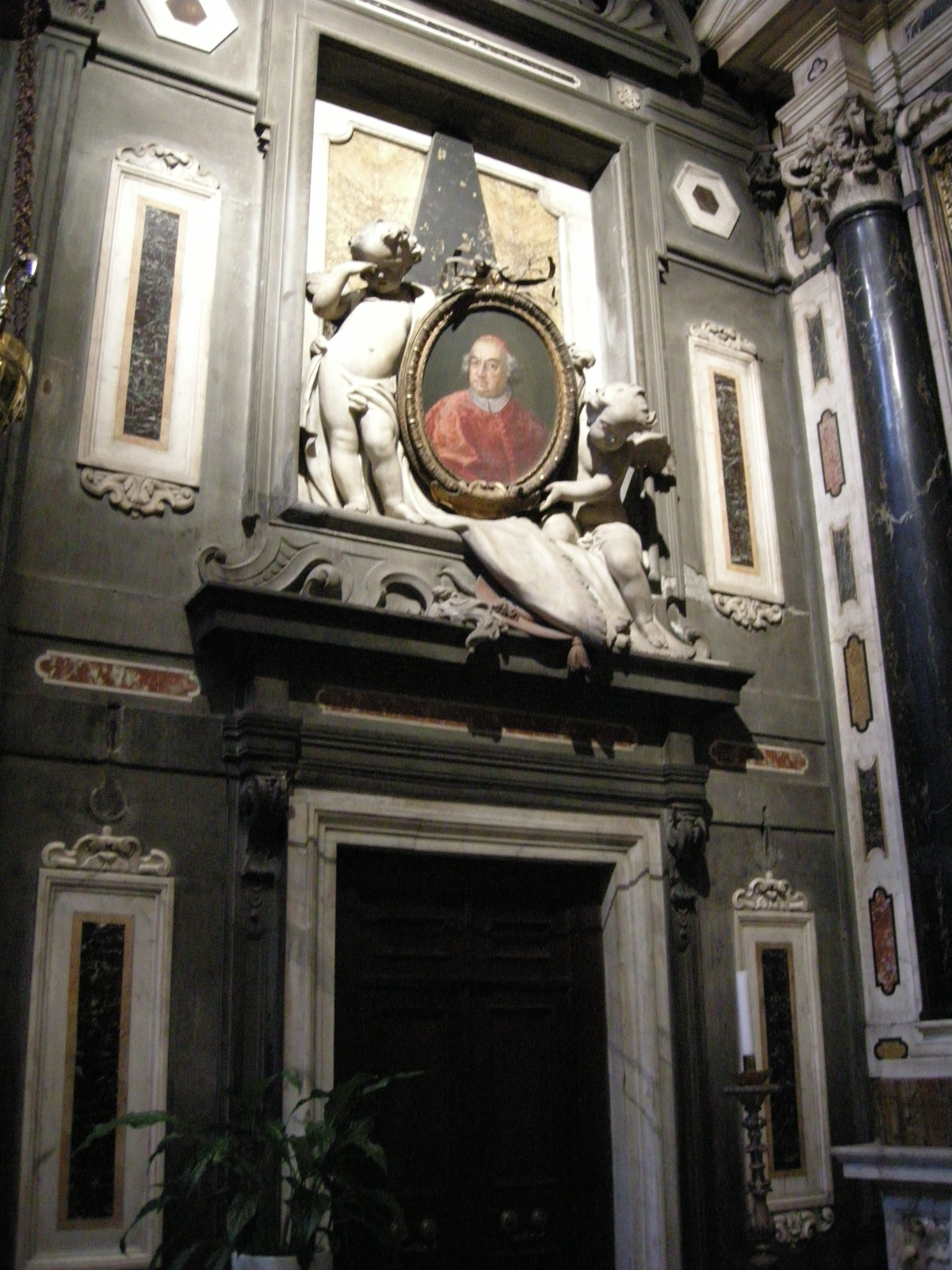
Grabmal von Kardinal Francesco Martelli

Die Familie Martelli widmete ihre Kapelle mehreren Heiligen: außer dem Kirchenpatron, dem heiligen Andreas Avellino, dem heiligen Johannes dem Täufer, der Unbefleckte Empfängnis und dem heiligen Franziskus: sie alle sind auf dem Altarbild von Matteo Rosselli (1640) dargestellt. Im Tympanon des Altars befindet sich ein seltenes plastisches Werk des Architekten Malavisti mit einer Büste des hl. Franziskus aus dem Jahr 1635. An den Seitenwänden befinden sich zwei Grabdenkmäler für zwei wichtige religiöse Personen der Familie: Kardinal Francesco Martelli und dem Erzbischof von Florenz Giuseppe Maria Martelli, die 1750 von dem flämischen Bildhauer Franz Janssens geschaffen wurden. Die beiden Porträts, in Medaillons auf dunklen von Putten gestützten Pyramiden, sind in Rom ausgeführte Mikromosaike, die den Eindruck erwecken, gemalt zu sein. Im oberen Teil befinden sich Gemälde von Sigismondo Coccapani, in der zentralen Lünette ein Fresko mit den Allegorien des Gehorsams und der Armut, an den Seitenwänden Gemälde mit der Predigt des heiligen Vinzenz Ferrer und Gefangenschaft des heiligen Vinzenz in Saragossa und im Gewölbe ein Fresko Die Unbefleckte, die vom Heiligen Vater empfangen wird.

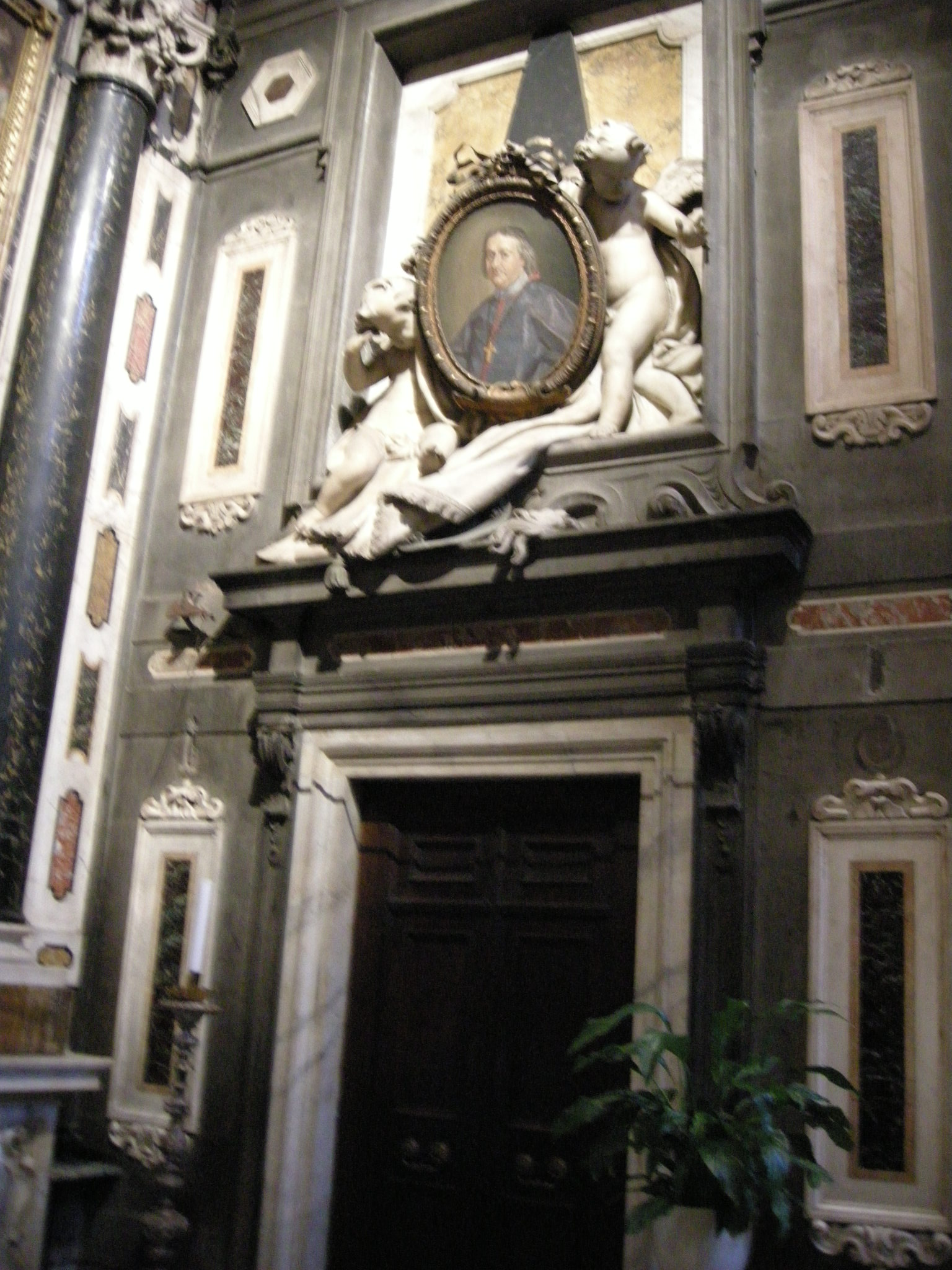
Grab maldes Erzbischofs Giuseppe Maria Martelli
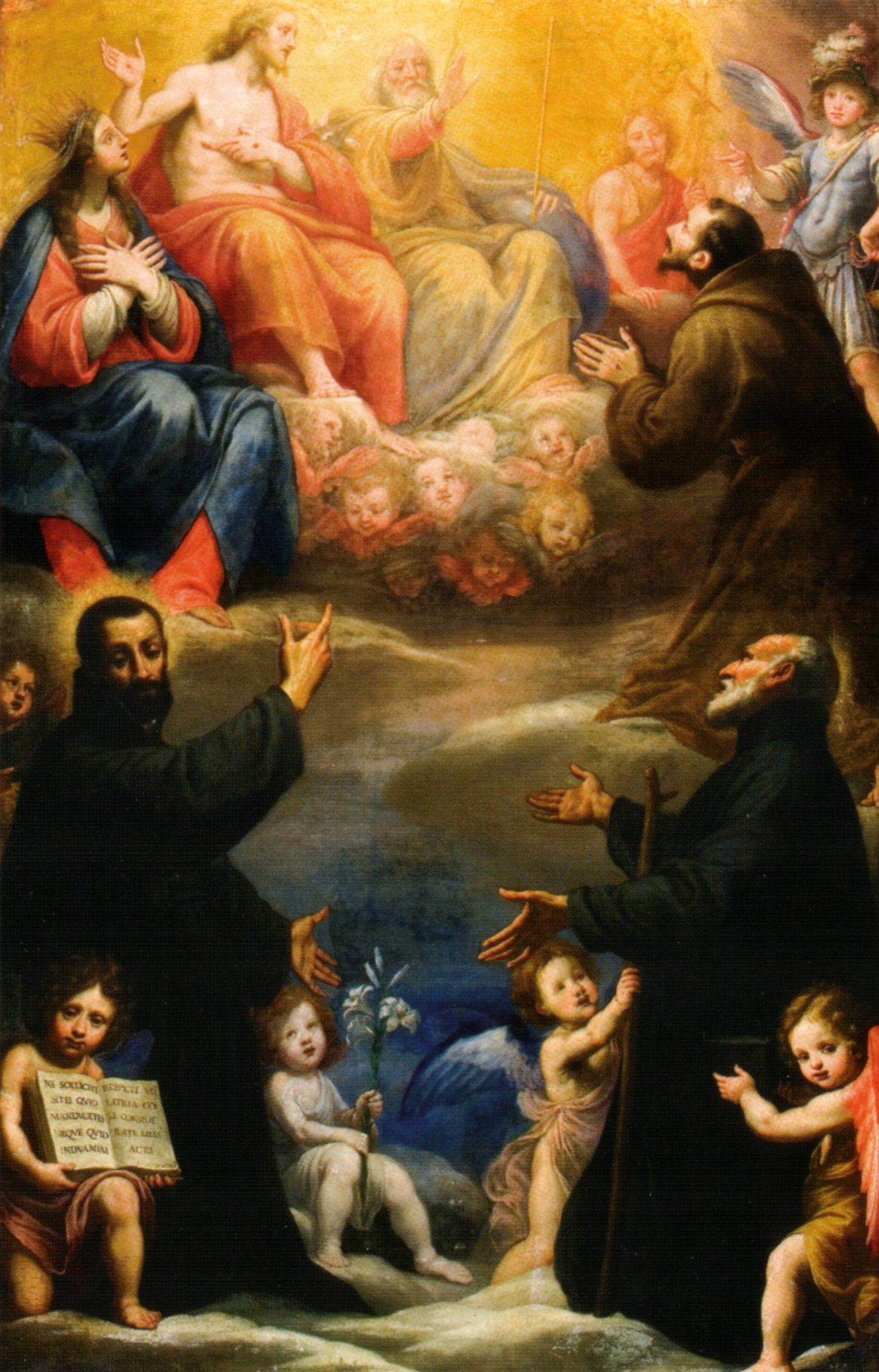
Matteo Rosselli, Heilige beten die Dreifaltigkeit und die Muttergottes an
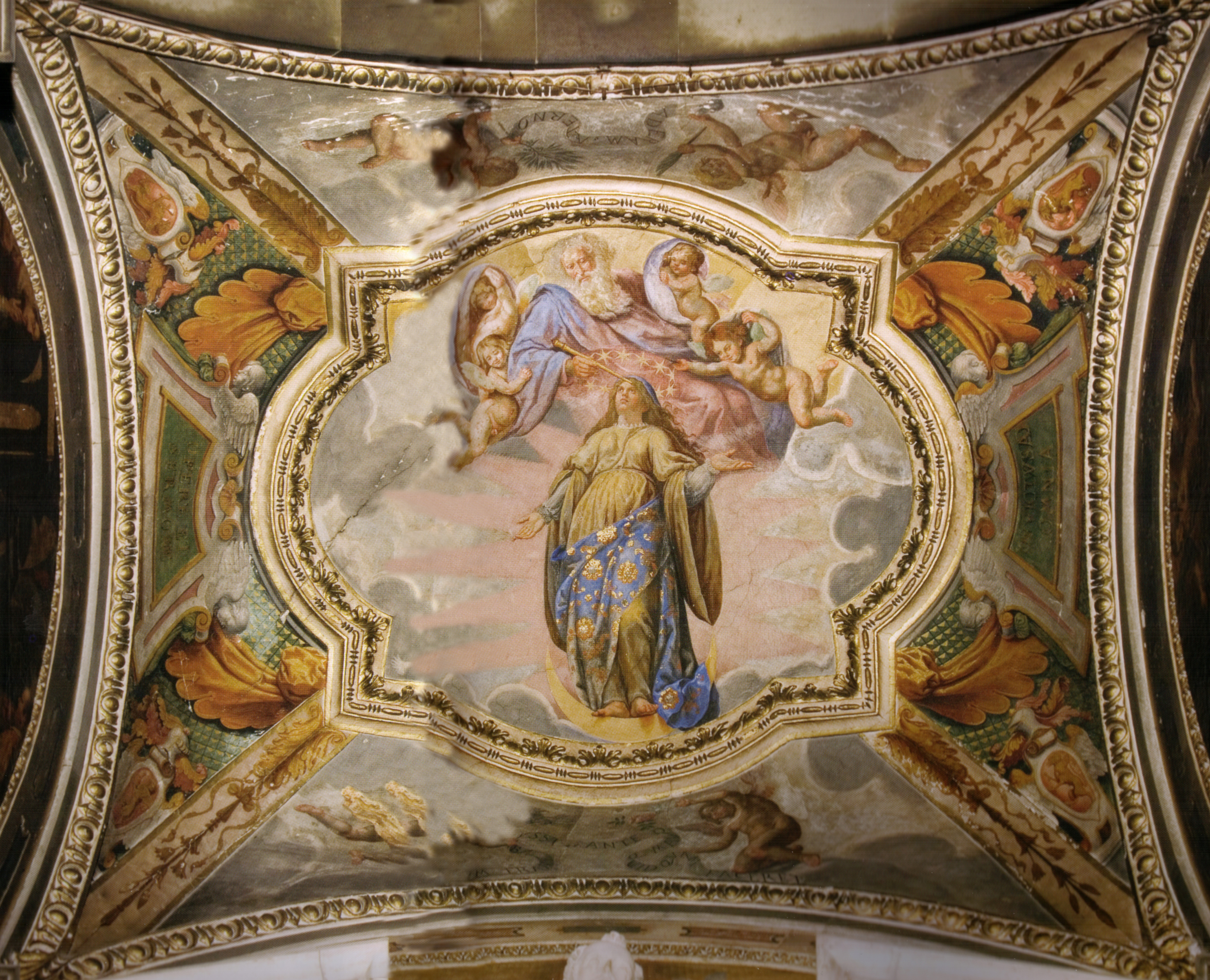
Sigismondo Coccapani, Die Unbefleckte und der Gott Vater zwischen Engel
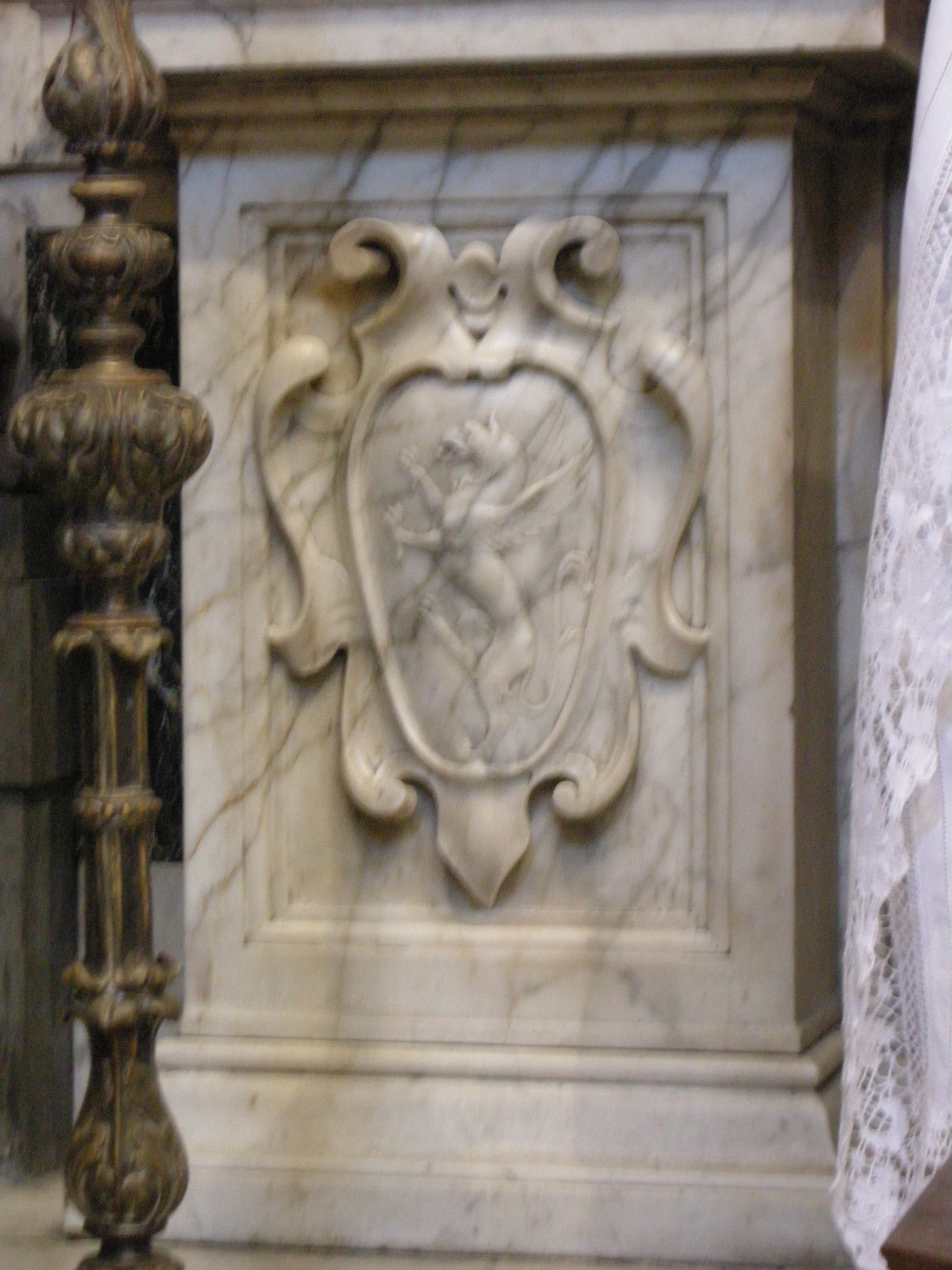
Martelli-Wappen

##### Linke Seitenkapellen
Beginnend von der Gegenfassade zum Altar.
Tornaquinci-Kapelle

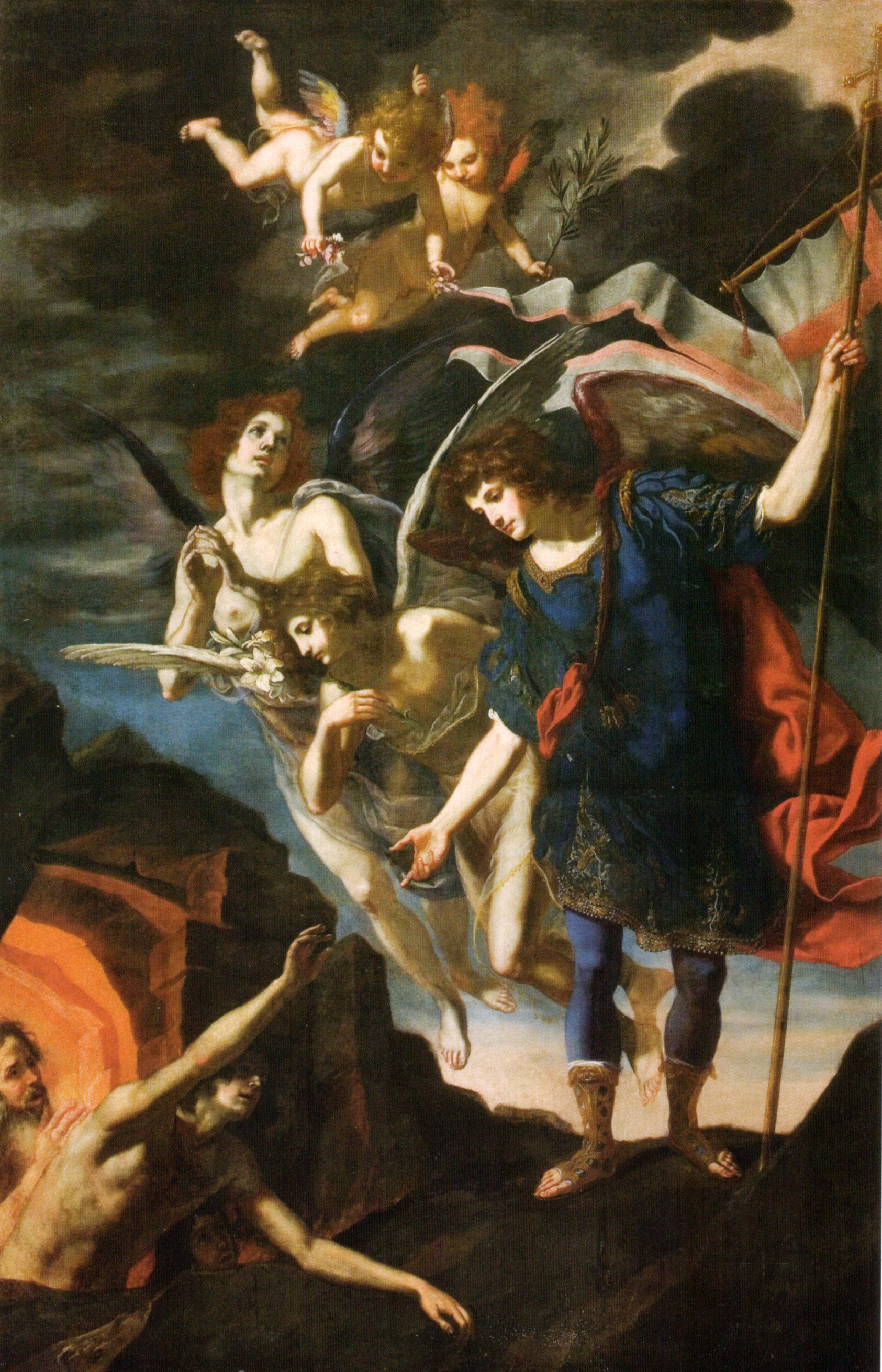
Jacopo Vignali, Erzengel Michael befreit die Seelen im Fegefeuer, Tornaquinci-Kapelle

Die Familie Tornaquinci oder Tornabuoni besaß den großen Palast links von der Kirche. Sie widmeten diese Kapelle, die bis 1766 unter ihrer Schirmherrschaft stand (dann ging sie an die Familie Albergotti über), San Zanobi und den Diakonen Sant'Eugenio und San Crescenzio. Die Originaldekoration ist verloren gegangen; zum Beispiel die Unbefleckte Empfängnis aus dem 18. Jahrhundert von Giacinto Fabbroni, die sich heute in der Antinori-Kapelle befindet, und wahrscheinlich auch das Gemälde von Filippo Maria Galletti, das sich jetzt im Lager befindet und auf seine Restaurierung wartet. Im Jahr 1928 wurde das leuchtende Altarbild von Jacopo Vignali mit dem Erzengel Michael, der die Seelen im Fegefeuer befreit, als Teil des Triptychons in der Mazzei-Kapelle aufgestellt. Die beiden Grabdenkmäler an den Seiten wurden 1772 von der Familie Albergotti errichtet und sind Marcellino Albergotti Beltrami, dem 1249 verstorbenen Bischof von Arezzo, und Francesco Albergotti, einem florentinischen Soldaten und Senator, gewidmet. Die Stuckaturen im Gewölbe werden Giovanni Battista Ciceri (um 1698) zugeschrieben und rahmen die Fresken der Galletti ein: rechts Engel und Allegorien der Nächstenliebe und der Tapferkeit, links Engel und Allegorien des Friedens und der Sanftheit.

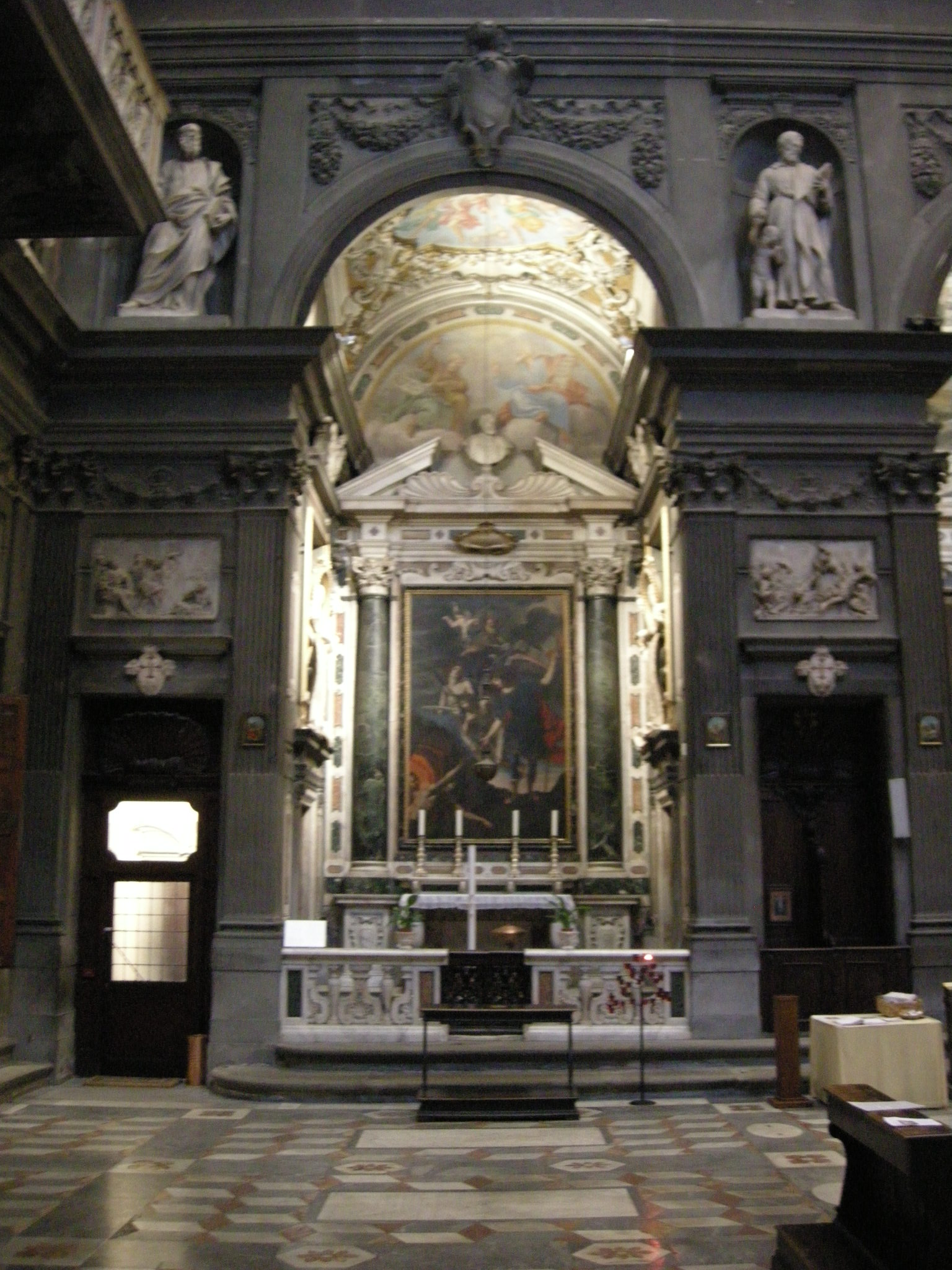
Tornaquinci-Kapelle
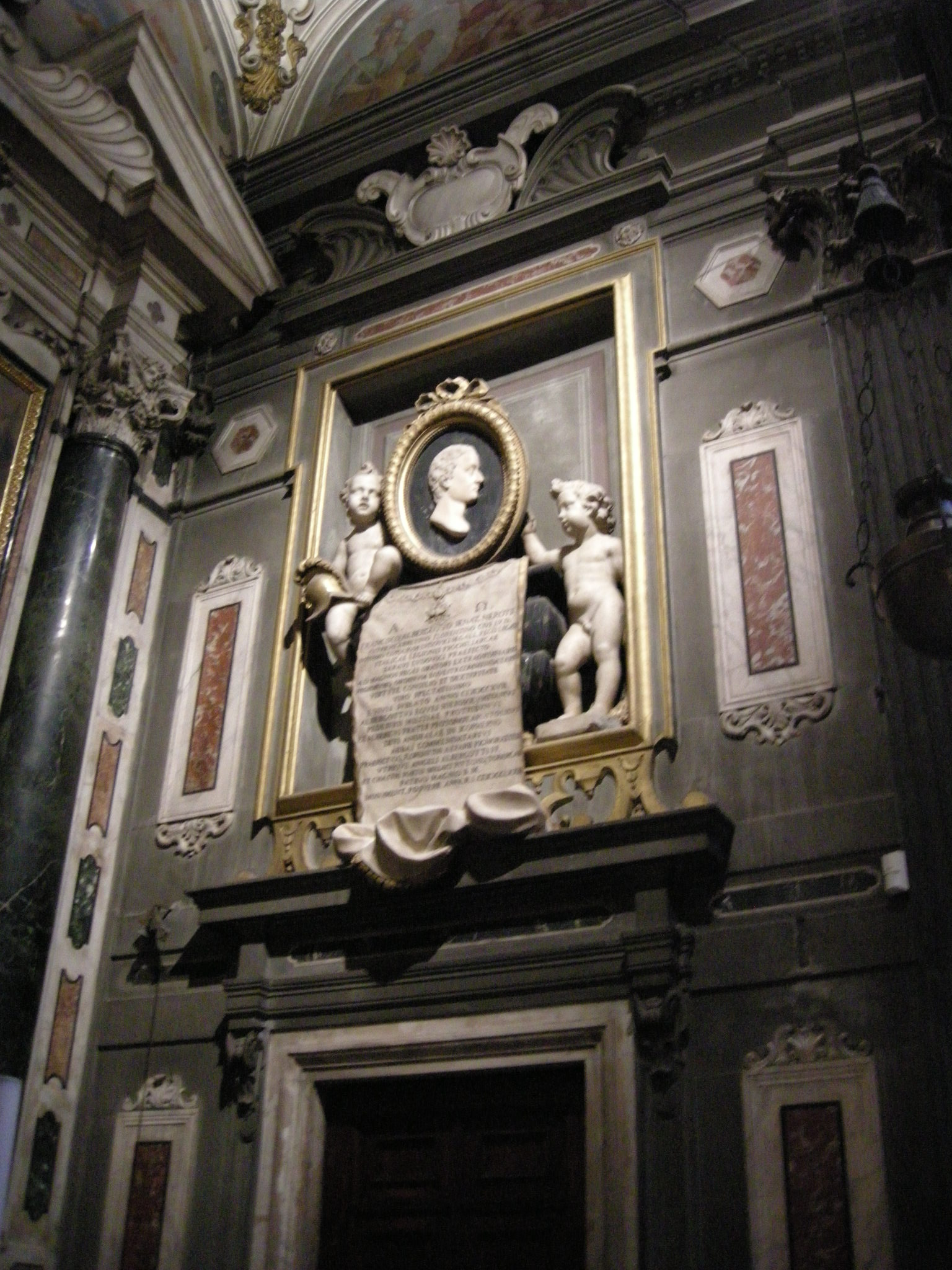
Grabmal von Francesco Albergotti
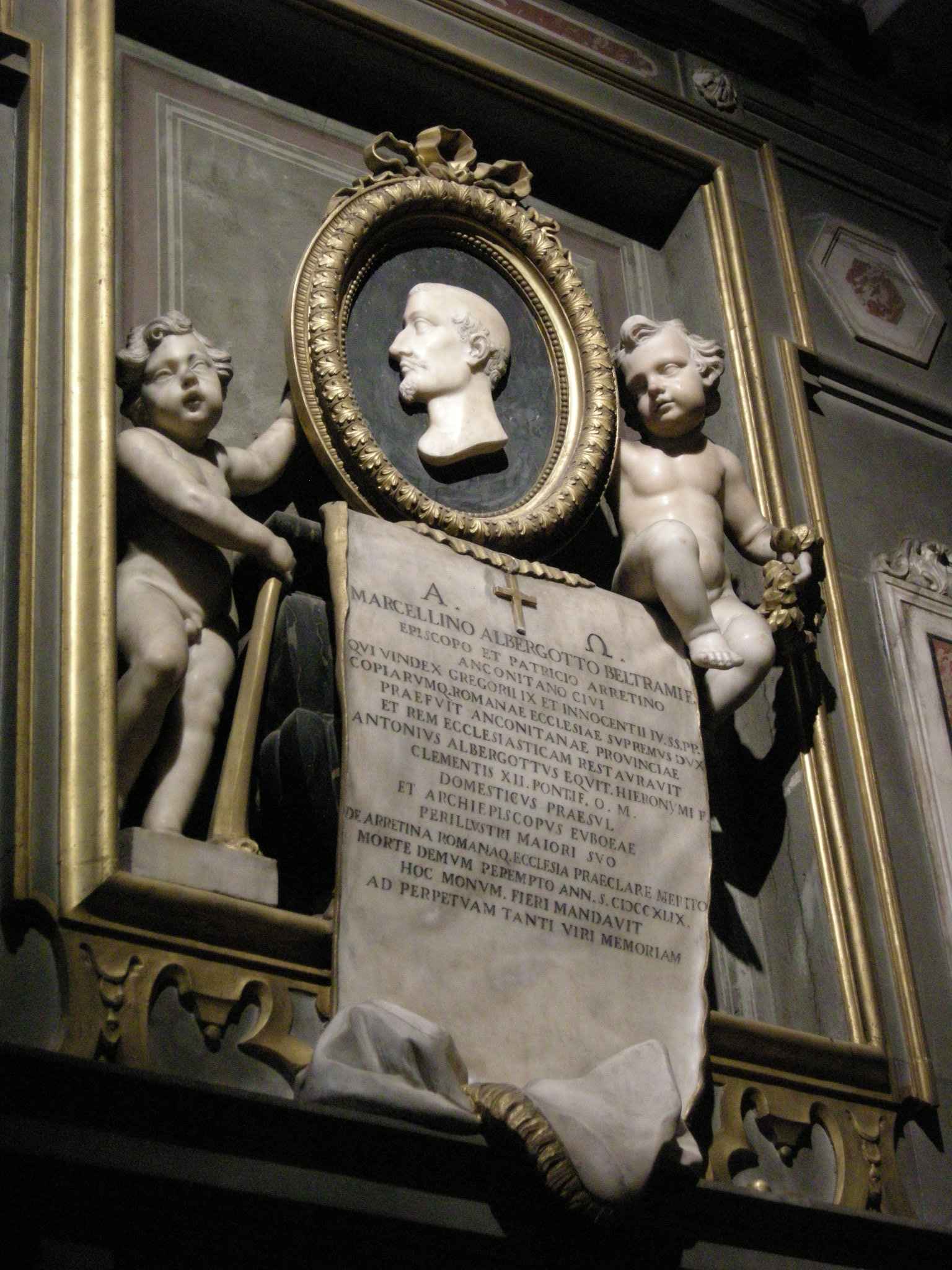
Grabmal von Marcellino Albergotti Beltrami
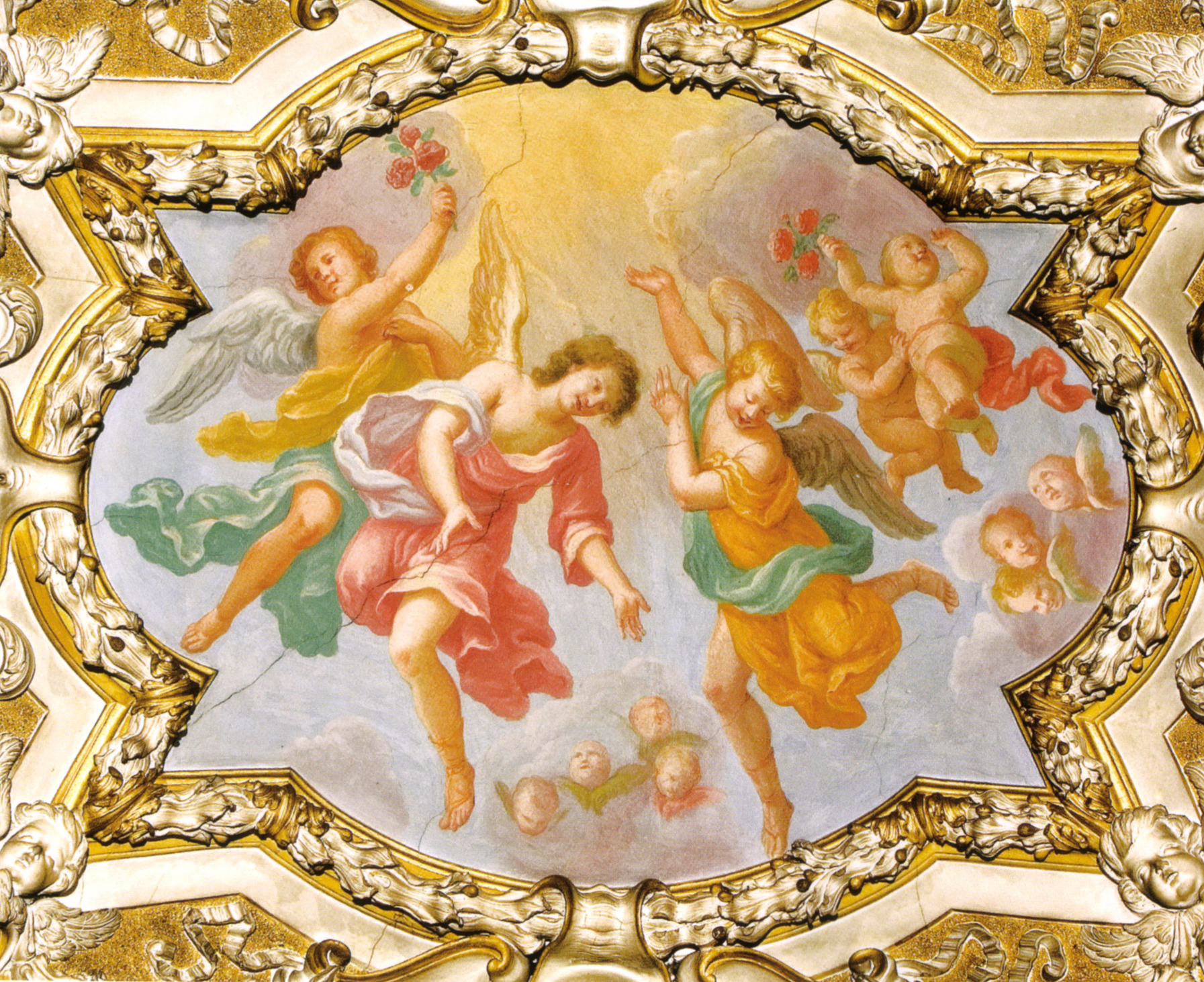
Filippo Maria Galletti, Engel

Franceschi-Kapelle

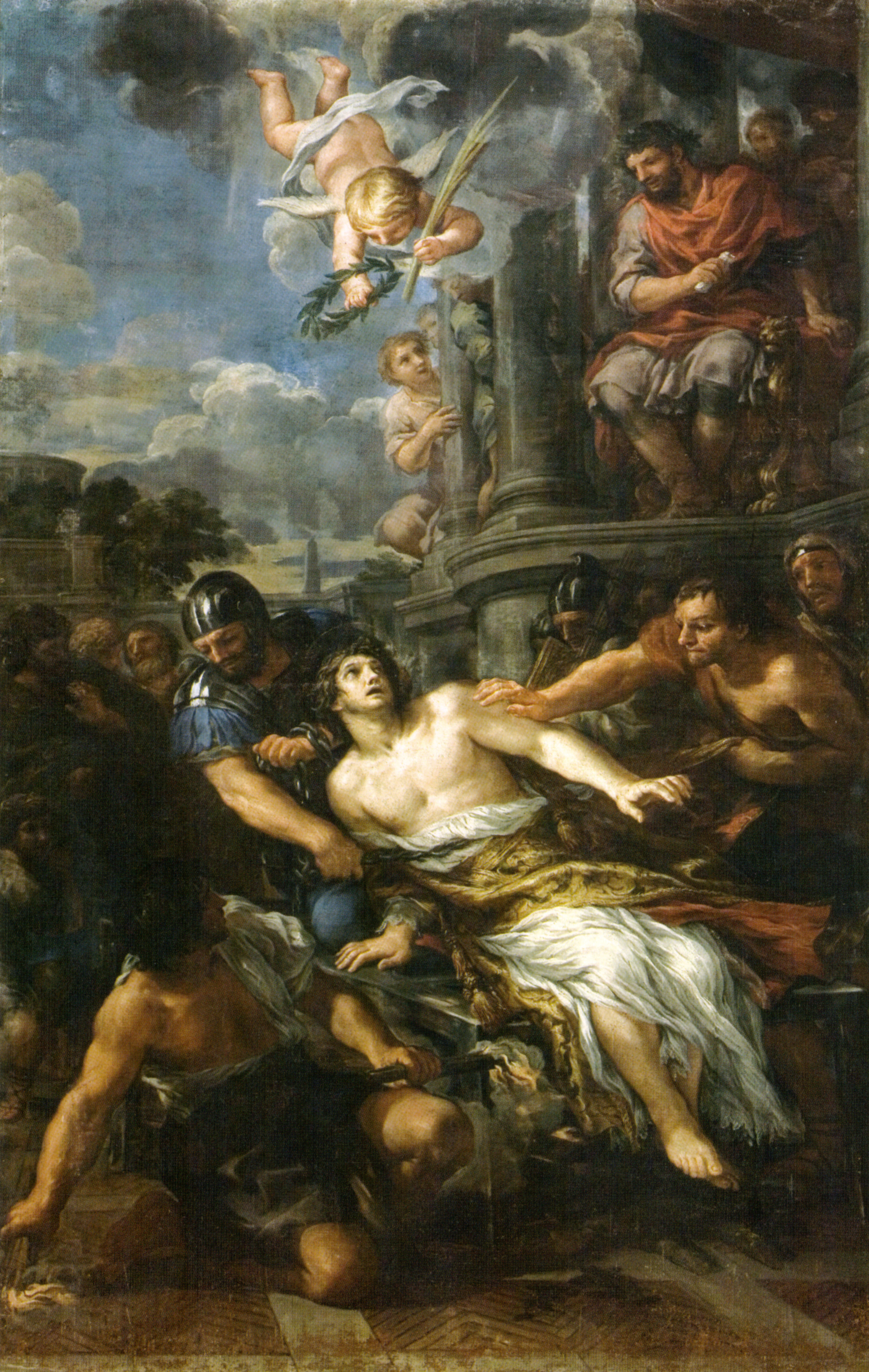
Pietro da Cortona, Martyrium des Hl. Lorenz, Franceschi-Kapelle

Die zweite Kapelle auf der linken Seite wurde Baron Filippo Franceschi, dem Ehemann der Adligen Maddalena Corsini und Vater des Theatiners Don Lorenzo und Lorenzo Corsini Franceschi, einem Literaten und Dramatiker, überlassen. Die Ausgestaltung erfolgte von Angelo Michele Colonna (Urheber der Fresken am Gewölbe und der Lünetten mit der Gloria des Heiligen Lorenz in einer raffinierten Quadratur), ist aber vor allem für das Altarbild von Pietro da Cortona mit dem Martyrium des Heiligen Lorenz bekannt: das Werk wurde 1637 in Auftrag gegeben, aber mehrmals zwischen Rom und Florenz gemalt und um 1653 hier aufgestellt. Als wichtige Gemälde des römischen Schulleiters hebt es sich von den anderen Werken der Florentiner Schule in der Kirche durch die Pracht der Farben, die lebhaften Draperien, das von oben einfallende Licht ab und unterstreicht den dynamischen und theatralischen Charakter der Figuren. An der linken Wand hängt das Gemälde des Heiligen Lorenz, der seine Güter an die Armen verteilt und einen Blinden heilt, von Matteo Rosselli (1643). Links ist die Madonna, die dem heiligen Franziskus das Kind übergibt, eines der letzten Werke von Jacopo Chimenti, bekannt als l’Empoli (1636).

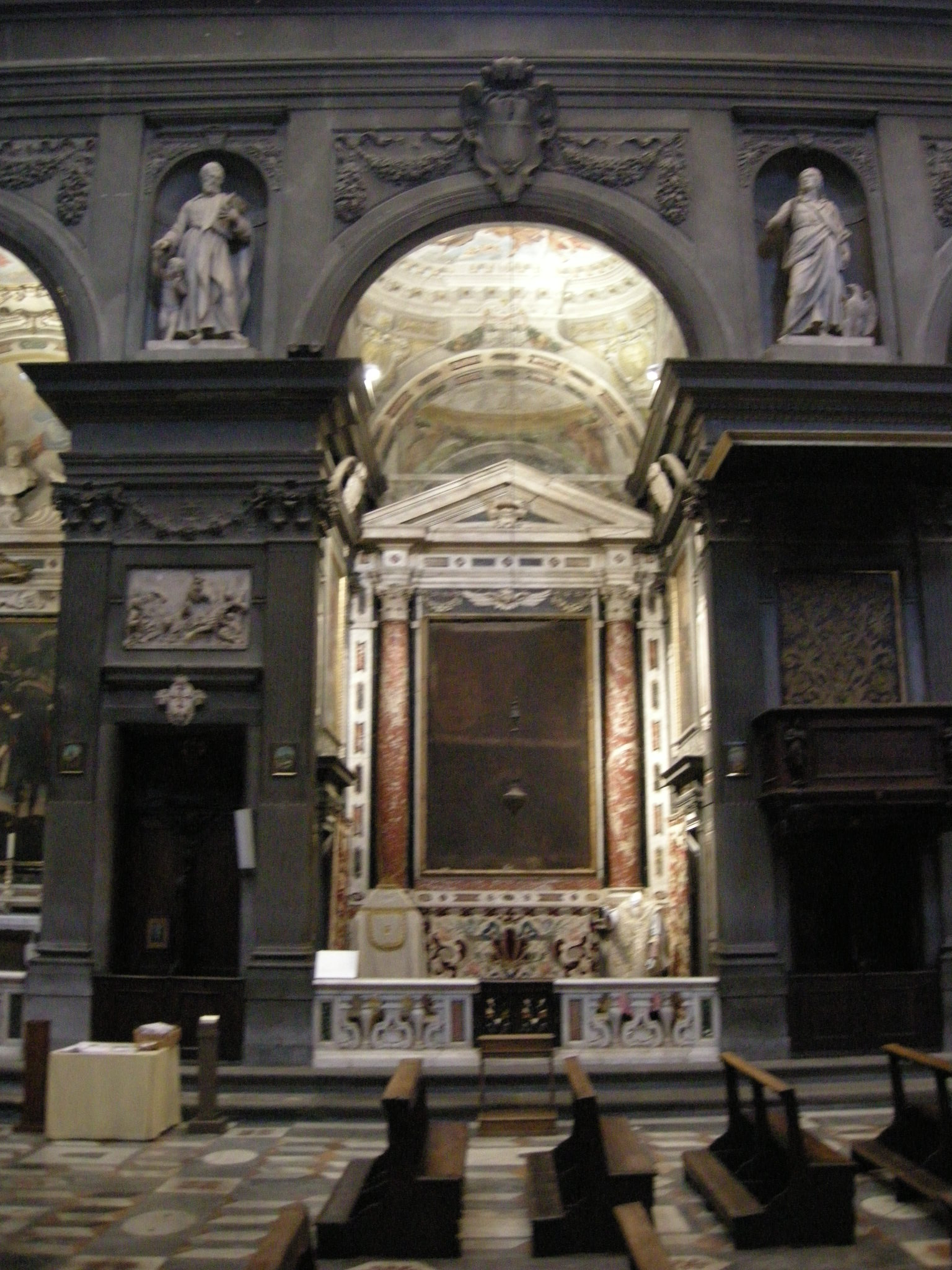
Franceschi-Kapelle
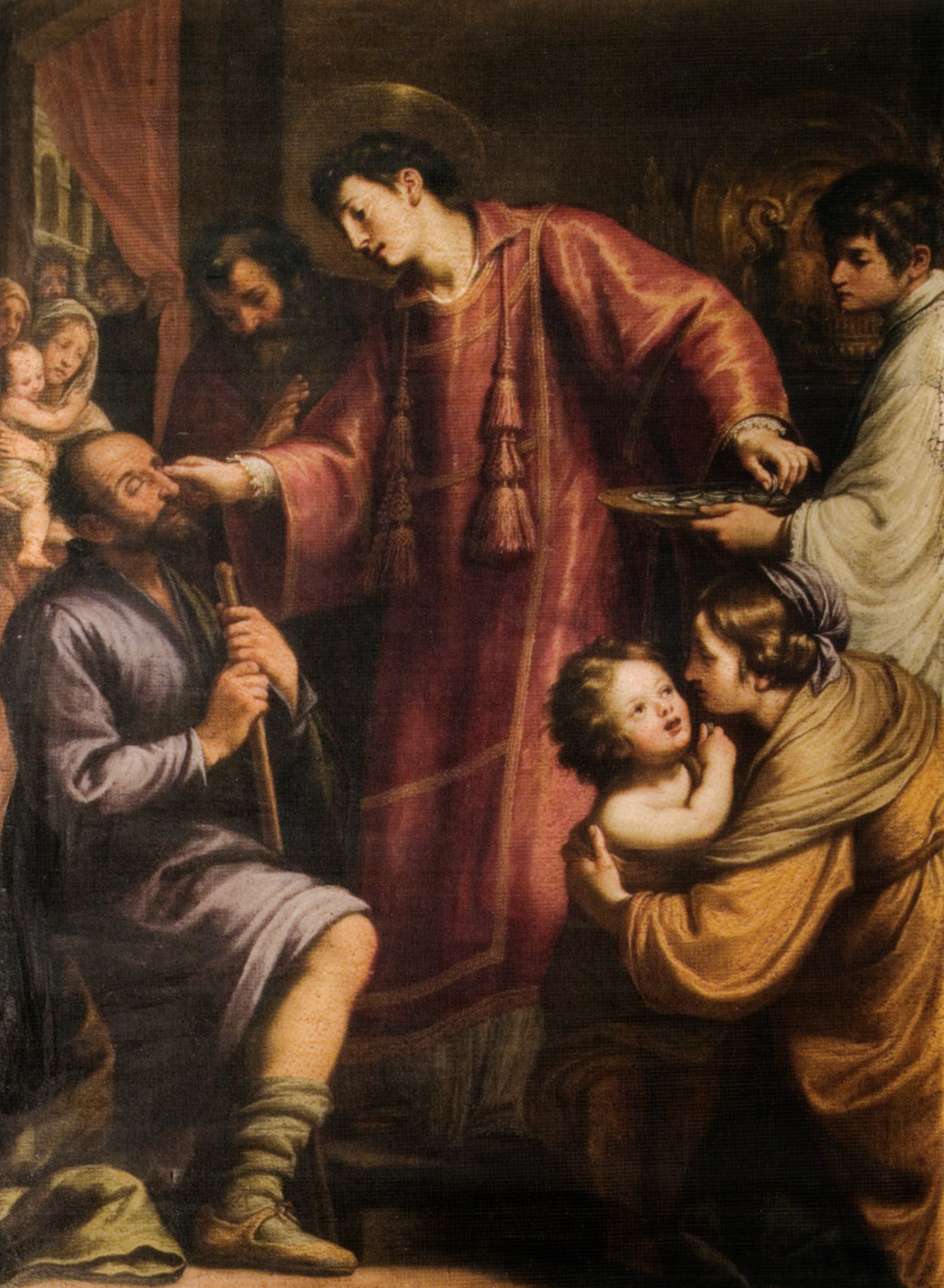
Matteo Rosselli, Der hl. Lorenz verteilt kirchliche Güter an die Armen und heilt einen blinden Mann
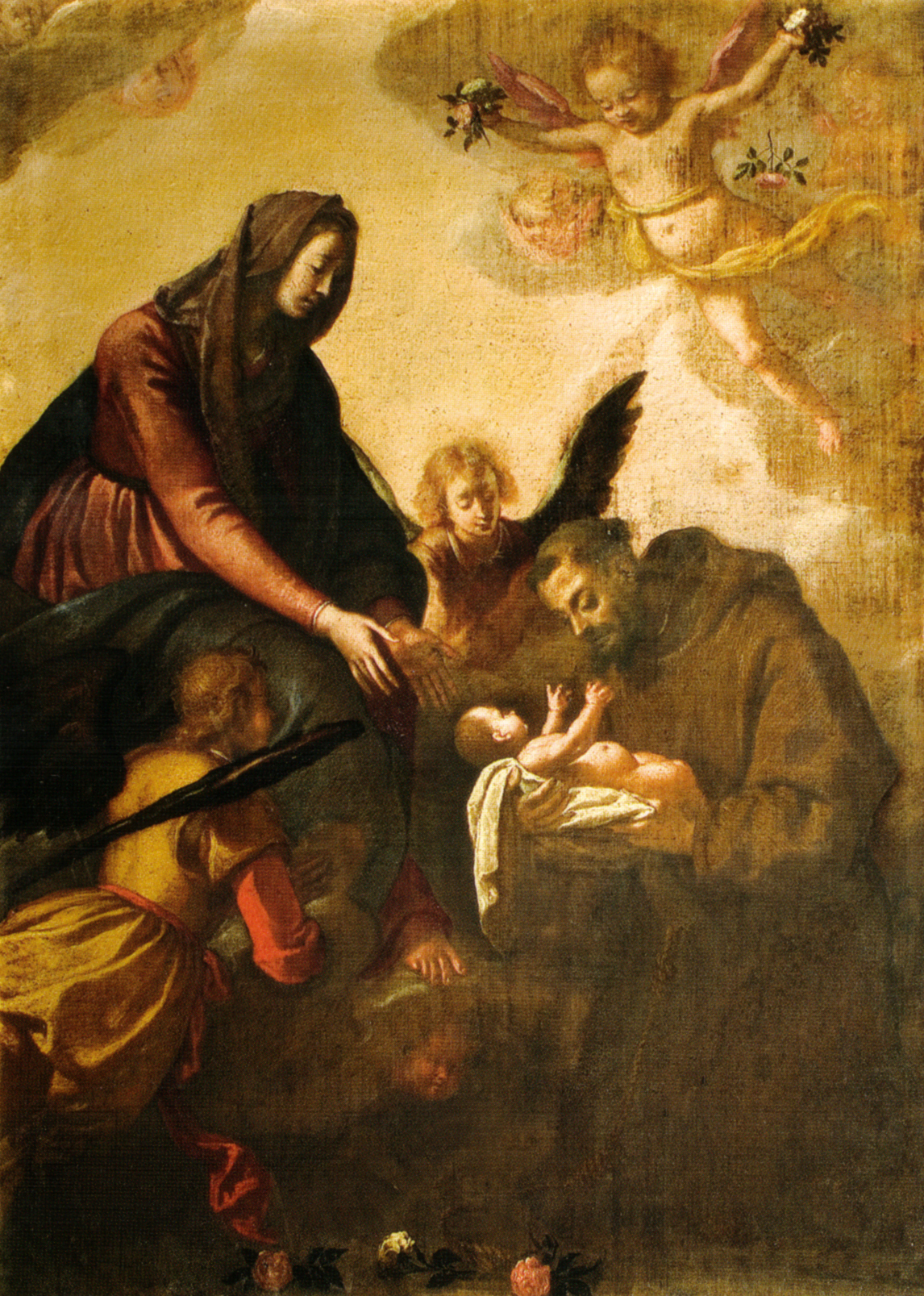
Jacopo Chimenti detto l'Empoli, Madonna übergibt das Kind dem hl. Franziskus
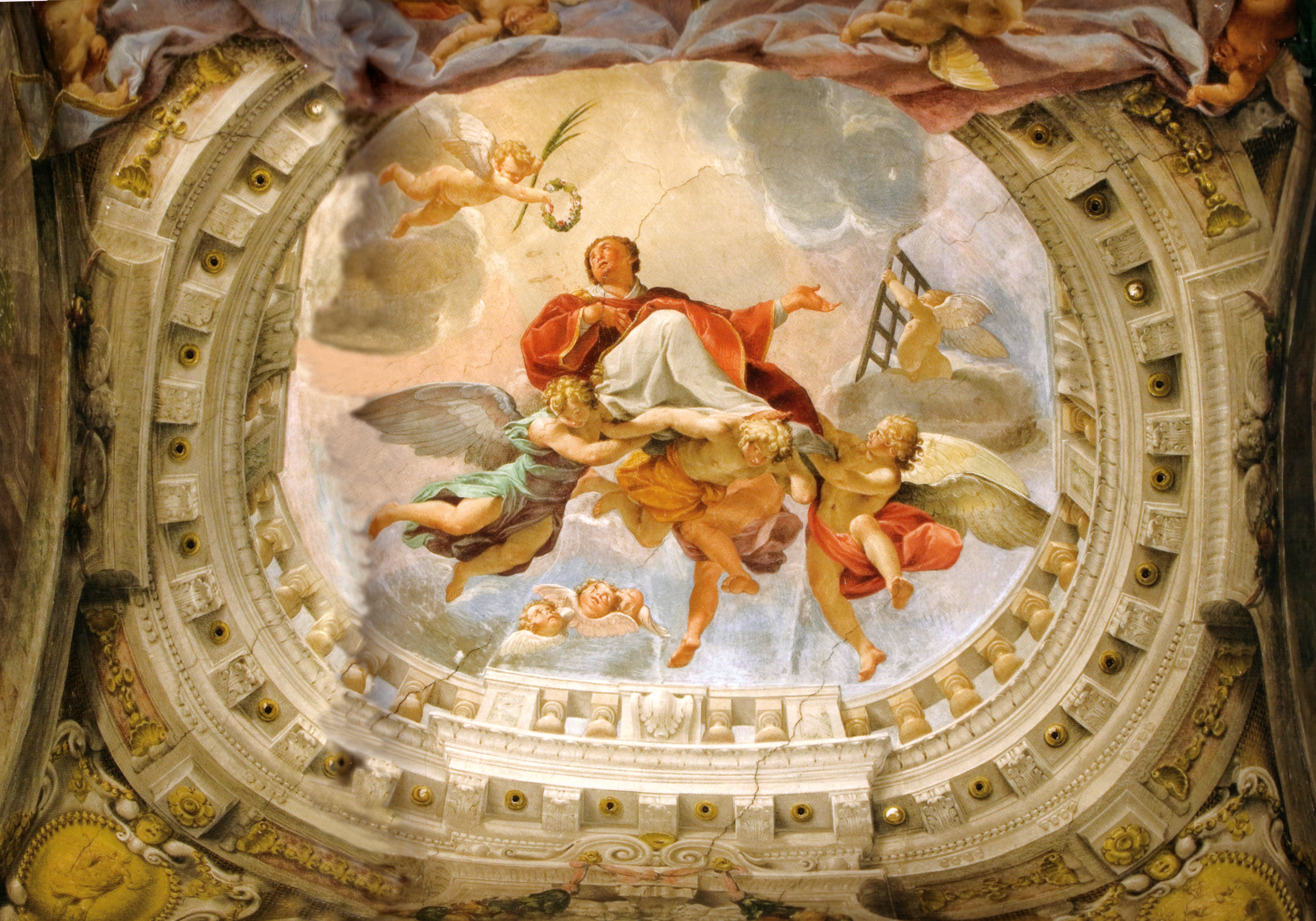
Angelo Michele Colonna, Glorie des hl. Lorenz

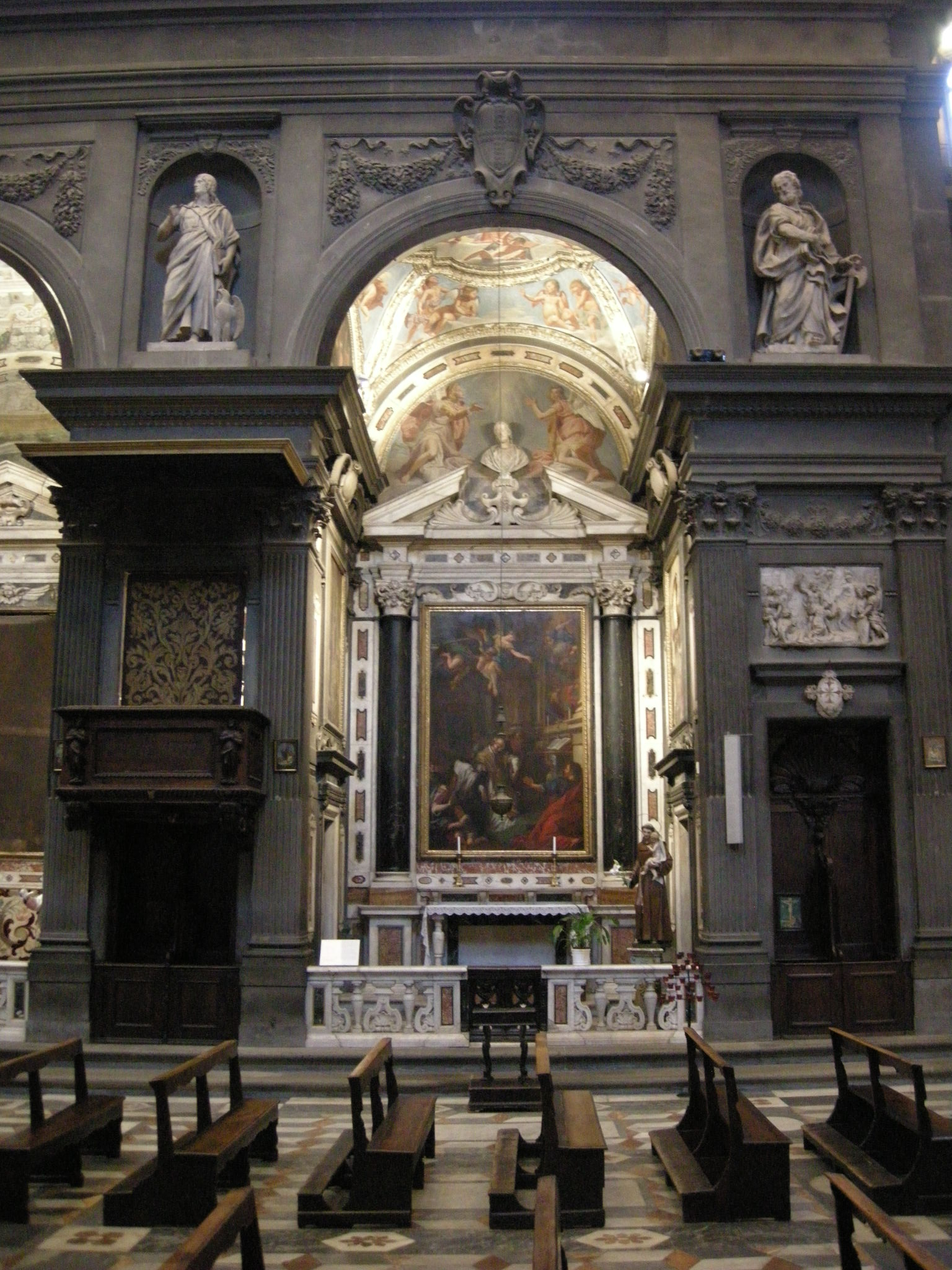
Ardinghelli-Kapelle
Die Ardinghelli-Kapelle liegt auf der linken Seite dem Altar am nächsten und ist der Mariä Himmelfahrt geweiht, obwohl die Theatiner nach dem Aussterben der Familie beschlossen, sie dem heiligen Andreas Avellino neu zu weihen, indem sie als Altarbild den Tod des heiligen Andreas Avellino von Ignatius Hugford (1712) platzierten. Auf dem Tympanon des Altars ist eine Christusbüste, das Werk von Bartolomeo Cennini (erste Hälfte des 17. Jahrhunderts), und erinnert an einen stattlichen Stil des 16. Jahrhunderts. Das Gemälde mit der Anbetung der Engel, von Francesco Boschi, rahmt einen Tondo einer Madonna mit Kind ein: Im Tondo befand sich einst eine verehrte Madonna von Ambrogio di Baldese, heute gibt es ein weiteres ähnliches Werk. Die Präsentation Marias im Tempel von Alfonso Boschi befindet sich an der gegenüberliegenden Wand (ebenfalls ab 1643). Das Gewölbe und die oberen Lünetten sind mit Stuck von Antonio Novelli verziert, während die hellen Fresken von Lorenzo Lippi (Musizierende Engel und Krönung Marias, 1642–1643) stammen.
Zwischen der Ardinghelli-Kapelle und der Franceschi-Kapelle befindet sich ein kleiner Raum, in dem sich das Grab von Serafina Pezzuoli befindet, einem Mädchen, das 1628 an einer Krankheit starb und als Beispiel für die gelassene Akzeptanz der Krankheit und das Opfer ihrer Leiden für die Errettung der Seelen angeführt wurde. Ihr Denkmal wurde von Alessandro Malavisti modelliert und 1642 mit einem Tondo mit einem Porträt von Carlo Dolci verziert.

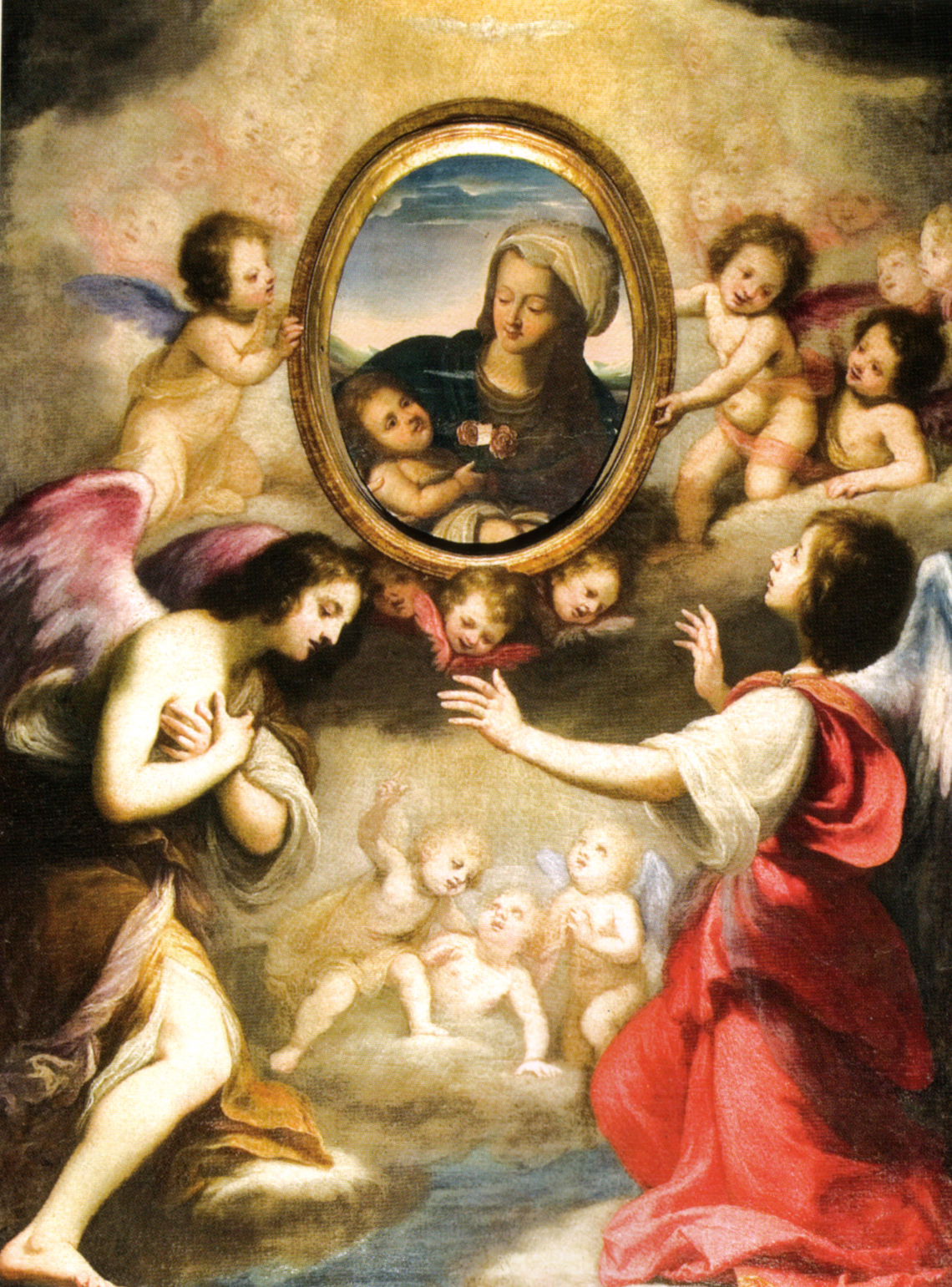
Francesco Boschi, Anbetung der Engel
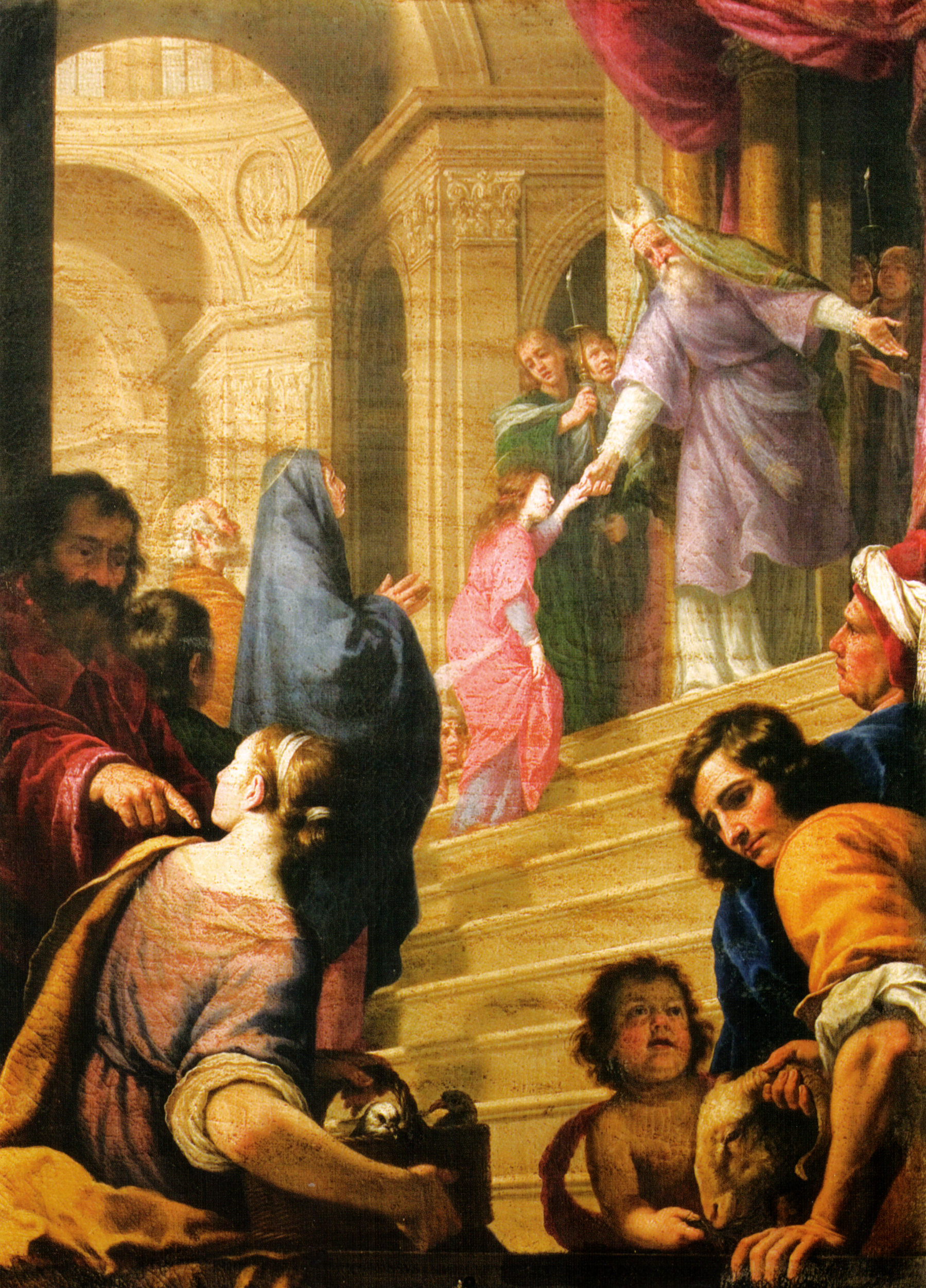
Alfonso Boschi, Präsentation Marias im Tempel
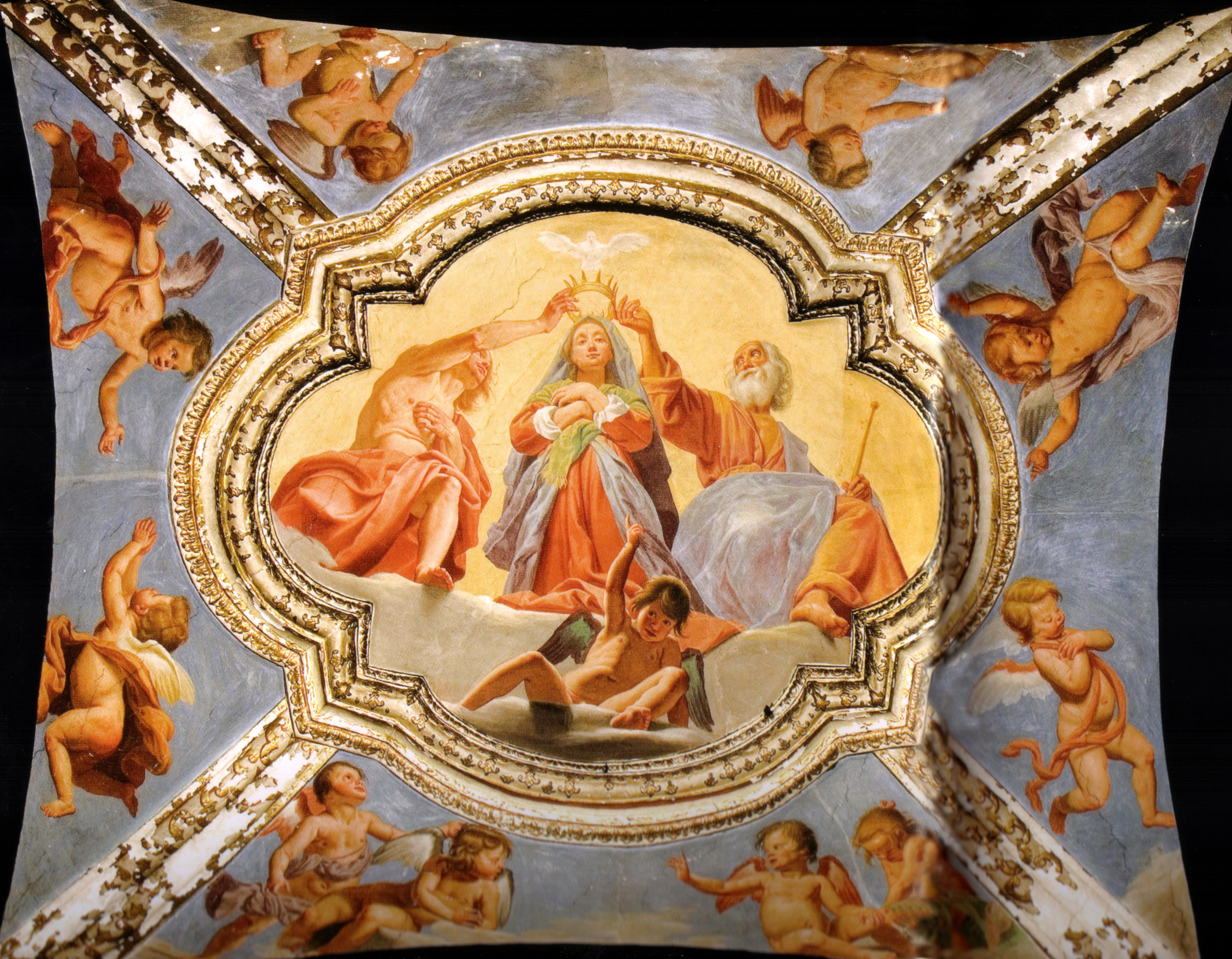
Lorenzo Lippi, Krönung der Jungfrau
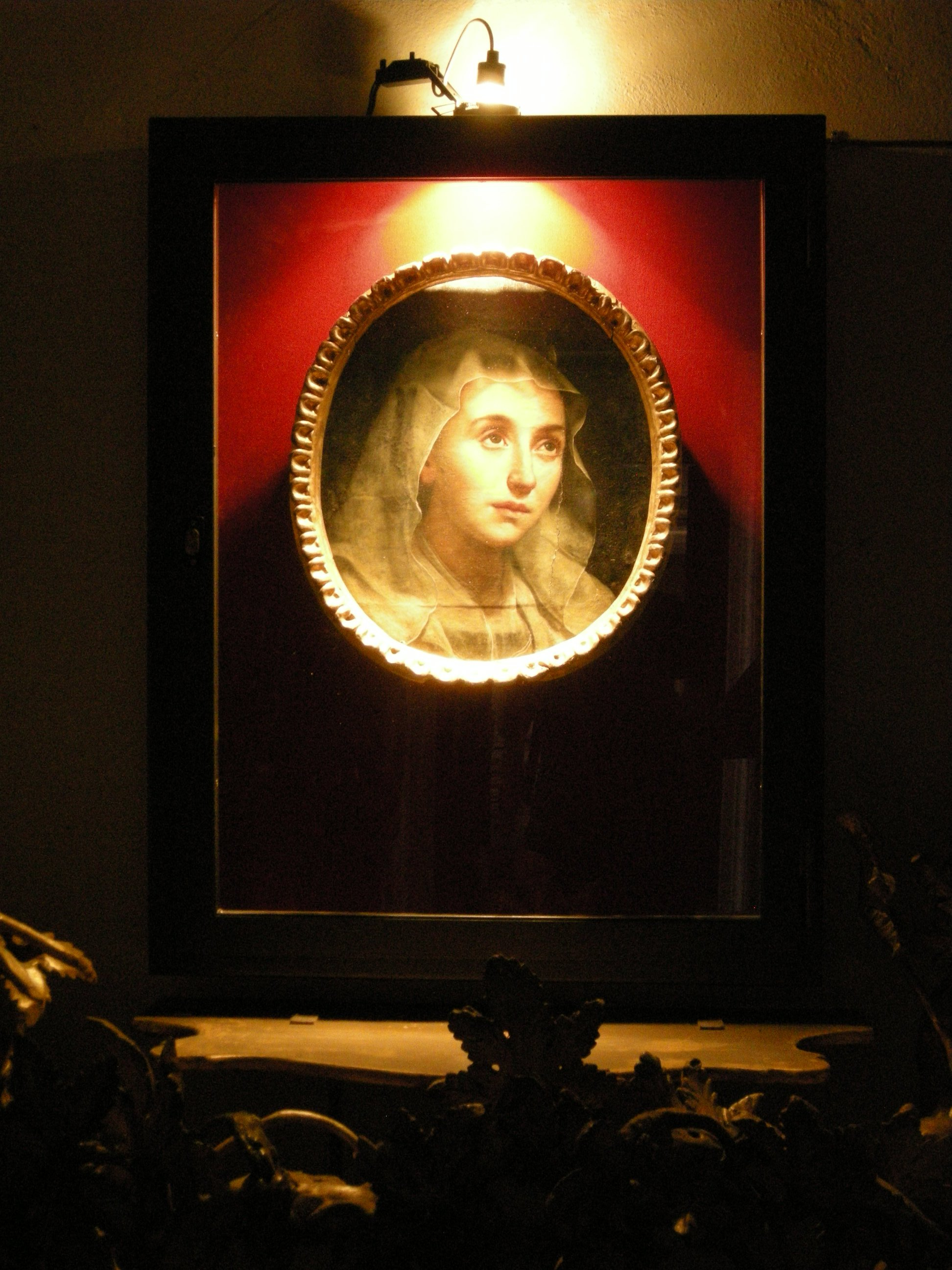
Porträt von Serafina Pezzuoli von Carlo Dolci

#### Querschiff
Im rechten und linken Querschiff befindet sich auf jeder Seite eine Kapelle, beide unter der Schirmherrschaft der Familie Bonsi, dem größten Geldgeber der Kirche nach den Medici. An beiden Enden des Querschiffs befinden sich die Grabdenkmäler von Familienmitgliedern, insbesondere zweier Bischöfen von Béziers, dem Bischofs- und Kardinalsitz, der seit 1576 der Familie Bonsi vorbehalten ist: Giovanni und Pietro Bonsi. Die beiden mehrfarbigen Marmordenkmäler sind das Werk von Antonio Ginestrelli, der 1633 auch die Marmorrahmen für die obigen Gemälde schuf. Rechts die Anbetung der Heiligen Drei Könige von Ottavio Vannini neben der Geburtskapelle; links der Kaiser Heraklius, der das Heilige Kreuz mit dem Patriarchen Zaccaria nach Jerusalem zurückbringt, von Giovanni Biliverti, der auch die Lünette mit dem Engelsflug (1632) schuf.
Die Gewölbe und Wände der Querschiffsköpfe sind mit theatralischen Szenen aus dem späten 17. Jahrhundert bemalt: rechts die Vision des hl. Kajetan, der das Kind von der Madonna empfängt, von Jacopo Chiavistelli (1671), und auf dem Gewölbe die Verkündigung an die Könige und die Hirten von Filippo Maria Galletti; Links empfängt der Heilige Kajetan die Zeichen der Passion Jesu, erneut von Chiavistelli, und ein Viereck mit dem Kreuz in Glorie unter Heiligen von Galletti.

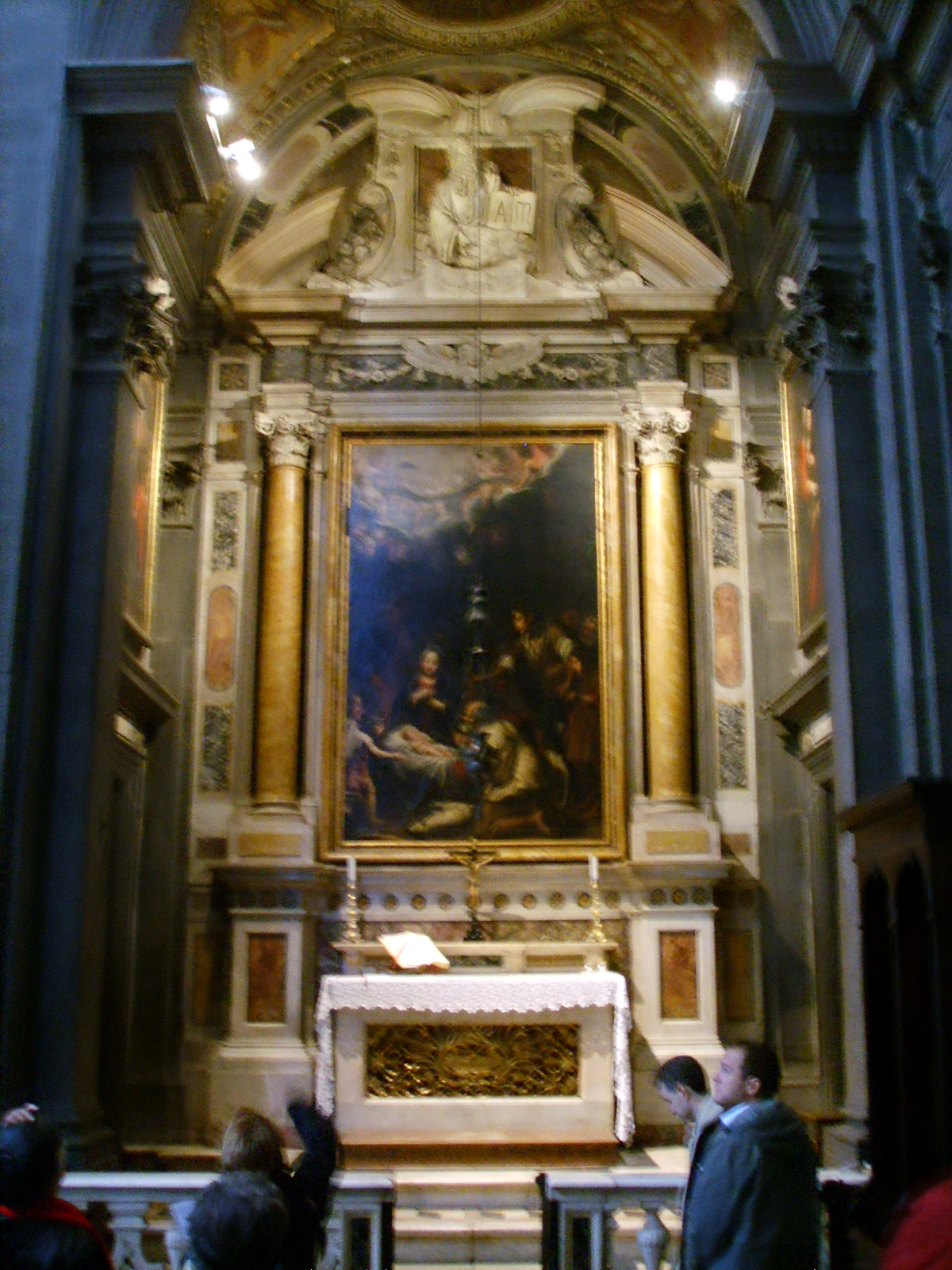
Geburtskapelle
Sie befindet sich am rechten Seitenarm und war die erste, die in der vom Architekten Alessandro Malvisti entworfenen Kirche dekoriert wurde, und diente als Modell für alle anderen. Die vergoldeten Stuckarbeiten des Gewölbes stammen von Sebastiano Pettirossi (1631), der auch die Büste von Gottvater im Giebel des Altars geschaffen hat. Die Gemälde stammen von Matteo Rosselli: Altarbild der Geburt Christi in der Mitte und Heimsuchung auf der rechten Seite (signiert und datiert 1631), während die Leinwand links mit der Verkündigung von Fabrizio Boschi (1632) stammt. Er malte auch die Lünetten, wahrscheinlich mit der Hilfe des jungen Lorenzo Lippi, mit der heiligen Christine im Gefängnis auf der linken Seite, der Madonna, die dem heiligen Franziskus das Kind übergibt, auf der rechten Seite und den Engeln im Gewölbe (um 1632). In den Holztüren der Balustrade, von Jacopo Maria Foggini, befinden sich Bischofshüte mit dem Mühlrad, dem Wappen der Familie Bonsi.

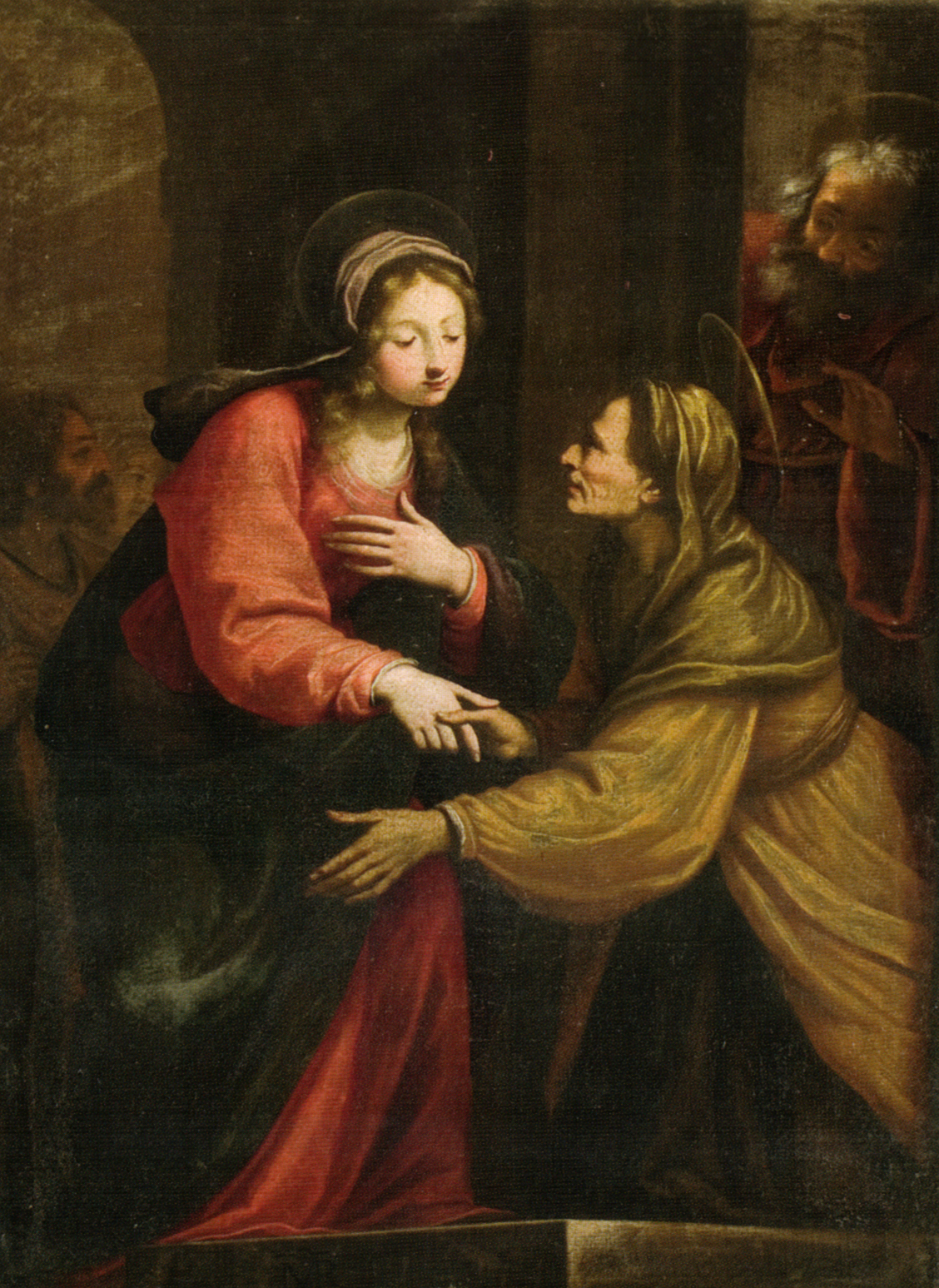
Matteo Rosselli, Heimsuchung
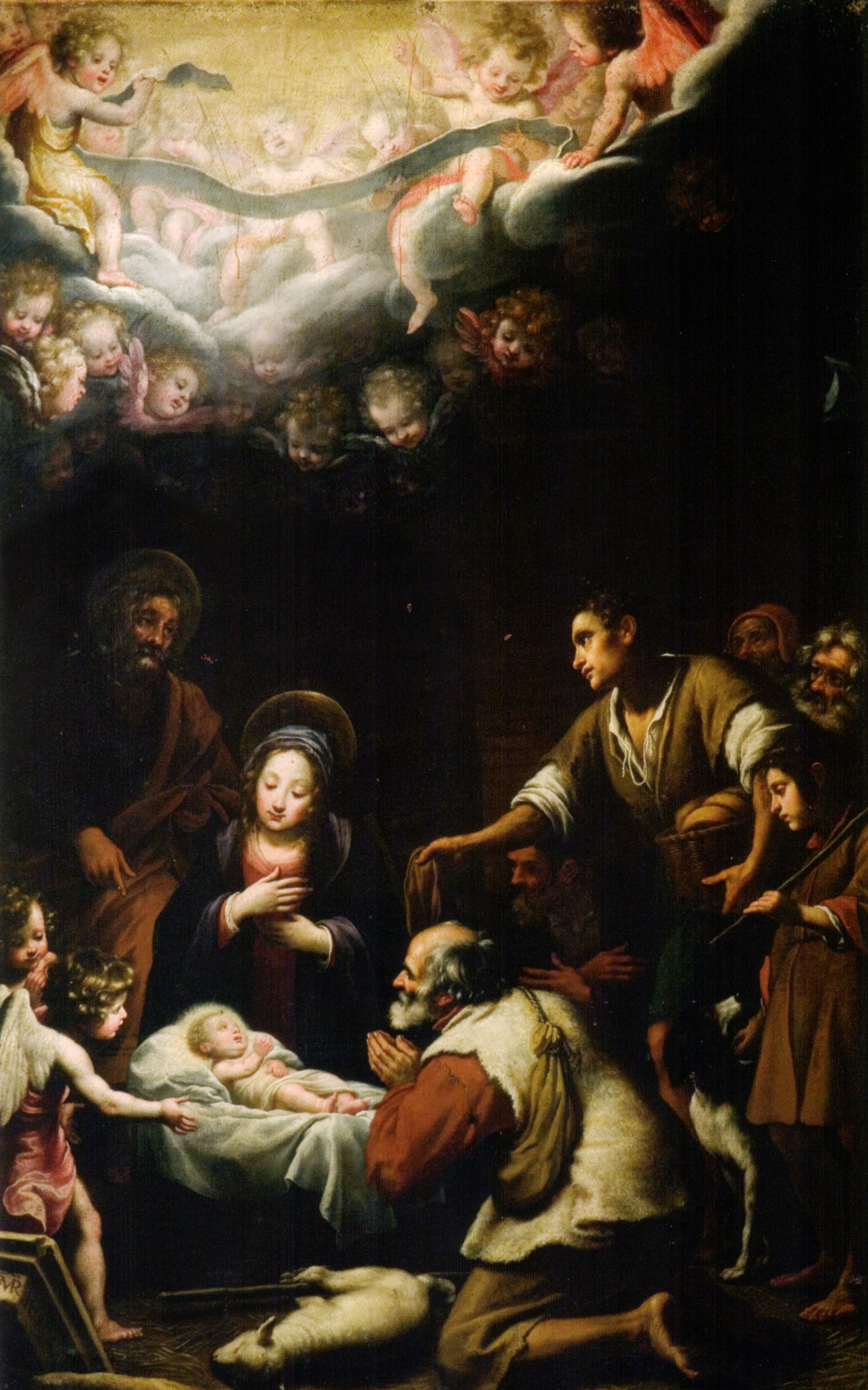
Matteo Rosselli, Geburt Christi
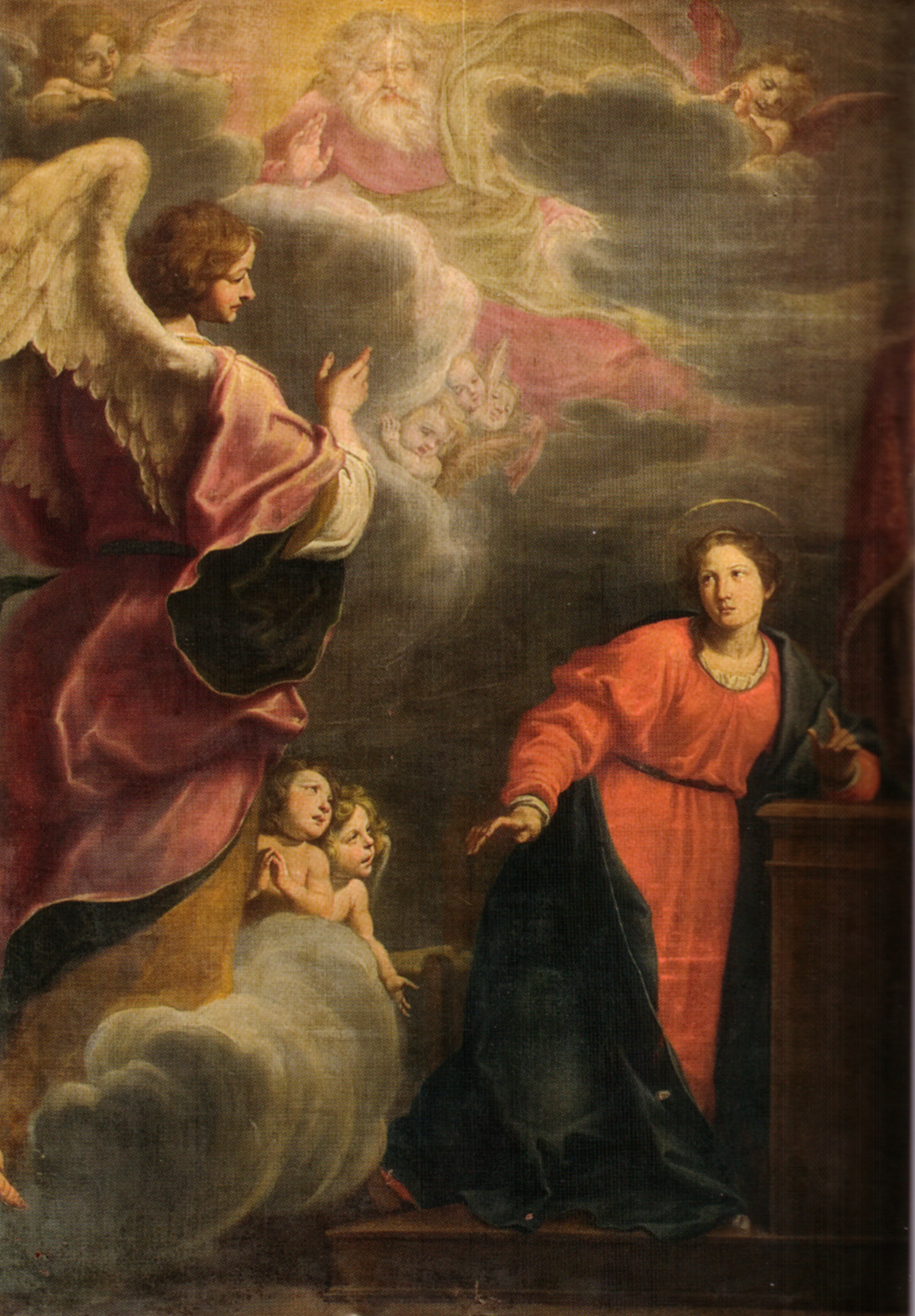
Fabrizio Boschi, Verkündigung

Kapelle der Hl. Helena und des Heiligen Kreuzes

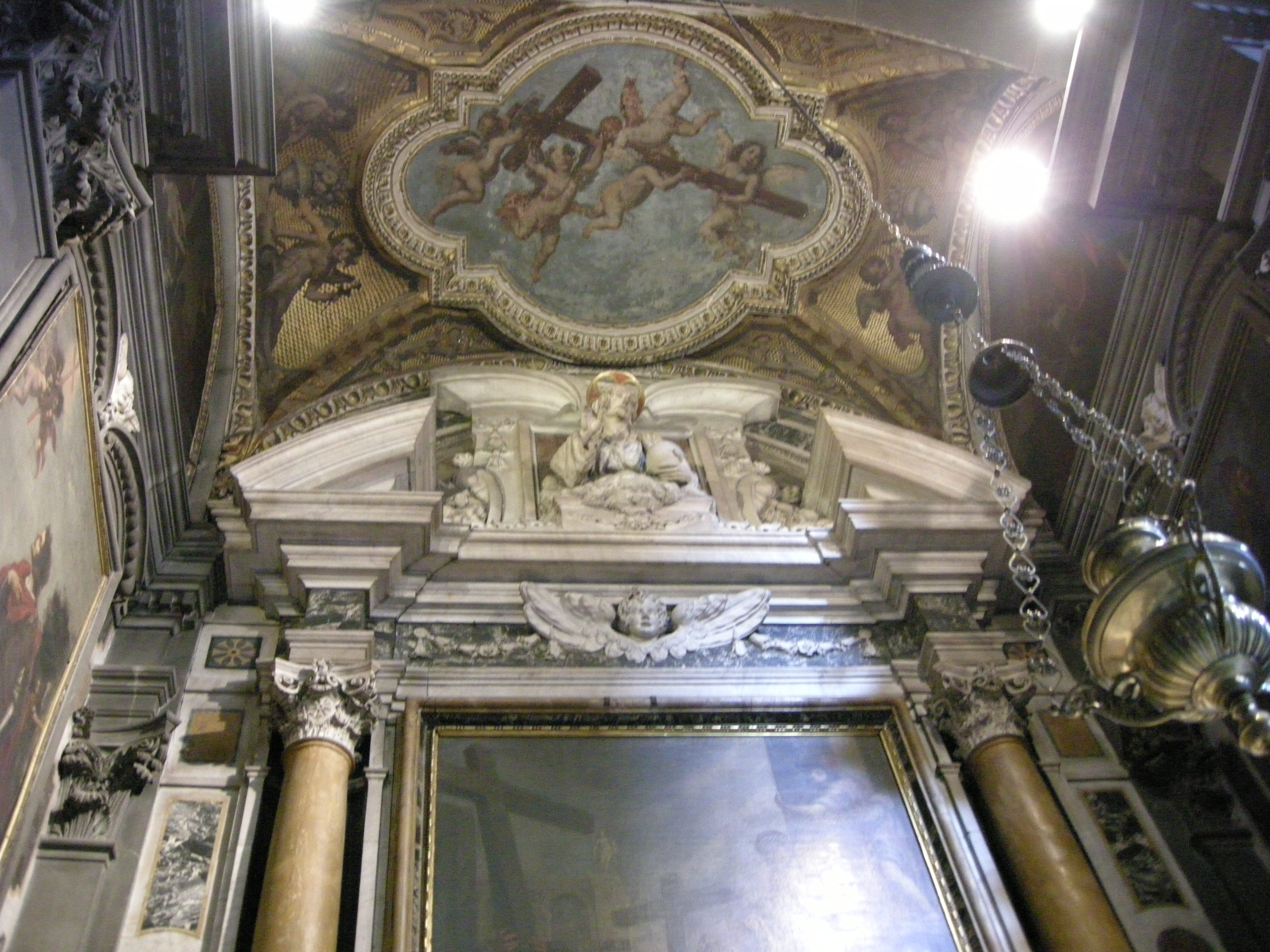
Decke der Kapelle des Kreuzes

Auch im linken Querschiff befand sich ein Werk des Architekten Malvisti von 1644, das von einigen als sein Meisterwerk angesehen wird. Die seitlichen Gemälde sind ein Werk von Jacopo Vignali (links die Konstantin erscheint das Kreuz) und Giovanni Biliverti (rechts die Heilige Helena, leitet die Ausgrabungen des Kreuzfundes) und werden von einem aufwendigen Steinmotiv eingerahmt. Die seitlichen Lünetten stammen von Vignali (Enthauptung der hl. Lucrezia und Domine quo vadis? (dt. Herr, wohin gehst du?)), sowie des Freskos im Gewölbe mit dem Engelsflug mit dem Kreuz. Die Marmorbüste des segnenden Christus im Tympanon des Altars stammt von Sebastiano Pettirossi (1631), der auch die Stuckaturen im Gewölbe bemalte.

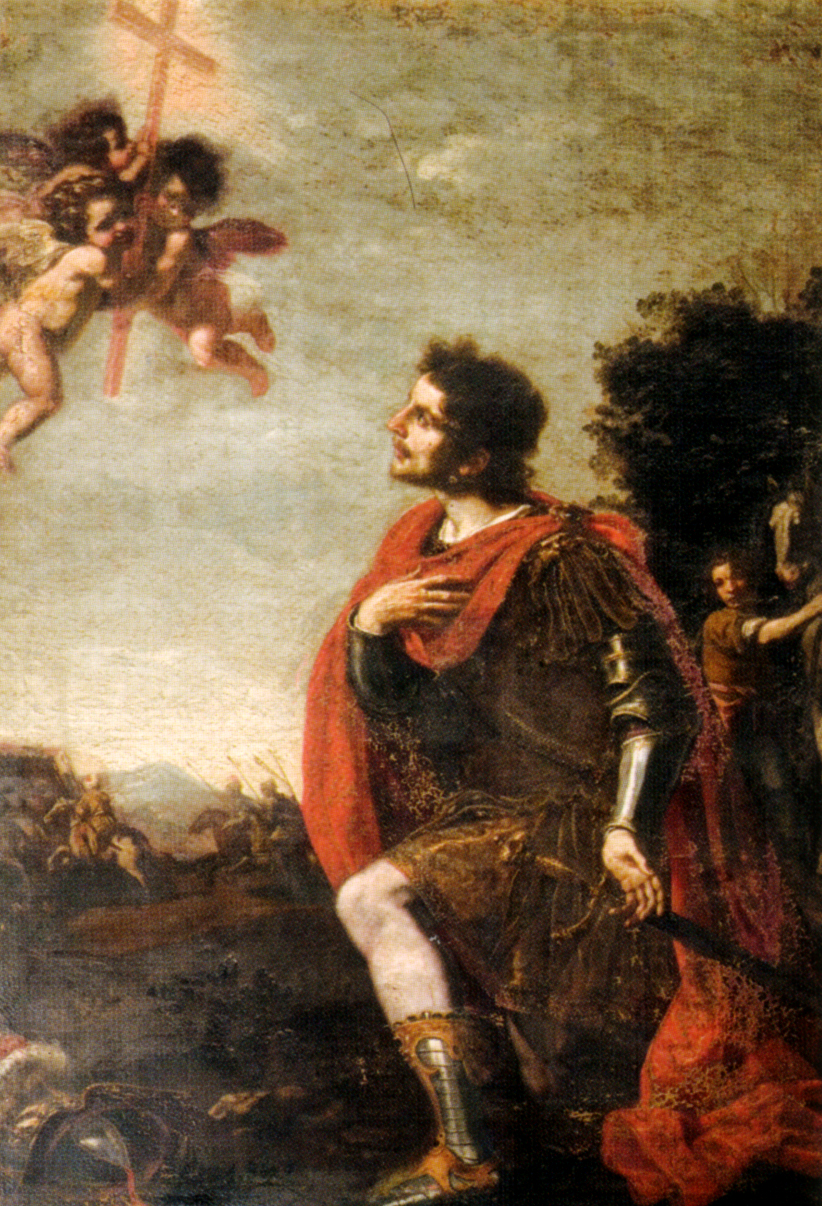
Jacopo Vignali, Konstantin erscheint das Kreuz
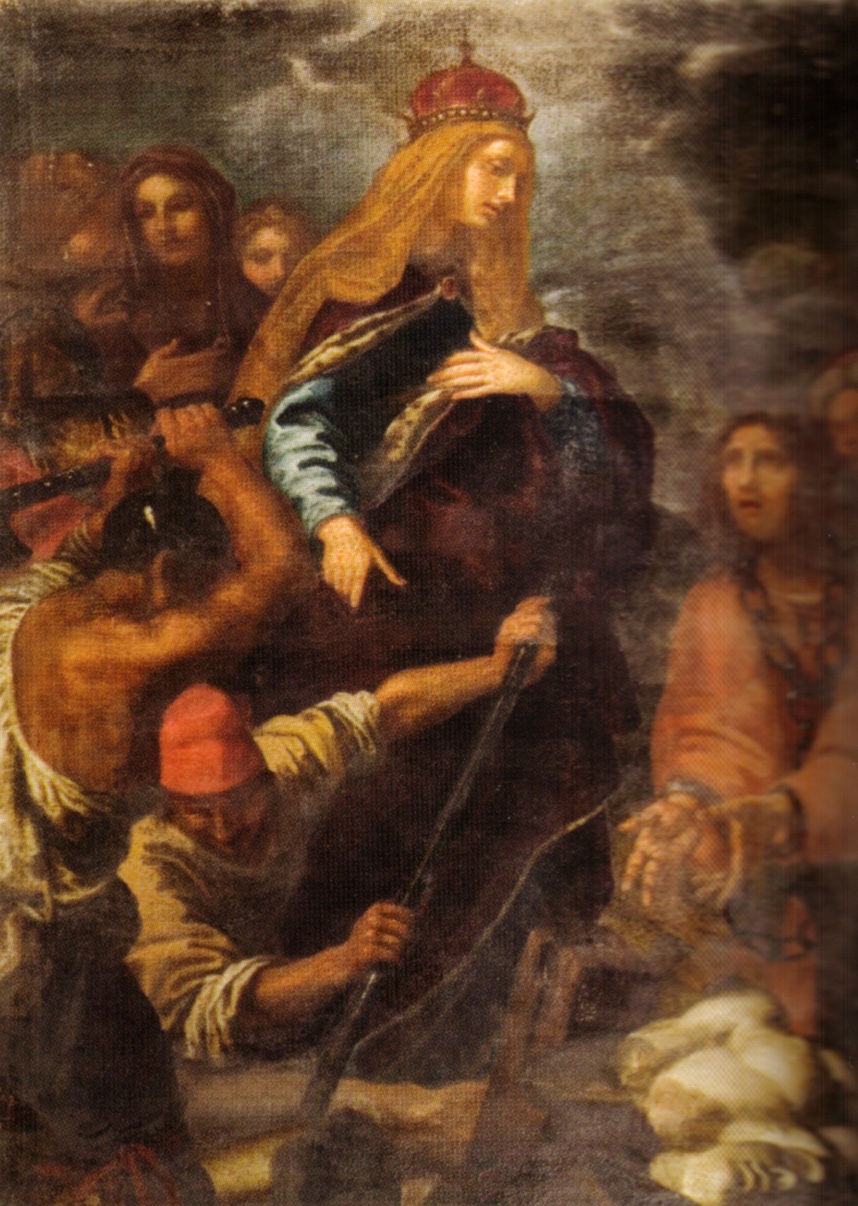
Giovanni Biliverti, Heilige Helena, leitet die Ausgrabungen des Kreuzfundes
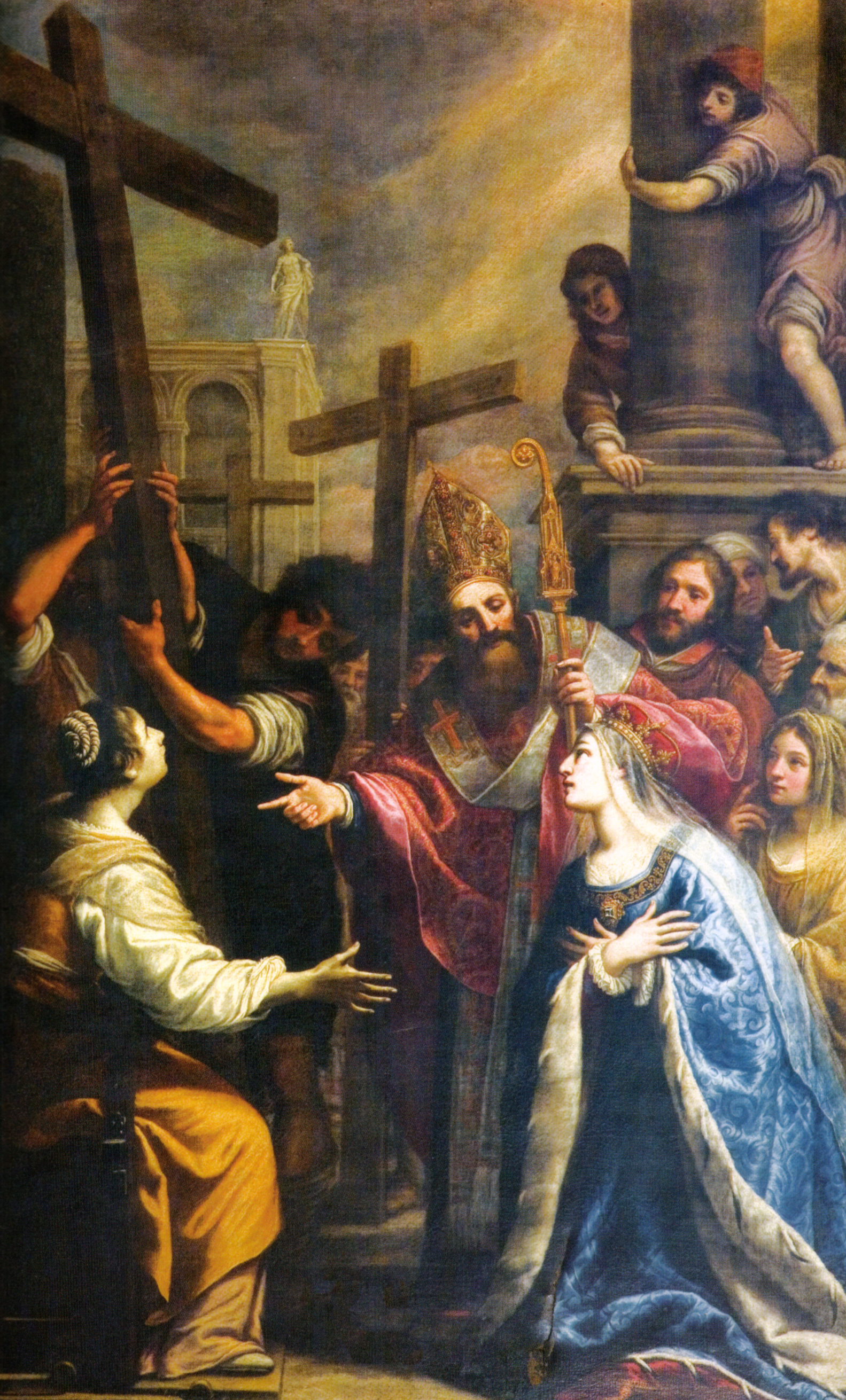
Matteo Rosselli, Suche nach dem Heiligen Kreuz

### Sakristei

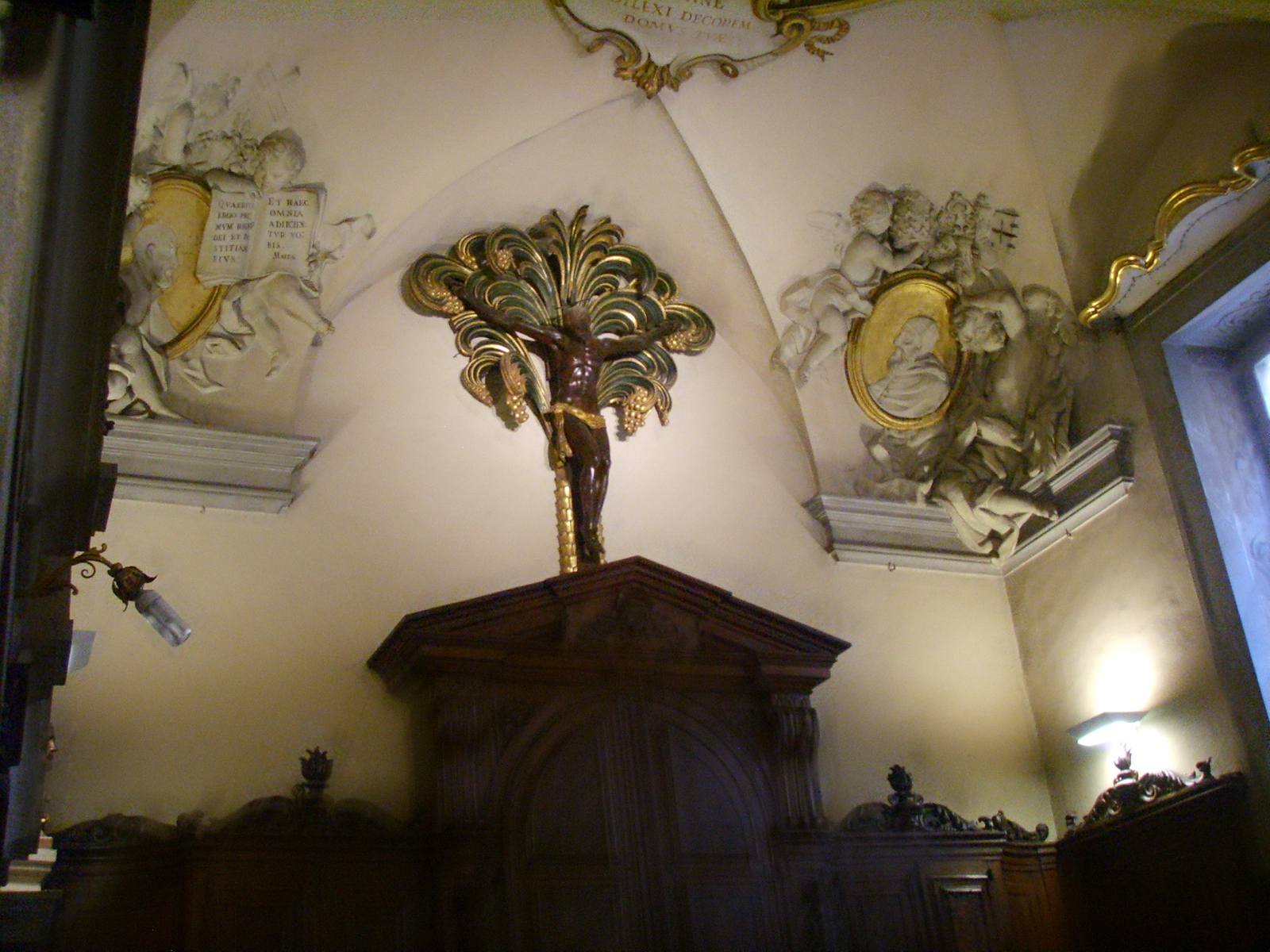
Sakristei

Durch eine Tür in der rechten Chorwand gelangt man in die Sakristei. Sie wurde in der ersten Hälfte des 17. Jahrhunderts errichtet und hat an drei Wänden große Holzschränke mit einer geometrischen Spiegeldekoration aus dem 18. Jahrhundert, die die imposante Struktur aufhellt. An der Nordseite befinden sich vier Türen, von denen die mittlere mit Giebeln, Büsten und Oculi verziert ist, die Licht in den angrenzenden Raum bringen, in dem sich das Waschbecken von 1611 von Orazio Mochi befindet, das von den Werken Buontalentis beeinflusst wurde.
Neben den Kleiderschränken gestaltete Carlo Marcellini gegen Ende des 17. Jahrhunderts die Sakristei neu und schuf in den Ecken vier von Engeln getragenen Stuckmedaillons mit den Porträts des hl. Kajetan von Thiene, hl. Andreas Avellino, Paul IV. Carafa und Kardinal Scipione Burali. Die Mitte der Decke ist mit Pier Dandinis Fresko der Hl. Kajetan präsentiert die Kirche in Begleitung des Glaubens der Dreifaltigkeit geschmückt. In der Sakristei ist auch ein Holzkreuz aus dem 16. Jahrhundert erhalten, das der Schule von Giambologna zugeschrieben wird, sowie ein Geschenk von Alessandro de’ Medici, dem zukünftigen Papst Leo XI. (in der alten Kirche befand es sich in der Chornische hinter dem Hochaltar, bis es durch das von Susini ersetzt wurde). Seine einzigartige Ikonographie zeit das Kreuz, das eins mit der Palme ist, einem Baum, der seit der frühchristlichen Ära mit der Symbolik des Opfers und des Martyriums verbunden ist.

## Weitere Fotos

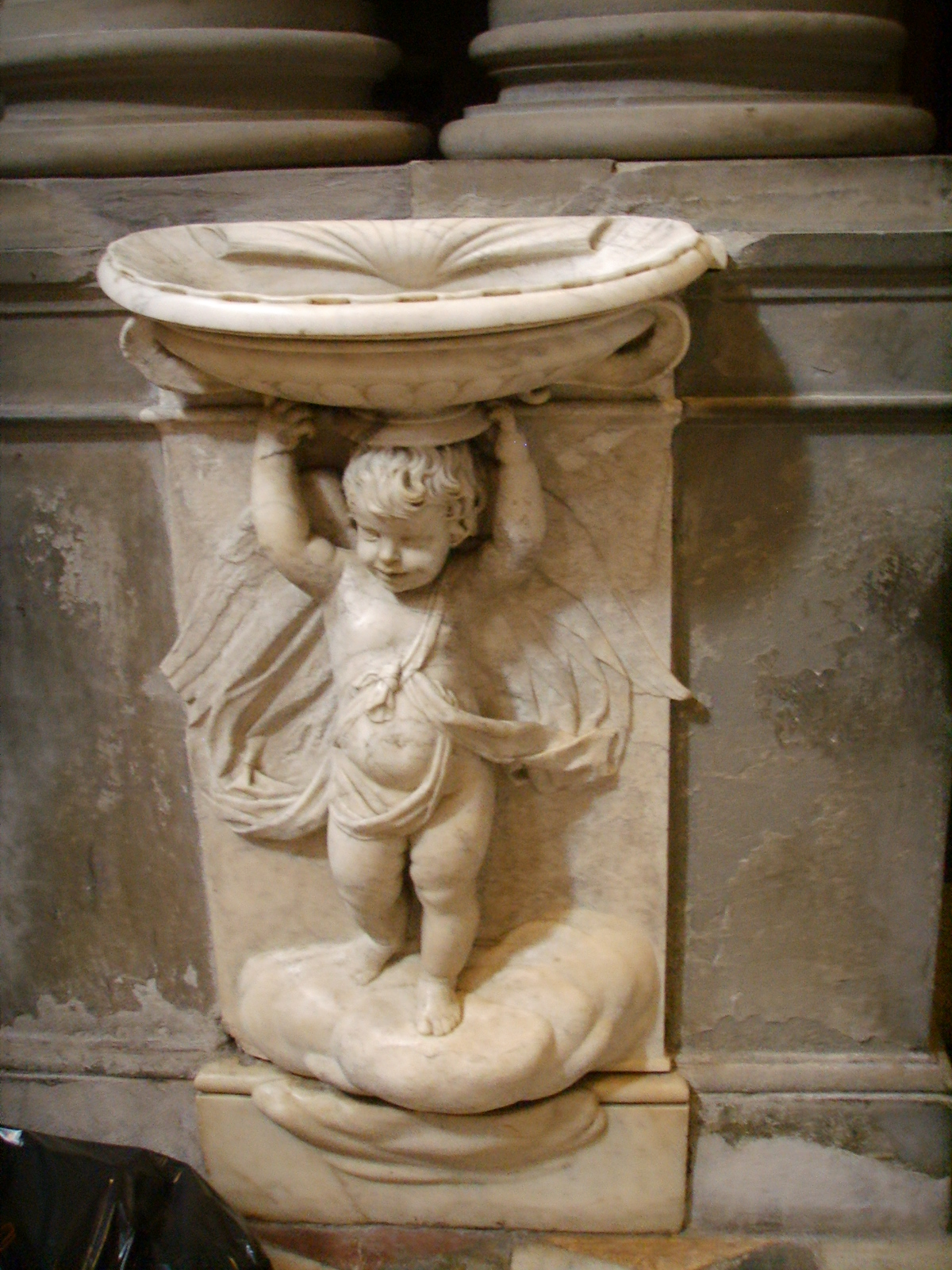
Weihwassergruppe von Domenico Pieratti
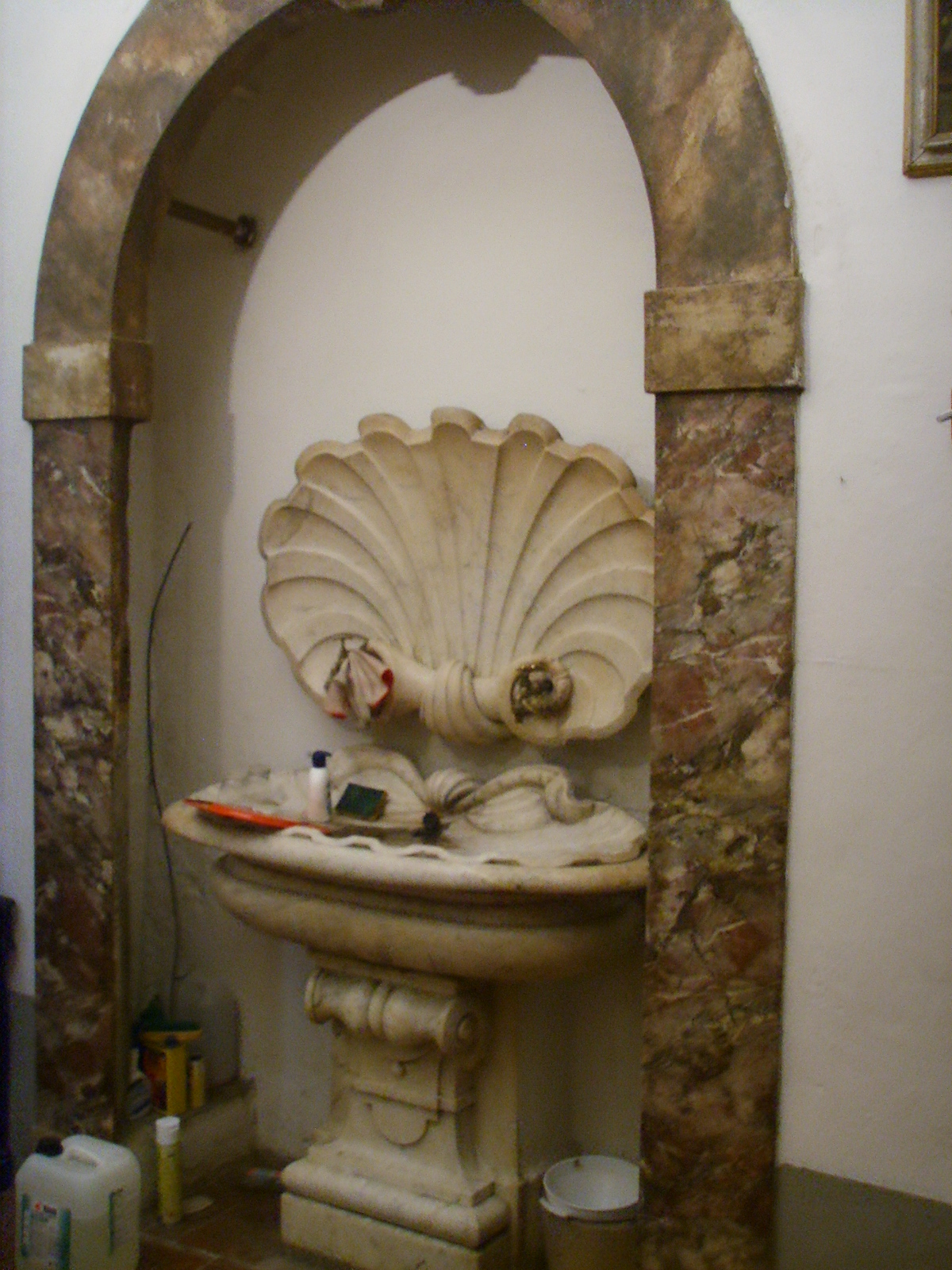
Waschbecken von Orazio Mochi
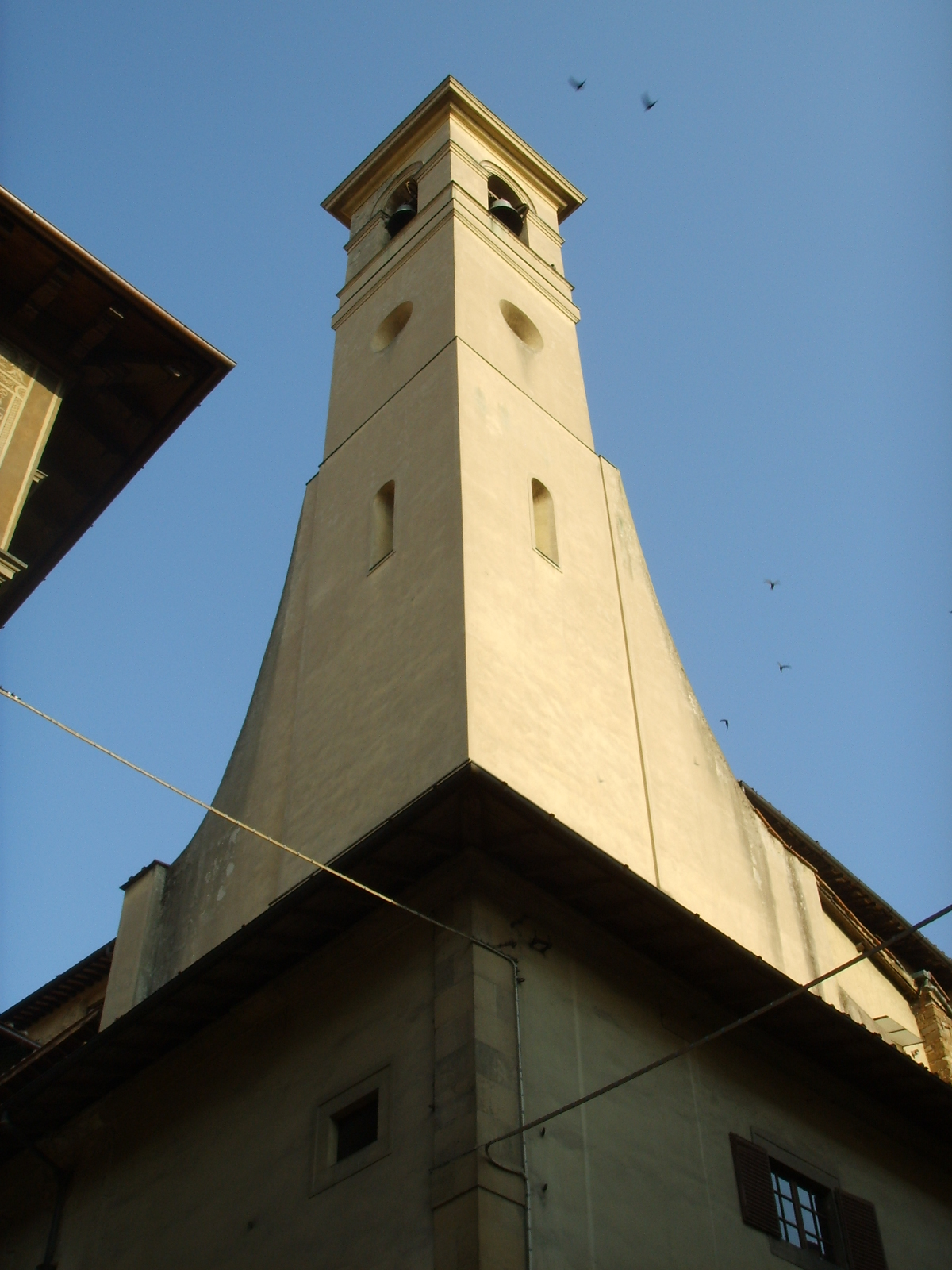
Campanile
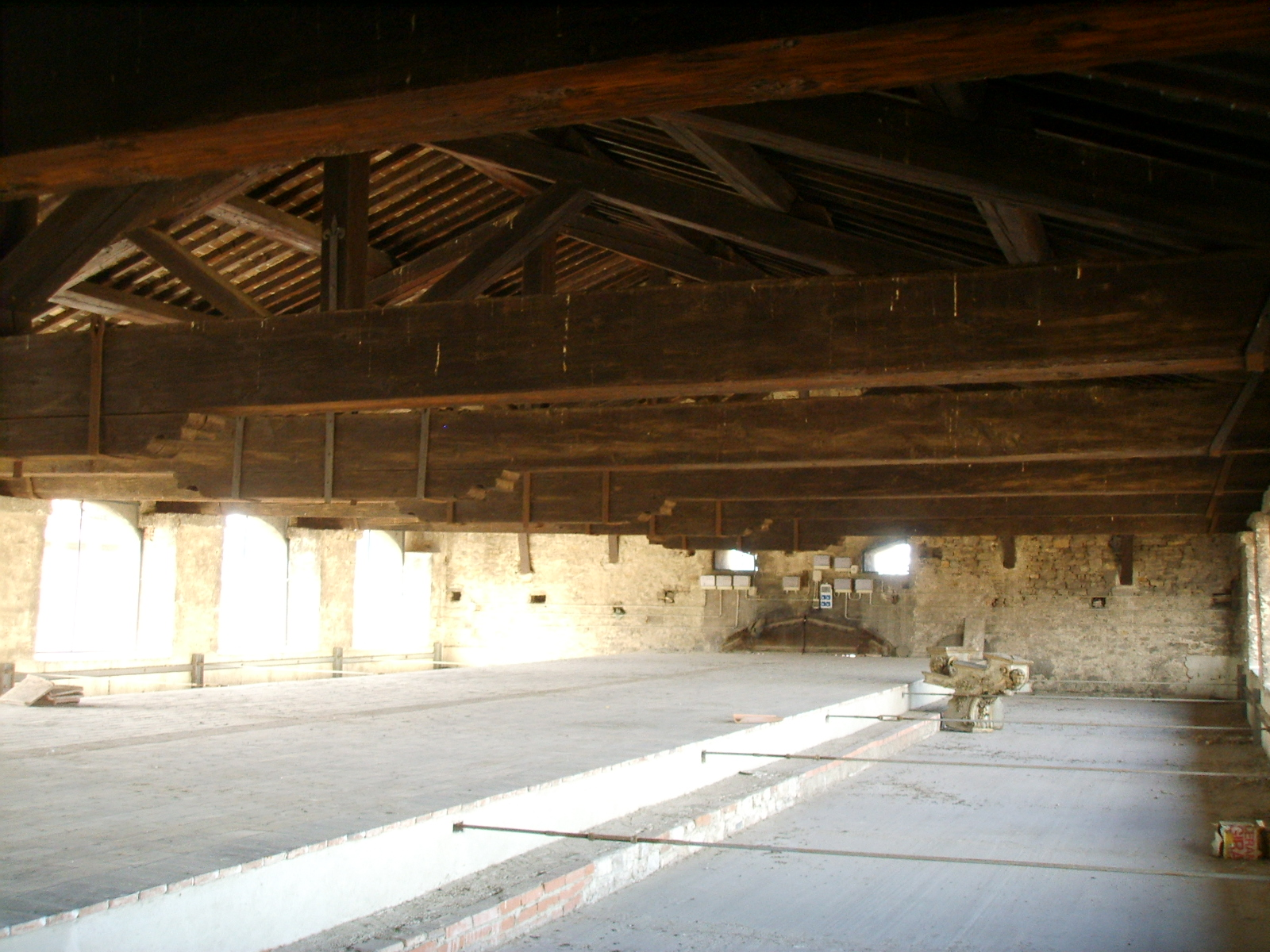
Dachstuhl